# Transports en commun de Dunkerque
DK'BUS, anciennement DK'Bus Marine jusqu'en janvier 2018, est le réseau de transports en commun de la communauté urbaine de Dunkerque qui dessert depuis le 23 juin 1998 les communes de Armbouts-Cappel, Bourbourg, Bray-Dunes, Cappelle-la-Grande, Coudekerque-Branche, Coudekerque-Village, Craywick, Dunkerque, Ghyvelde, Grande-Synthe, Grand-Fort-Philippe, Gravelines, Leffrinckoucke, Les Moëres, Loon-Plage, Saint-Georges-sur-l'Aa, Spycker, Téteghem, Zuydcoote ainsi que la ville belge de La Panne et la commune d'Uxem dans la communauté de communes des Hauts de Flandre (CCHF), située dans le département français du Nord.
Ce réseau est exploité par la société des transports de Dunkerque et extensions (ci-après STDE), par Keolis Flandre Maritime, et par Cotaxi pour le service Taxibus de nuit.
Le réseau est composé, au 2 septembre 2024, de 6 lignes "Chrono" (C1, C2, C3, C4, C5, C6), de 5 lignes "directes" (15, 16, 17, 18, 19), de 5 lignes dites de "connexion" (20, 21, 23, 24, 26) mais également de 2 lignes de soirée (N1 et N2), d'une ligne express (Rapid'Ouest) et de circuits scolaires (S).
Auparavant, le réseau de la communauté urbaine de Dunkerque était le SMTP.
Depuis le 1er septembre 2018, DK'BUS est le plus grand réseau de transports en commun de France à être accessible gratuitement à tous les usagers.

## Histoire

### Les débuts
Le 30 décembre 1997, le SMTP est dissous, la Communauté Urbaine de Dunkerque devient seule l’autorité organisatrice des transports sur Dunkerque. Plus tard, le 23 juin 1998, apparaît le nouveau réseau DK'Bus Marine, inauguré par Michel Delebarre. Ce réseau reprend les anciens véhicules et les anciens trajets du SMTP.

### Les bus au GNV
Après la signature de la charte d'Aalborg, en 1998, la communauté urbaine de Dunkerque lance un plan pour convertir 50 % de son parc d'autobus au GNV (Gaz naturel pour véhicules).
En 2015, dans le cadre du projet " DK'Plus de Mobilité", la communauté urbaine décide de la conversion de l'ensemble du parc d'autobus au GNV.

### Modernisation, agrandissement
Le 22 novembre 1999, à la suite de l'ouverture du Pôle Marine, la ligne 2 qui desservait le centre-vile via la place Jean Bart voit son itinéraire dévié par le quai des Hollandais afin de desservir ce nouveau complexe, un nouvel arrêt Pôle Marine est créé.
En janvier 2000 débute l'installation progressive de 10 bornes SAEIV (Système d'Aide à l'Exploitation et à l'Information Voyageurs) qui permettent aux voyageurs de connaître en temps réel le temps d'attente aux arrêts. À cette même période, les bus desservent désormais Adinkerque en Belgique par le biais des lignes 2 et 3 sous les indices 2B (lundi au samedi sauf jours fériés) et 3B (dimanches et jours fériés). La ligne 2AM, qui relie l'arrêt Les Dunes à Leffrinckoucke à l'arrêt Mardyck Copenor est remplacé par la ligne 2A. La ligne 3 est prolongée depuis son ancien terminus au camping de Malo-les-Bains jusqu'à Leffrinckoucke Poste. La ligne 3ACV qui effectue la desserte de Coudekerque-Village depuis la place Jean Bart via la place Sainte-Germaine est remplacée par la ligne 3A reliant Leffrinckoucke Poste au Bois des Forts. La ligne 5 est prolongée jusqu'à l'arrêt Flamand. Une nouvelle ligne, la ligne 5A, est créée reliant Saint-Pol-sur-Mer à Coudekerque-Branche. Cette nouvelle ligne dessert les nouveaux arrêts Rigaud et Coubertin et récupère le tronçon abandonné par la ligne 3ACV. La ligne 7 est raccourcie de l'arrêt Port Ouest Ferry jusque Mardyck Copenor et une liaison irrégulière est créée de l'arrêt Mardyck Copenor jusque CGM avec un arrêt intermédiaire, Plateforme Multimodale. Les lignes 8 et 8A effectuent désormais leur terminus à la gare de Dunkerque. Enfin, la ligne A, reliant Dunkerque à Gravelines et exploitée par Cariane Littoral est intégrée au réseau. La navette de Bourbourg est également créée.

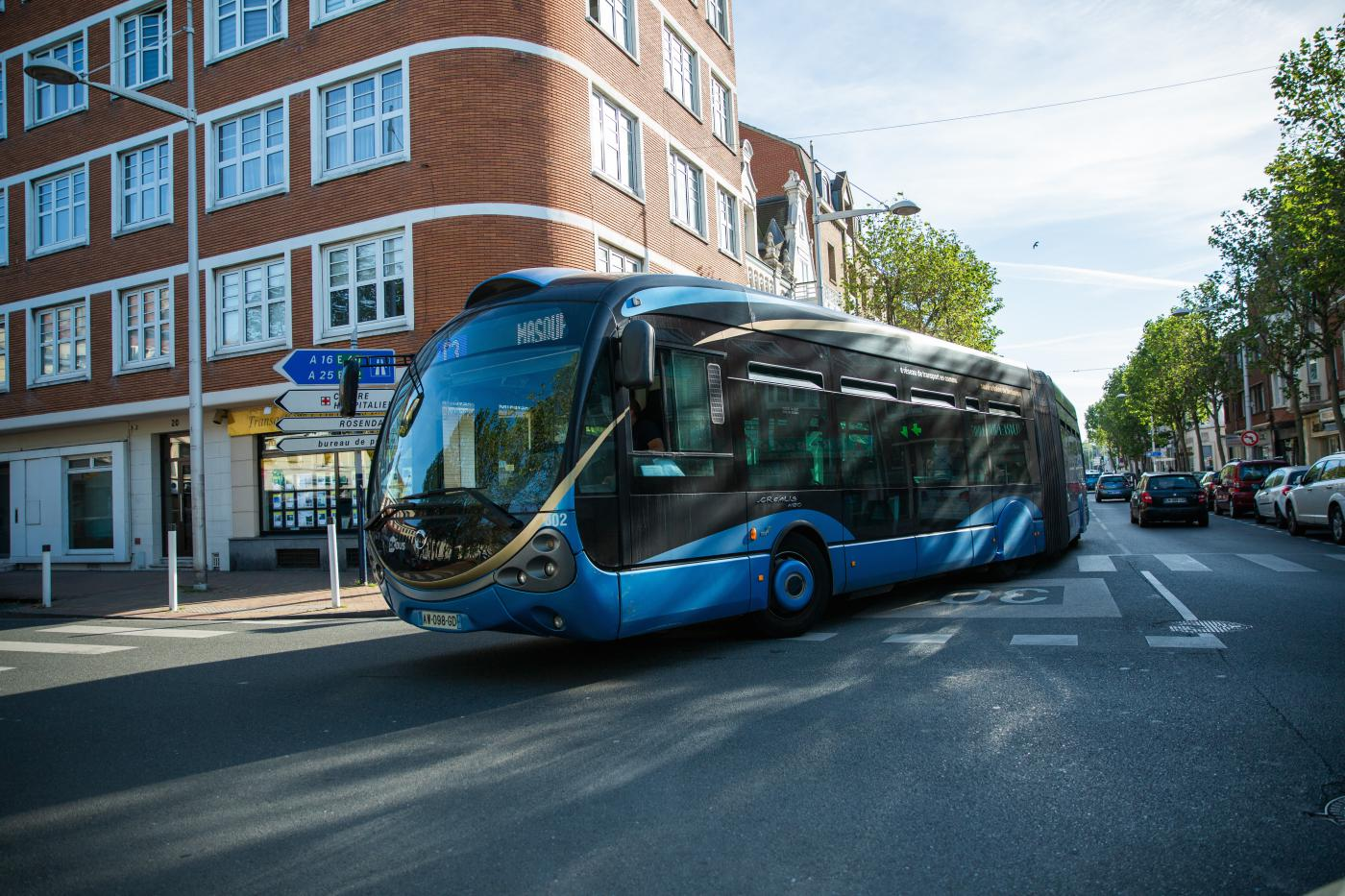
Irisbus Crealis Neo 18 sur la ligne C3 à Malo-les-Bains à destination de Leffrinckoucke Plage

En 2001, au mois d'août, 8 véhicules sont équipés de caméras et le SAEIV est mis en place dans les bus de la ligne A. En septembre, le réseau reçoit 10 nouveaux bus fonctionnant au GNV.
Au cours du moins de juin 2002, la navette gratuite sur la digue de mer à Malo-les-Bains est mise en place. En septembre de la même année la STDE fête ses 100 ans.
En 2003, la vidéosurveillance est installée progressivement dans les bus. En janvier de cette même année, le service TaxiBus est étendu à l'ensemble des communes de la Communauté Urbaine de Dunkerque (C.U.D.) et 10 nouveaux bus fonctionnant aux GNV sont mis en service. Au cours du mois de décembre 2003, une navette reliant le parking de l'université à l'arrêt République est mise en place durant quelques jours du 20 au 24 décembre. Cette navette est baptisée « Étoile de Noël » et fonctionnait de 14 h 0 à 19 h 0.
En 2004, 6 nouveaux bus articulés ainsi que 5 nouveaux bus standards roulant au GNV sont mis en service et l'installation de bornes SAEIV se poursuit sur le périmètre communautaire.
Le 1er septembre 2006, la ligne 3 est dotée d'un nouveau termins à Coudekerque-Branche, l'arrêt Jardins de Steendam. De plus, cette ligne est prolongée jusqu'à la plage de Leffrinckoucke, qui est le terminus estival de la ligne 2. La ligne 3B va en liaison régulière jusque Frontière, la liaison irrégulière est à présent de Frontière à Gare d'Adinkerque. La ligne 4A, qui desservait de manière régulière l'arrêt Pont Neuf, dessert désormais l'arrêt Paul Machy. Un nouvel arrêt nommé Petit Denna est créé sur la desserte portuaire de la ligne 7. La ligne A fait son terminus au Stade Tribut à Dunkerque. De plus, l'arrêt Pont de Pierre est supprimé et un nouvel arrêt Saint-Joseph est créé à Gravelines. À Loon-Plage, l'arrêt Mendès France est renommé Route de la Gare.
En 2009, des écrans sont progressivement installés dans les bus. Ces écrans, disposés par paires, permettent pour l'un de connaître la position actuelle du bus sur la ligne grâce à une carte interactive ainsi que les prochains arrêts, et pour l'autre de diffuser la chaîne DK'Bus TV qui sera par la suite remplacée par la diffusion d'informations pratiques sur le réseau (déviations, opérations commerciales...). Les écrans sont accompagnés d'un lecteur vocal indiquant au passage d'un arrêt son nom et l'arrêt suivant.

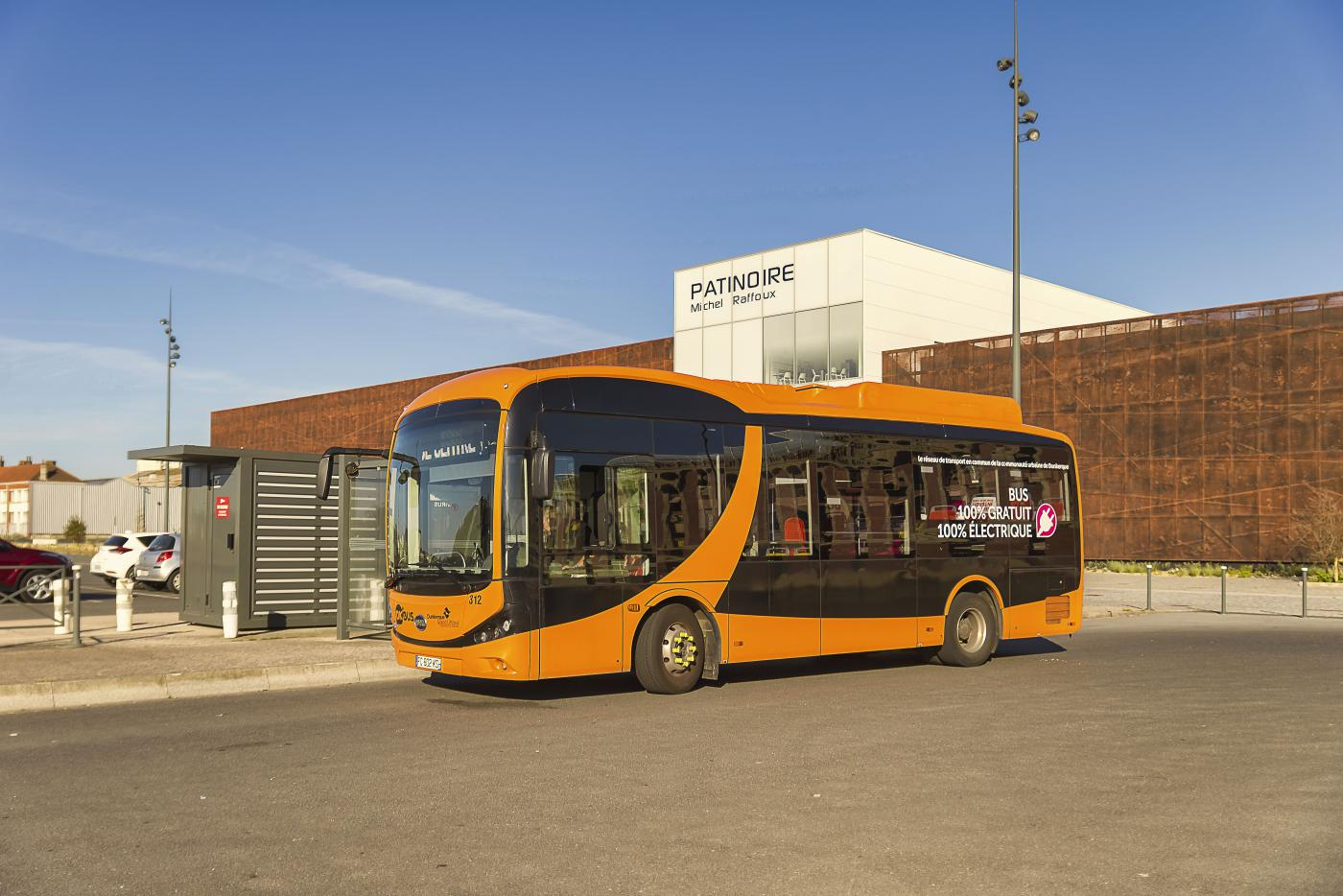
Bus électrique BYD K7 eBus sur la ligne 16 qui dessert le centre-ville.

Le 1er septembre 2012, de nouvelles modifications sont apportés au réseau. L'arrêt ZAC du Banc Vert de la ligne 1A est renommé Banc Vert. Le terminus de la ligne 2 à Grande-Synthe est reporté à l'arrêt Jardin Public, l'ancien terminus Place du Courghain est supprimé à cause de travaux de rénovation urbaine dans ce quartier. À Bray-Dunes, l'arrêt École Bray des lignes 2B et 3B est renommé Résidence Aigue Marine. La ligne 7 est prolongée jusqu'au Bois des Forts à Coudekerque-Village, cette liaison existait auparavant mais n'était pas répertoriée. La ligne 6 qui desservait le nouveau quartier du Grand Large est supprimée, la desserte est reprise par les lignes 8A et 8B. La ligne 8A dessert désormais la commune de Cappelle-la-Grande de manière irrégulière. La navette de Bourbourg est prolongée jusqu'au centre commercial du Puythouck à Grande-Synthe. Avec la fermeture du pont du Triangle, reliant Saint-Pol-sur-Mer et Fort-Mardyck, les lignes 2A et 9 voient leurs itinéraires modifiés et desservent les arrêts Aurore, Hirondelles et Cassel. Pour pallier l'absence de ces lignes, les lignes 5 et 5A sont prolongées jusque Égalité où un terminus a été aménagé.
Le 3 septembre 2013, la ligne 3B est supprimée et une nouvelle ligne est créée, la ligne 21. Cette nouvelle ligne relie la plage de Bray-Dunes à Ghyvelde, commune nouvellement intégrée à la communauté urbaine. Elle permet également une correspondance avec la ligne 2 à la poste de Bray-Dunes.
Le 1er janvier 2014, la ligne 2B ne dessert plus les arrêts De Zandlopper, Moeder Lambic et Plopsaland à la demande de la mairie de La Panne. Quelques jours plus, la nouvelle billetique utilisant la carte Pass Pass est mise en service. Le 4 avril, la ligne 9 abandonne le terminus Angellier au profit du camping de Malo-les-Bains. Le 1er septembre 2014, à Coudekerque-Village, l'arrêt Carrefour d'Uxem des lignes 3A et 7 est renommé Rond-Point des Cyclos.

### Mise en place de la gratuité le week-end
Le 5 septembre 2015, le réseau devient gratuit le samedi et le dimanche. Le réseau subit également des modifications. La ligne 3 voit son itinéraire simplifié à Leffrinckoucke avec la suppression de l'arrêt Leffrinckoucke Poste. À Coudekerque-Village, le terminus Bois des Forts est déplacé au niveau de l'arrêt Les Mouettes. La ligne 5A est supprimée le 1er septembre, toutefois elle est partiellement rétablie quelques semaines plus tard, le 2 novembre, entre la gare de Dunkerque et le terminus Égalité à Saint-Pol-sur-Mer. La ligne 7 est modifiée à Grande-Synthe, les arrêts Michelet, Papin et Palais du Littoral sont abandonnés au profit des arrêts Garnaerstraete et Jardin Public. Dans la zone industrielle de Grande-Synthe, l'arrêt A.R.P.I.H. de la ligne 8B est renommé Charles Fourier. Le parcours de la ligne 8A à Spycker et Armbouts-Cappel est inversé, le terminus est transféré à la mairie de Spycker. La navette Môle 1 dessert la Halle aux Sucres et la Gare.
Le 4 avril 2016, le pont du Triangle reconstruit est ouvert à la circulation. Pour cette raison, les lignes 2A et 9 reprennent l'itinéraire classique en desservant les arrêts Saint-Pol Cimetière, Bayard, Égalité et Lapin Blanc (vers Dunkerque uniquement pour ce dernier). Les lignes 5 et 5A qui avaient pour terminus Égalité effectuent désormais leur terminus à l'arrêt Flamand. Quelques semaines plus tard, la ligne 21 est prolongée jusqu'aux Moëres à la suite de sa fusion avec Ghyvelde. Cette desserte n'est effectuée que sur réservation.

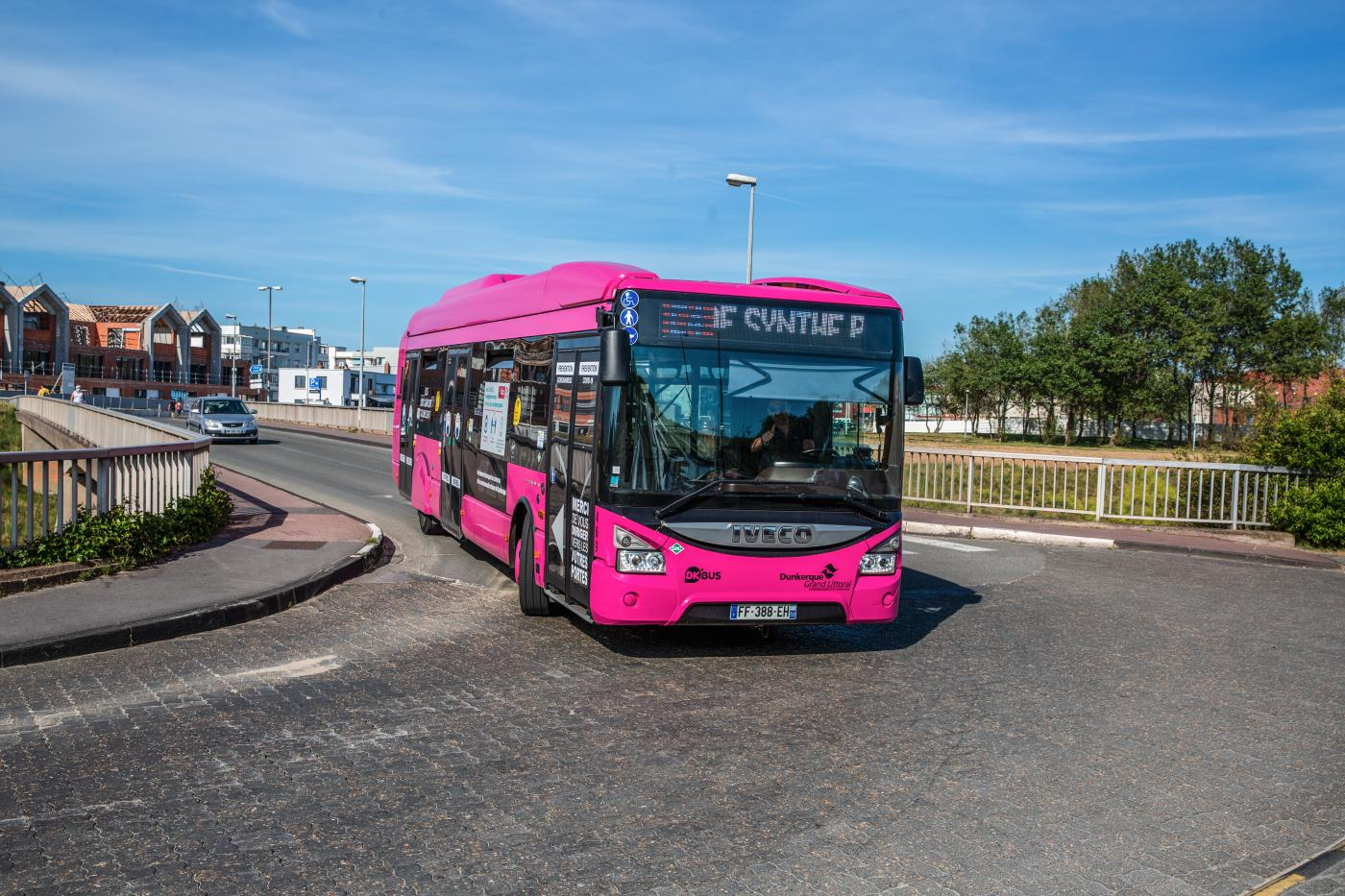
Iveco Bus Urbanway 12 GNV sur la ligne C4 à Malo-les-Bains en direction de Grande-Synthe Puythouck

Le 1er juillet 2016, la gratuité du réseau est étendue aux jours fériés en plus des samedis et dimanches.
En septembre 2016, de nouvelles bornes SAEIV sont installées. La ligne A est prolongée à Grand-Fort-Philippe jusqu'à l'arrêt Stade Pruvost.
En octobre 2016, les travaux du projet DK'Plus de mobilité débutent. Ce projet prévoit la création de 5 lignes BHNS qui seront mises en service en septembre 2018.
Le 17 juillet 2017, l'itinéraire de la ligne 3 est modifié dans le centre-ville de Dunkerque, entre les arrêts Saint-Jean-Baptiste et République. La ligne dessert dorénavant les arrêts Jean Bart, Royer et Pompiers situés sur le boulevard Sainte-Barbe, un nouvel arrêt baptisé 110e R.I. dans la rue du même nom et un arrêt Glacis dédié à la ligne 3 sur l'avenue de la Libération. Cette modification est due à la piétonnisation de la place Jean-Bart et préfigure le tracé de la future ligne C3,,.

### 2018, une année charnière pour le réseau
Pour le réseau, l'année 2018 est une année importante, avec d'une part la mise en place de la gratuité totale du réseau et d'autre part la réorganisation totale du réseau et la mise en place des 5 lignes BHNS.
Le jeudi 18 janvier 2018, lors de la présentation de ses vœux, le directeur de DK'Bus Marine, Laurent Mahieu, a présenté les nouvelles couleurs des véhicules. S'ajoutent au bleu, jaune et vert, le fuchsia et l'orange. Le nouveau logo du réseau y est également dévoilé. Une trentaine de nouveaux véhicules arborant ces nouvelles couleurs seront mis en service durant le mois de mai. Ces nouveaux véhicules circuleront uniquement les samedis, dimanches et jours fériés puisqu'ils ne seront pas équipés du système de billetique en vue de la gratuité totale.

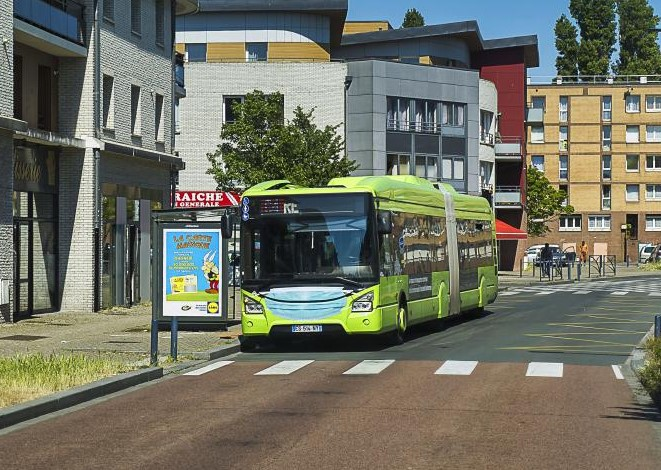
Iveco Bus Urbanway 18 GNV sur la ligne C4 à l'arrêt "Maison Communale" à Grande-Synthe et en direction de Grande-Synthe Puythouck

Le 31 août 2018, le nouveau service de soirée baptisé « Noctibus » est mis en place dans le cadre des festivités organisées pour célébrer la fin des travaux du projet DK'Plus de mobilité et l'instauration de la gratuité totale.
Le 1er septembre 2018, le nouveau réseau de bus est mis en service. La gratuité totale est également instaurée. Dunkerque devient alors la plus grande agglomération française et européenne à proposer un réseau de transport en commun gratuit pour tous les usagers, résidents comme non-résidents.
Ce nouveau réseau de transport est composé de 3 pôles d'échanges situés à Grande-Synthe, Leffrinckoucke et à la gare de Dunkerque, de 5 lignes dites « Chrono » identifiées par la lettre « C » et ayant une fréquence de 10 minutes entre 7 h 0 et 19 h 0, de 5 lignes dites « directes » numérotées de 14 à 19 et desservant le cœur de l'agglomération et de 6 lignes dites « de connexion » assurant la desserte des communes périphériques. Les lignes Chrono bénéficient d'aménagements leur permettant d'être prioritaire aux intersections et de réduire les temps de parcours. Les lignes C1 et C2 relient les pôles d'échanges de Grande-Synthe et Leffrinckoucke selon un tracé est-ouest, la ligne C3 relie Leffrinckoucke à Coudekerque-Branche. La ligne C4 relie la plage de Malo-les-Bains à Grande-Synthe en empruntant le nouveau site propre de l'ancienne pénétrante. La ligne C5 est une ligne de rocade reliant Petite-Synthe à Rosendaël sans desservir le centre-ville de Dunkerque. Les lignes 14 et 17 correspondent aux anciennes lignes 4 et 7, la ligne 14 est prolongée jusqu'au hameau du Grand Millebrugghe à Armbouts-Cappel et possède un terminus supplémentaire au cimetière de Téteghem. La ligne 16 correspond à la navette du centre-ville de Dunkerque. La ligne 18 dessert la zone industrielle de Petite-Synthe et de Grande-Synthe, comme l'ancienne ligne 8, et effectue son terminus à Coudekerque-Branche. La ligne 19 est une ligne de proximité desservant les différents lotissements de Grande-Synthe et Fort-Mardyck. Les lignes 20 et 21 partent du pôle d'échanges de Leffrinckoucke et partagent globalement le même tracé jusque Bray-Dunes, la ligne 20 poursuit ensuite jusque La Panne en Belgique et la ligne 21 va vers Ghyvelde et Les Moëres. Les lignes 22 et 23 relient le pôle d'échanges de Grande-Synthe à Gravelines via un itinéraire rapide pour la ligne 22 et via Bourbourg pour la ligne 23. La ligne 23 dessert également la commune de Spycker depuis le pôle de Grande-Synthe. La ligne 24 relie Téteghem au pôle de Leffrinckoucke en desservant Uxem et le hameau de Leffrinckoucke Village. La ligne 25 effectue la liaison entre Mardyck et le pôle de Grande-Synthe. Enfin, la ligne 26 effectue la desserte de Grand-Fort-Philippe et Petit-Fort-Philippe en correspondance avec la ligne 22 à Gravelines.
La mise en place de ce nouveau réseau ne s'est toutefois pas déroulée sans quelques perturbations. Des dysfonctionnements du système de priorité aux feux, des temps de parcours inadaptés ainsi qu'une forte affluence ont contraint l'exploitant à réduire la fréquence des lignes Chrono à 15 minutes dès les premiers jours d'exploitation. L'ajout progressif de bus supplémentaires sur les lignes Chrono permet de résoudre les problèmes dans les semaines qui suivent,.
À partir d'octobre 2018, la ligne 20 dessert l'hôpital maritime de Zuydcoote.
Le 7 janvier 2019, le service Noctibus est réduit par manque de fréquentation avec la suppression des départs de 21 h 55 depuis le terminus du dimanche au jeudi. Un nouvel arrêt nommé Pappe Veld est également créé sur la branche Grand Millebrugghe de la ligne 14 à Cappelle-la-Grande.
Le 4 février 2019, trois midibus électriques du constructeur chinois BYD sont mis en service sur la ligne 16 desservant le centre-ville de Dunkerque.
Les premières modifications du réseau ont lieu le 2 septembre 2019 avec la création d'une nouvelle ligne, la 15, reliant la gare de Dunkerque au pôle d'échanges de Grande-Synthe en desservant notamment Cappelle-la-Grande, Armbouts-Cappel et Spycker. La création de cette nouvelle ligne entraîne la suppression de la branche Grand Millebrugghe de la ligne 14, l'abandon de la desserte de la zone industrielle de Petite-Synthe par la ligne 19 et la suppression de la boucle de Spycker de la ligne 23. Cette nouvelle ligne a une fréquence de 50 minutes. Les lignes C3 et 18 échangent leurs terminus à Coudekerque-Branche, Impressionnistes devient ainsi le terminus de la ligne 18 et Jardins de Steendam celui de la ligne C3. L'itinéraire de la ligne C5 est modifié à Rosendaël, la rue du Pont Neuf n'est plus desservie et les arrêts Paul Machy et Résistance sont dorénavant desservis. Un nouvel arrêt pour permettre la desserte de l'hôpital est créé rue Winston Churchill. La ligne 17 est modifiée à Fort-Mardyck et Grande-Synthe, la desserte de l'arrêt Air Liquide est abandonnée et un nouvel arrêt Contour d'Aval est créé à Fort-Mardyck. Enfin, le tracé de la ligne 23 est modifié à Bourbourg afin de mieux desservir la commune.
Le 6 janvier 2020, de nouvelles modifications sont apportées. La ligne C3 dessert à nouveau le terminus Impressionnistes à Coudekerque-Branche, toutefois cette desserte est effectuée en alternance avec le terminus Jardins de Steendam. La ligne 18 retrouve son terminus de Jardins de Steendam. La ligne C4 bénéficie d'un nouvel arrêt Phares et Balises dans le quartier du Grand Large à Dunkerque. À la suite du déplacement de la mairie de Téteghem-Coudekerque-Village dans de nouveaux locaux, un nouvel arrêt Mairie Téteghem est créé sur la ligne 14. L'ancien arrêt du même nom est renommé Saint-Pierre. La ligne 15 passe désormais au cœur de Saint-Pol-sur-Mer en desservant les arrêts de l'ancienne ligne 5. Enfin, un nouvel arrêt est créé à Gravelines sur la branche Grand-Fort-Philippe de la ligne 26, l'arrêt Chenal de l'Aa.
Le 1er septembre 2020, les itinéraires des lignes 14 et 15 sont modifiés à Cappelle-la-Grande. La ligne 14 ne dessert plus les arrêts Provinces et Guyenne au profit d'un itinéraire plus direct, un nouvel arrêt nommé Léo Lagrange est créé sur le nouveau tracé. L'arrêt Planétarium de la ligne 15 est quant à lui déplacé afin de permettre à cette ligne de desservir la mairie de la commune.
En 2021, les lignes 15 et 18 voient leurs itinéraire modifiés afin de desservir le site de Mardyck du complexe d'ArcelorMittal Dunkerque via un nouvel arrêt nommé Route de Spycker.

### Des nouvelles lignes Chrono
En 2022, la STDE fête ses 120 ans d'existance.
Le 10 juillet 2022, à titre expérimental durant la période estivale, la fréquence dominicale des lignes C1, C2, C3 et C4 passe de 30 à 20 minutes. La fréquence de la ligne 14 passe de 60 à 30 minutes sur le tronc commun.
Le 1er septembre 2022, la ligne 22 est supprimée et remplacée par la ligne C4 prolongée sous l'indice C4A à raison d'un bus toutes les 20 minutes,. La desserte de l'arrêt Schrive par la ligne C3 est supprimée. La ligne 25 est également supprimée et remplacée par la ligne 17 qui est limitée à la gare de Dunkerque. La desserte de Coudekerque-Branche et Coudekerque-Village est reprise par la ligne 18. Un nouvel arrêt Grand Bureau est créé sur le site d'ArcelorMittal Dunkerque, il est desservi par la ligne 17 deux fois par jour. La fréquence de la ligne C5 est réduite passant de 10 à 15 minutes. La ligne 14 et sa branche 14A deviennent respectivement C6 et C6A avec une fréquence de 15 minutes sur le tronc commun. Certains services desservent la commune d'Uxem en remplacement de la ligne 24. La ligne 18 est prolongée jusque Coudekerque-Village en reprenant l'itinéraire de la ligne 17 à partir de l'arrêt Steendam. La ligne traverse dorénavant le centre-ville de Dunkerque en desservant les arrêts République, Jean Bart, Royer et Pompiers, puis récupère son itinéraire actuel en basse-ville via la rue de la Cunette et le quai des Quatre Écluses en desservant au passage l'arrêt Quatre Écluses. La ligne 19 voit son itinéraire modifié à Fort-Mardyck avec la suppression de l'arrêt Evrard et la création de deux nouveaux arrêts : Nationale et Flot Moulin. La ligne 24 est prolongée jusque Coudekerque-Village en desservant mieux Téteghem. Un arrêt supplémentaire Tranquillité voit le jour entre les arrêts Sainte-Catherine et Tlegerveld. La fréquence reste inchangée. La ligne 26 voit sa fréquence augmentée à 20 minutes afin d'assurer une correspondance à Gravelines avec la ligne C4A.
Le 7 mai 2023, la fréquence dominicale des lignes C1, C2, C3 et C4 passe de 30 à 20 minutes entre 9 h 0 et 19 h 0 et pour une durée de 6 mois. La desserte de Gravelines par la ligne C4A se fait toujours à raison d'un bus sur deux.
Quelques jours plus tard, le 27 mai, la fréquence des samedis et petites vacances scolaires des lignes C1, C2, C3 et C4 passe à 12 minutes, au lieu de 11 entre 7 h 0 et 19 h 0. La desserte de Gravelines par la ligne C4A se fait toujours à raison d'un bus sur deux. Ce changement de fréquence est accompagné d'une réduction de l'offre avant 7 h 0 et après 19 h 0.
Le 3 juillet 2023, la Communauté Urbaine de Dunkerque annonce l'achat de 10 véhicules fonctionnant à l'hydrogène auprès du constructeur Safra. Les 10 véhicules du modèle HyCity seront livrés dans le courant de l'année 2024,.
À partir du 8 juillet 2023 et durant toutes les vacances d'été, les lignes C1, C2, C3 et C4 circulent à la même fréquence que les samedis et petites vacances scolaires, soit un passage toutes les 12 minutes contre 15 auparavant.
Le 4 septembre 2023, la ligne C2 est renforcée avec le passage à une fréquence de 9 minutes en semaine contre 10 auparavant. La ligne 16 voit son itinéraire modifié entre les arrêts Saint-Éloi et Royer afin d'améliorer la desserte du centre-ville. Elle dessert un nouvel arrêt BiB ainsi que les arrêts 110e R.I. et Pompiers. Le service Noctibus est amélioré, le jeudi soir ces lignes circulent avec les mêmes horaires prolongés que les vendredis et samedis soirs.

### Cinq ans de gratuité totale
En septembre 2023, le réseau gratuit fête ses 5 ans d'existence. Plusieurs festivités sont organisées aux arrêts et dans les bus. La gratuité du réseau a entraîné une forte hausse de la fréquentation passant d'environ 9 millions de voyageurs en 2017 à 20,9 millions de voyageurs en 2022. Le record journalier de fréquentation a été battu le 6 septembre avec un total de 84 000 voyages effectués.
Le 27 septembre 2023, le service Noctibus est adapté le dimanche soir afin de permettre la correspondance avec le dernier TGV.
En juin 2024, six autobus standards électriques du constructeur Heuliez Bus sont mis en service.
Le 2 septembre 2024, une nouvelle ligne baptisée « Rapid'Ouest » et reliant Dunkerque à Bourbourg est créée. Cette ligne express permet la desserte des nouvelles usines implantées sur la commune de Bourbourg et est accessible gratuitement.
Le 18 décembre 2024, un nouvel arrêt est créé à Dunkerque sur les lignes C2 et C4 et baptisé Communauté Urbaine – Pôle Universitaire. Ce nouvel arrêt est situé au pied de l'hôtel de la communauté urbaine, l'arrêt Parc Marine qui était situé à proximité a été déplacé.
Le 6 janvier 2025, la fréquence de la ligne 18 est augmentée passant de 45 minutes à 20 minutes. Cette augmentation de fréquence est accompagnée d'une modification de l'itinéraire de la ligne : entre les arrêts Dunkerque Gare et Choquet la ligne retrouve son ancien itinéraire, la desserte de Saint-Pol-sur-Mer est abandonnée au profit de l'arrêt Pont Trystram et l'itinéraire est simplifié à Petite-Synthe.
Le 19 mai 2025, la ligne Rapid'Ouest est modifiée afin de desservir le pôle d'échanges du Puythouck à Grande-Synthe. Un nouvel arrêt est également créé à Craywick afin de desservir un parking relais. Un aller-retour supplémentaire est ajouté le matin et le soir.

## Réseau actuel

### Les lignes "Chrono"

#### Chrono 1
| Ligne | Caractéristiques | Caractéristiques                                                                       | Caractéristiques                                                                       | Caractéristiques                                                                       | Caractéristiques                                                                       | Caractéristiques                                                                       | Caractéristiques                                                                       | Caractéristiques                                                                       | Caractéristiques                                                                       |
| C1    | Chrono 1 | Chrono 1                                                                               | Chrono 1                                                                               | Chrono 1                                                                               | Chrono 1                                                                               | Chrono 1                                                                               | Chrono 1                                                                               | Chrono 1                                                                               | Chrono 1                                                                               |
| C1    | Grande-Synthe Puythouck ⥋ Leffrinckoucke Fort des Dunes par Petite-Synthe et Rosendaël | Grande-Synthe Puythouck ⥋ Leffrinckoucke Fort des Dunes par Petite-Synthe et Rosendaël | Grande-Synthe Puythouck ⥋ Leffrinckoucke Fort des Dunes par Petite-Synthe et Rosendaël | Grande-Synthe Puythouck ⥋ Leffrinckoucke Fort des Dunes par Petite-Synthe et Rosendaël | Grande-Synthe Puythouck ⥋ Leffrinckoucke Fort des Dunes par Petite-Synthe et Rosendaël | Grande-Synthe Puythouck ⥋ Leffrinckoucke Fort des Dunes par Petite-Synthe et Rosendaël | Grande-Synthe Puythouck ⥋ Leffrinckoucke Fort des Dunes par Petite-Synthe et Rosendaël | Grande-Synthe Puythouck ⥋ Leffrinckoucke Fort des Dunes par Petite-Synthe et Rosendaël | Grande-Synthe Puythouck ⥋ Leffrinckoucke Fort des Dunes par Petite-Synthe et Rosendaël |
| ----- | --- | -------------------------------------------------------------------------------------- | -------------------------------------------------------------------------------------- | -------------------------------------------------------------------------------------- | -------------------------------------------------------------------------------------- | -------------------------------------------------------------------------------------- | -------------------------------------------------------------------------------------- | -------------------------------------------------------------------------------------- | -------------------------------------------------------------------------------------- |
| C1    | Ouverture / Fermeture 1er septembre 2018 / — | Longueur 17,4 km                                                                       | Durée 50-55 min                                                                        | Nb. d’arrêts 43                                                                        | Matériel Crealis Neo 18 Crealis Neo 18 GNV Urbanway 18 GNV BHNS                        | Jours de fonctionnement L, Ma, Me, J, V, S, D                                          | Jour / Soir / Nuit / Fêtes O / O / N / O                                               | Voy. / an —                                                                            | Exploitant STDE                                                                        |
| C1    | Desserte : - Communes : Grande-Synthe – Petite-Synthe – Dunkerque – Rosendaël – Leffrinckoucke - Principaux lieux desservis : Centre commercial du Puythouck, Jardin public de Grande-Synthe, Polyclinique de Grande-Synthe, Mairie de Grande-Synthe, Lycée du Noordover, Collège du Moulin, Parc du Moulin, Stadium du Littoral, Stade André Calcoën, Église Saint-Nicolas, Piscine Georges Guynemer, Mairie annexe de Petite-Synthe, Salle de la Concorde, Collège Jean Zay, Lycée de l'Europe, Collège Lucie Aubrac, CPAM des Flandres, Gare de Dunkerque, Centre-ville de Dunkerque, Place Jean Bart, Théâtre Le Bateau Feu, Bibliothèque B!B, Institut Notre-Dame des Dunes, Lycée Jean Bart, Stade Marcel-Tribut, Stades de Flandres, Clinique Villette, Centre Hospitalier de Dunkerque (C.H.D.), Hôtel de ville de Rosendaël, Lycée professionnel agricole de Dunkerque, Fort des Dunes, Dune Dewulf. - Arrêts non accessibles aux personnes à mobilité réduite : Churchill (vers Grande-Synthe). |                                                                                        |                                                                                        |                                                                                        |                                                                                        |                                                                                        |                                                                                        |                                                                                        |                                                                                        |
| C1    | Autre : - Amplitude horaire et fréquence : - du lundi au vendredi en période scolaire : de 5 h 15 à 21 h 55 avec un passage toutes les 10 minutes de 7 h 0 à 19 h 0. - samedis scolaires et du lundi au samedi vacances scolaires : de 5 h 40 à 21 h 50 avec un passage toutes les 12 minutes de 7 h 0 à 19 h 0. - dimanches et jours fériés du 1er avril au 1er janvier : de 5 h 50 à 22 h 5 avec un passage toutes les 20 minutes entre 9 h 0 et 19 h 0 et toutes les 30 minutes en début et fin de journée. - dimanches et jours fériés du 2 janvier au 31 mars : de 5 h 55 à 22 h 5 avec un passage toutes les 30 minutes. - Particularité : - Le dernier départ depuis chaque terminus se termine à Dunkerque Gare et permet une correspondance avec les lignes N1 et N2. |                                                                                        |                                                                                        |                                                                                        |                                                                                        |                                                                                        |                                                                                        |                                                                                        |                                                                                        |
| C1    | Dernière actualisation : 7 janvier 2025 |                                                                                        |                                                                                        |                                                                                        |                                                                                        |                                                                                        |                                                                                        |                                                                                        |                                                                                        |

|  |   |  | Arrêts                        | Communes                        | Correspondances                                                                                          |
|  | - |  | ----------------------------- | ------------------------------- | --- |
|  | ■ |  | Grande-Synthe Puythouck       | Grande-Synthe                   | C2 C4 C4A 15 17 18 19 23 RO                                                                              |
|  | o |  | Jardin Public                 | Grande-Synthe                   | C2 C4 C4A 17 19                                                                                          |
|  | o |  | Polyclinique                  | Grande-Synthe                   | C2 |
|  | o |  | Place de l'Abbé Pierre        | Grande-Synthe                   | |
|  | o |  | Garnaerstraete                | Grande-Synthe                   | C4 C4A 17                                                                                                |
|  | o |  | Saint-Jacques                 | Grande-Synthe                   | |
|  | o |  | Daudet                        | Grande-Synthe                   | |
|  | o |  | Michelet                      | Grande-Synthe                   | 17 19 |
|  | o |  | René Carême                   | Grande-Synthe                   | C2 C4 C4A 17                                                                                             |
|  | o |  | Noordover                     | Grande-Synthe                   | C2 |
|  | o |  | Porte du Soleil               | Grande-Synthe                   | C2 |
|  | o |  | Galilée                       | Grande-Synthe                   | |
|  | o |  | Basroch                       | Grande-Synthe                   | |
|  | o |  | Artois                        | Grande-Synthe                   | |
|  | o |  | Saint-Nicolas                 | Petite-Synthe                   | |
|  | o |  | Pères                         | Petite-Synthe                   | 19 |
|  | o |  | Guynemer                      | Petite-Synthe                   | C5 15 19                                                                                                 |
|  | o |  | Concorde                      | Petite-Synthe-Saint-Pol-sur-Mer | C4 C4A 19 RO                                                                                             |
|  | o |  | Jean Zay                      | Petite-Synthe                   | |
|  | o |  | Leferme                       | Petite-Synthe                   | |
|  | o |  | Bastille                      | Petite-Synthe                   | |
|  | o |  | Lycée Europe                  | Petite-Synthe                   | C5 |
|  | o |  | Cahors                        | Petite-Synthe                   | 19 |
|  | o |  | Banc Vert                     | Petite-Synthe                   | 19 |
|  | o |  | Pont Trystram                 | Petite-Synthe-Saint-Pol-sur-Mer | C4 C4A 18                                                                                                |
|  | o |  | Île Jeanty                    | Dunkerque                       | C2 C4 C4A C6 C6A 15 18 19                                                                                |
|  | ■ |  | Dunkerque Gare                | Dunkerque                       | TGV TER Hauts-de-France C2 C3 C4 C4A C6 C6A 15 16 17 18 19 N1 N2 RO 901 902 903 904 904E 905 921 922 924 |
|  | o |  | République                    | Dunkerque                       | C3 C6 C6A 16                                                                                             |
|  | o |  | Jean Bart                     | Dunkerque                       | C3 C6 C6A 16                                                                                             |
|  | o |  | Royer                         | Dunkerque                       | C3 C6 C6A 16                                                                                             |
|  | o |  | Pompiers                      | Dunkerque                       | C3 C6A 16                                                                                                |
|  | o |  | Stade Tribut                  | Dunkerque                       | C6A |
|  | o |  | Myosotis                      | Rosendaël                       | C6A |
|  | o |  | Hôpital                       | Rosendaël                       | C5 C6A                                                                                                   |
|  | o |  | Churchill                     | Rosendaël                       | C6A |
|  | o |  | Résistance                    | Rosendaël                       | C5 C6A                                                                                                   |
|  | o |  | Abbé Bonpain                  | Rosendaël                       | |
|  | o |  | Alsace                        | Rosendaël                       | |
|  | o |  | Tente Verte                   | Rosendaël                       | C5 (arrêt Vancassel)                                                                                     |
|  | o |  | Lieutenant                    | Rosendaël                       | |
|  | o |  | Verdun                        | Rosendaël                       | |
|  | o |  | Robinson                      | Leffrinckoucke                  | |
|  | ■ |  | Leffrinckoucke Fort des Dunes | Leffrinckoucke                  | C2 20 21 24                                                                                              |

(Les arrêts en gras servent de départ ou de terminus à certaines courses)

#### Chrono 2
| Ligne | Caractéristiques | Caractéristiques | Caractéristiques | Caractéristiques | Caractéristiques | Caractéristiques | Caractéristiques | Caractéristiques | Caractéristiques |
| C2    | Chrono 2 | Chrono 2 | Chrono 2 | Chrono 2 | Chrono 2 | Chrono 2 | Chrono 2 | Chrono 2 | Chrono 2 |
| C2    | Grande-Synthe Puythouck ⥋ Leffrinckoucke Fort des Dunes par Fort-Mardyck, Saint-Pol-sur-Mer et le boulevard de la République | Grande-Synthe Puythouck ⥋ Leffrinckoucke Fort des Dunes par Fort-Mardyck, Saint-Pol-sur-Mer et le boulevard de la République | Grande-Synthe Puythouck ⥋ Leffrinckoucke Fort des Dunes par Fort-Mardyck, Saint-Pol-sur-Mer et le boulevard de la République | Grande-Synthe Puythouck ⥋ Leffrinckoucke Fort des Dunes par Fort-Mardyck, Saint-Pol-sur-Mer et le boulevard de la République | Grande-Synthe Puythouck ⥋ Leffrinckoucke Fort des Dunes par Fort-Mardyck, Saint-Pol-sur-Mer et le boulevard de la République | Grande-Synthe Puythouck ⥋ Leffrinckoucke Fort des Dunes par Fort-Mardyck, Saint-Pol-sur-Mer et le boulevard de la République | Grande-Synthe Puythouck ⥋ Leffrinckoucke Fort des Dunes par Fort-Mardyck, Saint-Pol-sur-Mer et le boulevard de la République | Grande-Synthe Puythouck ⥋ Leffrinckoucke Fort des Dunes par Fort-Mardyck, Saint-Pol-sur-Mer et le boulevard de la République | Grande-Synthe Puythouck ⥋ Leffrinckoucke Fort des Dunes par Fort-Mardyck, Saint-Pol-sur-Mer et le boulevard de la République |
| ----- | --- | --- | --- | --- | --- | --- | --- | --- | --- |
| C2    | Ouverture / Fermeture 1er septembre 2018 / — | Longueur 16,9 km | Durée 50-55 min | Nb. d’arrêts 48 | Matériel Crealis Neo 18 Crealis Neo 18 GNV Urbanway 18 GNV BHNS                                                              | Jours de fonctionnement L, Ma, Me, J, V, S, D                                                                                | Jour / Soir / Nuit / Fêtes O / O / N / O                                                                                     | Voy. / an — | Exploitant STDE |
| C2    | Desserte : - Communes : Grande-Synthe – Fort-Mardyck – Saint-Pol-sur-Mer – Dunkerque – Malo-les-Bains – Leffrinckoucke - Principaux lieux desservis : Centre commercial du Puythouck, Jardin public de Grande-Synthe, Polyclinique de Grande-Synthe, Lycée du Noordover, Collège du Moulin, Parc du Moulin, Mairie de Grande-Synthe, Collège Jules Verne, Mairie de Fort-Mardyck, Parc Jacobsen, Collège Jean Deconinck, Cimetière de Saint-Pol-sur-Mer, Mairie de Saint-Pol-sur-Mer, Église Saint-Benoît, Lycée professionnel Georges Guynemer, CPAM des Flandres, Gare de Dunkerque, Pôle Marine, Centre Marine, Parc de la Marine, Communauté Urbaine de Dunkerque (C.U.D.), Le Princess Elizabeth, Université du Littoral-Côte-d'Opale, Musée portuaire de Dunkerque, Le trois-mâts Duchesse Anne, Le Sandettié, Port du Bassin du Commerce, Hôtel de ville de Dunkerque, Tour du Leughenaer, Chapelle Notre-Dame des Dunes, Colonne de la Victoire, Collège Arthur Van Hecke, Parc Ziegler, Ancien et nouveau cimetière de Malo-les-Bains, Lycée Auguste Angellier, Collège Gaspard Malo, Parc du Vent, Gare de Leffrinckoucke, Mairie de Leffrinckoucke, Fort des Dunes, Dune Dewulf. - Arrêts non accessibles aux personnes à mobilité réduite : Triangle (vers Grande-Synthe) | | | | | | | | |
| C2    | Autre : - Amplitude horaire et fréquence : - du lundi au vendredi en période scolaire : de 5 h 0 à 21 h 50 avec un passage toutes les 9 minutes de 7 h 0 à 19 h 0 et toutes les 20 minutes après 19 h 0. - samedis scolaires et du lundi au samedi vacances scolaires : de 5 h 0 à 21 h 50 avec un passage toutes les 12 minutes de 7 h 0 à 19 h 0. - dimanches et jours fériés du 1er avril au 1er janvier : de 6 h 0 à 21 h 55 avec un passage toutes les 20 minutes entre 9 h 0 et 19 h 0 et toutes les 30 minutes en début et fin de journée. - dimanches et jours fériés du 2 janvier au 31 mars : de 6 h 0 à 22 h 0 avec un passage toutes les 30 minutes. - Particularité : - Le dernier départ depuis chaque terminus se termine à Dunkerque Gare et permet une correspondance avec les lignes N1 et N2. | | | | | | | | |
| C2    | Dernière actualisation : 7 janvier 2025 | | | | | | | | |

|  |   |  | Arrêts                                  | Communes                 | Correspondances                                                                                          |
|  | - |  | --------------------------------------- | ------------------------ | --- |
|  | ■ |  | Grande-Synthe Puythouck                 | Grande-Synthe            | C1 C4 C4A 15 17 18 19 23 RO                                                                              |
|  | o |  | Jardin Public                           | Grande-Synthe            | C1 C4 C4A 17 19                                                                                          |
|  | o |  | Polyclinique                            | Grande-Synthe            | C1 |
|  | o |  | Rue du Lac                              | Grande-Synthe            | |
|  | o |  | Fleming                                 | Grande-Synthe            | |
|  | o |  | Russel                                  | Grande-Synthe            | |
|  | o |  | Boulevard des Fédérés                   | Grande-Synthe            | |
|  | o |  | Porte du Soleil                         | Grande-Synthe            | C1 |
|  | o |  | Noordover                               | Grande-Synthe            | C1 |
|  | o |  | René Carême                             | Grande-Synthe            | C1 C4 C4A 17                                                                                             |
|  | o |  | Maison Communale                        | Grande-Synthe            | C4 C4A 19                                                                                                |
|  | o |  | Clemenceau                              | Grande-Synthe            | C4 C4A 19                                                                                                |
|  | o |  | Allendé                                 | Grande-Synthe            | C4 C4A 19                                                                                                |
|  | o |  | Peintres                                | Grande-Synthe            | 19 |
|  | o |  | Anciens Jardiniers                      | Grande-Synthe            | 19 |
|  | o |  | Rue du Moulin                           | Fort-Mardyck             | 17 19 |
|  | o |  | Amirauté                                | Fort-Mardyck             | 17 |
|  | o |  | Triangle                                | Fort-Mardyck             | 17 |
|  | o |  | Progrès                                 | Fort-Mardyck             | 17 19 |
|  | o |  | Égalité                                 | Saint-Pol-sur-Mer        | |
|  | o |  | Bayard                                  | Saint-Pol-sur-Mer        | |
|  | o |  | Cimetière Saint-Pol                     | Saint-Pol-sur-Mer        | |
|  | o |  | Flamand                                 | Saint-Pol-sur-Mer        | C5 15 |
|  | o |  | Mairie Saint-Pol                        | Saint-Pol-sur-Mer        | 15 |
|  | o |  | Saint-Benoît                            | Saint-Pol-sur-Mer        | |
|  | o |  | Beffroi                                 | Saint-Pol-sur-Mer        | C5 |
|  | o |  | Faidherbe                               | Saint-Pol-sur-Mer        | |
|  | o |  | Trystram                                | Dunkerque                | 19 |
|  | o |  | Île Jeanty                              | Dunkerque                | C1 C4 C4A C6 C6A 15 18 19                                                                                |
|  | ■ |  | Dunkerque Gare                          | Dunkerque                | TGV TER Hauts-de-France C1 C3 C4 C4A C6 C6A 15 16 17 18 19 N1 N2 RO 901 902 903 904 904E 905 921 922 924 |
|  | o |  | Parc Marine                             | Dunkerque                | C4 C4A                                                                                                   |
|  | o |  | Communauté Urbaine – Pôle Universitaire | Dunkerque                | C4 C4A                                                                                                   |
|  | o |  | Hôtel de Ville                          | Dunkerque                | C4 C4A 16                                                                                                |
|  | o |  | Victoire                                | Dunkerque                | |
|  | o |  | Glacis                                  | Dunkerque                | C3 |
|  | o |  | Grévy                                   | Rosendaël-Malo-les-Bains | |
|  | o |  | Europe                                  | Rosendaël-Malo-les-Bains | C5 |
|  | o |  | Voltaire                                | Rosendaël-Malo-les-Bains | |
|  | o |  | Avenue de la Mer                        | Rosendaël-Malo-les-Bains | |
|  | o |  | Reynaert                                | Rosendaël-Malo-les-Bains | |
|  | o |  | Margate                                 | Rosendaël-Malo-les-Bains | |
|  | o |  | Angellier                               | Rosendaël-Malo-les-Bains | |
|  | o |  | Gaspard Malo                            | Rosendaël-Malo-les-Bains | C3 |
|  | o |  | Manet                                   | Rosendaël-Malo-les-Bains | C3 |
|  | o |  | Avenue du Large                         | Rosendaël-Malo-les-Bains | C3 |
|  | o |  | Gare Leffrinckoucke                     | Dunkerque                | |
|  | o |  | Mairie Leffrinckoucke                   | Leffrinckoucke           | |
|  | ■ |  | Leffrinckoucke Fort des Dunes           | Leffrinckoucke           | C1 20 21 24                                                                                              |

(Les arrêts en gras servent de départ ou de terminus à certaines courses)

#### Chrono 3
| Ligne | Caractéristiques | Caractéristiques                                                                                      | Caractéristiques                                                                                      | Caractéristiques                                                                                      | Caractéristiques                                                                                      | Caractéristiques                                                                                      | Caractéristiques                                                                                      | Caractéristiques                                                                                      | Caractéristiques                                                                                      |
| C3    | Chrono 3 | Chrono 3                                                                                              | Chrono 3                                                                                              | Chrono 3                                                                                              | Chrono 3                                                                                              | Chrono 3                                                                                              | Chrono 3                                                                                              | Chrono 3                                                                                              | Chrono 3                                                                                              |
| C3    | Coudekerque-Branche Impressionnistes / Coudekerque-Branche Jardins de Steendam ⥋ Leffrinckoucke Plage | Coudekerque-Branche Impressionnistes / Coudekerque-Branche Jardins de Steendam ⥋ Leffrinckoucke Plage | Coudekerque-Branche Impressionnistes / Coudekerque-Branche Jardins de Steendam ⥋ Leffrinckoucke Plage | Coudekerque-Branche Impressionnistes / Coudekerque-Branche Jardins de Steendam ⥋ Leffrinckoucke Plage | Coudekerque-Branche Impressionnistes / Coudekerque-Branche Jardins de Steendam ⥋ Leffrinckoucke Plage | Coudekerque-Branche Impressionnistes / Coudekerque-Branche Jardins de Steendam ⥋ Leffrinckoucke Plage | Coudekerque-Branche Impressionnistes / Coudekerque-Branche Jardins de Steendam ⥋ Leffrinckoucke Plage | Coudekerque-Branche Impressionnistes / Coudekerque-Branche Jardins de Steendam ⥋ Leffrinckoucke Plage | Coudekerque-Branche Impressionnistes / Coudekerque-Branche Jardins de Steendam ⥋ Leffrinckoucke Plage |
| ----- | --- | --- | --- | --- | --- | --- | --- | --- | --- |
| C3    | Ouverture / Fermeture 1er septembre 2018 / — | Longueur 11,8 km                                                                                      | Durée 40-45 min                                                                                       | Nb. d’arrêts 37                                                                                       | Matériel Crealis Neo 18 Crealis Neo 18 GNV Urbanway 18 GNV BHNS                                       | Jours de fonctionnement L, Ma, Me, J, V, S, D                                                         | Jour / Soir / Nuit / Fêtes O / O / N / O                                                              | Voy. / an —                                                                                           | Exploitant STDE                                                                                       |
| C3    | Desserte : - Communes : Coudekerque-Branche – Dunkerque – Malo-les-Bains – Leffrinckoucke - Principaux lieux desservis : Collège Boris Vian, Centre commercial de Coudekerque-Branche, Espace Jean Vilar, Centre culturel Louis Aragon, Mairie de Coudekerque-Branche, Stade du Fort Louis, Lycée Vauban, Direction régionale des Douanes, Église Saint-Martin, CAF du Nord, Palais de Justice de Dunkerque, Bains dunkerquois, Sous-préfecture de Dunkerque, Gare de Dunkerque, Centre-ville de Dunkerque, Place Jean Bart, Théâtre Le Bateau Feu, Bibliothèque B!B, Institut Notre-Dame des Dunes, Parc Saint-Gilles, Lycée Jean Bart, Collège Arthur Van Hecke, Église Saint-Jean-Baptiste, Collège Fénelon, Parc Fénelon, Piscine Paul Asseman, Plage de Malo-les-Bains, Casino de Dunkerque, Kursaal, Parc Malo, Place Turenne, Centre commercial du Méridien, Nouveau cimetière de Malo-les-Bains, Complexe sportif de la Licorne, Camping de la Licorne, Collège Gaspard Malo, Parc du Vent, Plage de Leffrinckoucke. | | | | | | | | |
| C3    | Autre : - Amplitude horaire et fréquence : - du lundi au vendredi en période scolaire : de 5 h 15 à 21 h 40 avec un passage toutes les 10 minutes de 7 h 0 à 19 h 0 entre Leffrinckoucke Plage et Steendam, toutes les 20 minutes sur les branches. - samedis scolaires et du lundi au samedi vacances scolaires : de 5 h 15 à 21 h 45 avec un passage toutes les 12 minutes de 7 h 0 à 19 h 0 entre Leffrinckoucke Plage et Steendam, toutes les 24 minutes sur les branches. - dimanches et jours fériés du 1er avril au 1er janvier : de 6 h 30 à 22 h 5 avec un passage toutes les 20 minutes sur le tronc commun et toutes les 40 minutes sur les branches entre 9 h 0 à 19 h 0, toutes les 30 minutes sur le tronc commun et toutes les 60 minutes sur les branches en début et fin de journée. - dimanches et jours fériés du 2 janvier au 31 mars : de 6 h 30 à 22 h 5 avec un passage toutes les 30 minutes sur le tronc commun et toutes les 60 minutes sur les branches en début et fin de journée. - Particularité : - Le dernier départ depuis chaque terminus se termine à Dunkerque Gare et permet une correspondance avec les lignes N1 et N2. | | | | | | | | |
| C3    | Dernière actualisation : 1er mai 2025 | | | | | | | | |

|  |   |   |   |  | Arrêts                                  | Communes                 | Correspondances                                                                                          |
|  | - | - | - |  | --------------------------------------- | ------------------------ | --- |
|  | ■ |   |   |  | Coudekerque-Branche Impressionnistes    | Coudekerque-Branche      | |
|  |   |   | ■ |  | Coudekerque-Branche Jardins de Steendam | Coudekerque-Branche      | |
|  |   | o |   |  | Steendam                                | Coudekerque-Branche      | 18 |
|  |   | o |   |  | Ledru-Rollin                            | Coudekerque-Branche      | 18 |
|  |   | o |   |  | Berry                                   | Coudekerque-Branche      | 18 |
|  |   | o |   |  | Weill                                   | Coudekerque-Branche      | 18 |
|  |   | o |   |  | Boernhol                                | Coudekerque-Branche      | 18 |
|  |   | o |   |  | Place République                        | Coudekerque-Branche      | C5 |
|  |   | o |   |  | Delory                                  | Coudekerque-Branche      | C5 |
|  |   | o |   |  | Jaurès                                  | Coudekerque-Branche      | |
|  |   | o |   |  | Fort Louis                              | Dunkerque                | |
|  |   | o |   |  | Vauban                                  | Dunkerque                | |
|  |   | o |   |  | Tribunal                                | Dunkerque                | 18 |
|  |   | ■ |   |  | Dunkerque Gare                          | Dunkerque                | TGV TER Hauts-de-France C1 C2 C4 C4A C6 C6A 15 16 17 18 19 N1 N2 RO 901 902 903 904 904E 905 921 922 924 |
|  |   | o |   |  | République                              | Dunkerque                | C1 C6 C6A 16                                                                                             |
|  |   | o |   |  | Jean Bart                               | Dunkerque                | C1 C6 C6A 16                                                                                             |
|  |   | o |   |  | Royer                                   | Dunkerque                | C1 C6 C6A 16                                                                                             |
|  |   | o |   |  | Pompiers                                | Dunkerque                | C1 C6A 16                                                                                                |
|  |   | o |   |  | 110e R.I.                               | Dunkerque                | 16 |
|  |   | o |   |  | Glacis                                  | Dunkerque                | C2 |
|  |   | o |   |  | Saint-Jean-Baptiste                     | Dunkerque                | |
|  |   | o |   |  | Fénelon                                 | Dunkerque                | |
|  |   | o |   |  | Malo Plage                              | Malo-les-Bains           | C4 C4A                                                                                                   |
|  |   | o |   |  | Geeraert                                | Malo-les-Bains           | |
|  |   | o |   |  | Turenne                                 | Malo-les-Bains           | C5 |
|  |   | o |   |  | Avenue Kléber                           | Malo-les-Bains           | C5 |
|  |   | o |   |  | Poste de Secours                        | Malo-les-Bains           | C5 |
|  |   | o |   |  | Choiseul                                | Malo-les-Bains           | |
|  |   | o |   |  | Britania                                | Malo-les-Bains           | |
|  |   | o |   |  | Parc des Sports                         | Malo-les-Bains           | C5 |
|  |   | o |   |  | Guérin                                  | Malo-les-Bains           | |
|  |   | o |   |  | Camping                                 | Malo-les-Bains           | |
|  |   | ↑ |   |  | Gaspard Malo                            | Malo-les-Bains           | C2 |
|  |   | o |   |  | Manet                                   | Rosendaël-Malo-les-Bains | C2 |
|  |   | o |   |  | Avenue du Large                         | Rosendaël-Malo-les-Bains | C2 |
|  |   | o |   |  | Schweitzer                              | Leffrinckoucke           | |
|  |   | ■ |   |  | Leffrinckoucke Plage                    | Leffrinckoucke           | |

(Les arrêts en gras servent de départ ou de terminus à certaines courses)

#### Chrono 4
| Ligne | Caractéristiques | Caractéristiques                                                         | Caractéristiques                                                         | Caractéristiques                                                         | Caractéristiques                                                         | Caractéristiques                                                         | Caractéristiques                                                         | Caractéristiques                                                         | Caractéristiques                                                         |
| C4    | Chrono 4 | Chrono 4                                                                 | Chrono 4                                                                 | Chrono 4                                                                 | Chrono 4                                                                 | Chrono 4                                                                 | Chrono 4                                                                 | Chrono 4                                                                 | Chrono 4                                                                 |
| C4    | Malo Plage ⥋ Grande-Synthe Puythouck ( C4) / Gravelines Islandais ( C4A) | Malo Plage ⥋ Grande-Synthe Puythouck ( C4) / Gravelines Islandais ( C4A) | Malo Plage ⥋ Grande-Synthe Puythouck ( C4) / Gravelines Islandais ( C4A) | Malo Plage ⥋ Grande-Synthe Puythouck ( C4) / Gravelines Islandais ( C4A) | Malo Plage ⥋ Grande-Synthe Puythouck ( C4) / Gravelines Islandais ( C4A) | Malo Plage ⥋ Grande-Synthe Puythouck ( C4) / Gravelines Islandais ( C4A) | Malo Plage ⥋ Grande-Synthe Puythouck ( C4) / Gravelines Islandais ( C4A) | Malo Plage ⥋ Grande-Synthe Puythouck ( C4) / Gravelines Islandais ( C4A) | Malo Plage ⥋ Grande-Synthe Puythouck ( C4) / Gravelines Islandais ( C4A) |
| ----- | --- | ------------------------------------------------------------------------ | ------------------------------------------------------------------------ | ------------------------------------------------------------------------ | ------------------------------------------------------------------------ | ------------------------------------------------------------------------ | ------------------------------------------------------------------------ | ------------------------------------------------------------------------ | ------------------------------------------------------------------------ |
| C4    | Ouverture / Fermeture 1er septembre 2018 / — | Longueur 24,6 km                                                         | Durée 35-60 min                                                          | Nb. d’arrêts 39                                                          | Matériel Crealis Neo 18 Crealis Neo 18 GNV Urbanway 18 GNV BHNS          | Jours de fonctionnement L, Ma, Me, J, V, S, D                            | Jour / Soir / Nuit / Fêtes O / O / N / O                                 | Voy. / an —                                                              | Exploitant STDE                                                          |
| C4    | Desserte : - Communes : Malo-les-Bains – Dunkerque – Saint-Pol-sur-Mer – Petite-Synthe – Grande-Synthe – Loon-Plage – Gravelines - Principaux lieux desservis : Kursaal, Casino de Dunkerque, Plage de Malo-les-Bains, Piscine Paul Asseman, Parc Fénelon, L.A.A.C., FRAC Grand Large – Hauts-de-France, Musée Dunkerque 1940 Opération Dynamo, Quartier du Grand Large, Tour du Leughenaer, Hôtel de ville de Dunkerque, Port du Bassin du Commerce, Musée portuaire de Dunkerque, Le Sandettié, Le trois-mâts Duchesse Anne, Communauté Urbaine de Dunkerque (C.U.D.), Université du Littoral-Côte-d'Opale, Le Princess Elizabeth, Pôle Marine, Centre Marine, Parc de la Marine, Gare de Dunkerque, CPAM des Flandres, Centre commercial Saint-Pol Jardins, Parc Jacobsen, Stade Dessinguez, Parc de l'Albeck, Mairie de Grande-Synthe, Jardin public de Grande-Synthe, Centre commercial du Puythouck, Mairie de Loon-Plage, Salle Coluche, Z.A. de la Maison-Blanche, Quartier des Huttes, Cimetière de Gravelines, Collège Pierre et Marie Curie, Gare de Gravelines, Port de Gravelines, Musée du dessin et de l'estampe originale de Gravelines. - Arrêts non accessibles aux personnes à mobilité réduite : Mairie Loon-Plage, Quai de la Batellerie. |                                                                          |                                                                          |                                                                          |                                                                          |                                                                          |                                                                          |                                                                          |                                                                          |
| C4    | Autre : - Amplitude horaire et fréquence : - du lundi au vendredi en période scolaire : de 5 h 25 à 21 h 50 avec un passage toutes les 20 minutes de 7 h 0 à 19 h 0 sur les lignes C4 et C4A soit une fréquence de 10 minutes entre Malo Plage et Grande-Synthe Puythouck. - samedis scolaires et du lundi au samedi vacances scolaires : de 5 h 20 à 21 h 40 avec un passage toutes les 24 minutes de 7 h 0 à 19 h 0 sur les lignes C4 et C4A soit une fréquence de 12 minutes entre Malo Plage et Grande-Synthe Puythouck. - dimanches et jours fériés du 1er avril au 1er janvier : de 6 h 25 à 22 h 5 avec un passage toutes les 40 minutes sur les lignes C4 et C4A entre 9 h 0 et 19 h 0, toutes les 60 minutes sur les lignes C4 et C4A en début et fin de journée. - dimanches et jours fériés du 2 janvier au 31 mars : de 6 h 25 à 22 h 5 avec un passage toutes les 60 minutes sur les lignes C4 et C4A. - Particularité : - Le dernier départ depuis Grande-Synthe Puythouck et depuis Malo Plage se terminent à Dunkerque Gare et permettent une correspondance avec les lignes N1 et N2. |                                                                          |                                                                          |                                                                          |                                                                          |                                                                          |                                                                          |                                                                          |                                                                          |
| C4    | Dernière actualisation : 7 janvier 2025 |                                                                          |                                                                          |                                                                          |                                                                          |                                                                          |                                                                          |                                                                          |                                                                          |

|  |   |  | Arrêts                                  | Communes                        | Correspondances                                                                                      |
|  | - |  | --------------------------------------- | ------------------------------- | --- |
|  | ■ |  | Malo Plage                              | Malo-les-Bains                  | C3                                                                                                   |
|  | o |  | FRAC – LAAC                             | Dunkerque                       | |
|  | o |  | Bordées                                 | Dunkerque                       | |
|  | o |  | Phares et Balises                       | Dunkerque                       | |
|  | o |  | Leughenaer                              | Dunkerque                       | |
|  | o |  | Hôtel de Ville                          | Dunkerque                       | C2 16                                                                                                |
|  | o |  | Communauté Urbaine – Pôle Universitaire | Dunkerque                       | C2                                                                                                   |
|  | o |  | Parc Marine                             | Dunkerque                       | C2                                                                                                   |
|  | ■ |  | Dunkerque Gare                          | Dunkerque                       | TGV TER Hauts-de-France C1 C2 C3 C6 C6A 15 16 17 18 19 N1 N2 RO 901 902 903 904 904E 905 921 922 924 |
|  | o |  | Île Jeanty                              | Dunkerque                       | C1 C2 C6 C6A 15 18 19                                                                                |
|  | o |  | Pont Trystram                           | Petite-Synthe-Saint-Pol-sur-Mer | C1 18                                                                                                |
|  | o |  | Pont Berteaux                           | Petite-Synthe-Saint-Pol-sur-Mer | |
|  | o |  | Pont Ghesquière                         | Petite-Synthe-Saint-Pol-sur-Mer | |
|  | o |  | Concorde                                | Petite-Synthe-Saint-Pol-sur-Mer | C1 19 RO                                                                                             |
|  | o |  | Hirondelles                             | Saint-Pol-sur-Mer               | |
|  | o |  | Cassel                                  | Petite-Synthe                   | |
|  | o |  | Albeck                                  | Grande-Synthe                   | |
|  | o |  | Picardie                                | Grande-Synthe                   | |
|  | o |  | Atrium                                  | Grande-Synthe                   | |
|  | o |  | Allendé                                 | Grande-Synthe                   | C2 19                                                                                                |
|  | o |  | Clemenceau                              | Grande-Synthe                   | C2 19                                                                                                |
|  | o |  | Maison Communale                        | Grande-Synthe                   | C2 19                                                                                                |
|  | o |  | René Carême                             | Grande-Synthe                   | C1 C2 17                                                                                             |
|  | o |  | Garnaerstraete                          | Grande-Synthe                   | C1 17                                                                                                |
|  | o |  | Jardin Public                           | Grande-Synthe                   | C1 C2 17                                                                                             |
|  | ■ |  | Grande-Synthe Puythouck                 | Grande-Synthe                   | C1 C2 15 17 18 19 23 RO                                                                              |
|  | o |  | Rue de la Gare                          | Loon-Plage                      | 23                                                                                                   |
|  | o |  | Mairie Loon-Plage                       | Loon-Plage                      | |
|  | o |  | Route de Bourbourg                      | Loon-Plage                      | |
|  | o |  | Vert Gazon                              | Loon-Plage                      | |
|  | o |  | Maison Blanche                          | Loon-Plage                      | |
|  | o |  | Goélettes                               | Gravelines                      | |
|  | o |  | Les Huttes                              | Gravelines                      | |
|  | o |  | Béguinage                               | Gravelines                      | |
|  | o |  | Léon Jouhaux                            | Gravelines                      | |
|  | o |  | Château d'Eau                           | Gravelines                      | |
|  | o |  | Quai de la Batellerie                   | Gravelines                      | 23 26 à distance : TER Hauts-de-France (Gare de Gravelines)                                          |
|  | o |  | Salomé                                  | Gravelines                      | 23 26 423                                                                                            |
|  | ■ |  | Gravelines Islandais                    | Gravelines                      | 23 26 423                                                                                            |

(Les arrêts en gras servent de départ ou de terminus à certaines courses)

#### Chrono 5
La ligne C5 est la seule ligne Chrono à ne desservir aucun pôle d'échanges.
| Ligne | Caractéristiques | Caractéristiques                             | Caractéristiques                             | Caractéristiques                             | Caractéristiques                                         | Caractéristiques                              | Caractéristiques                             | Caractéristiques                             | Caractéristiques                             |
| C5    | Chrono 5 | Chrono 5                                     | Chrono 5                                     | Chrono 5                                     | Chrono 5                                                 | Chrono 5                                      | Chrono 5                                     | Chrono 5                                     | Chrono 5                                     |
| C5    | Fort de Petite-Synthe ⥋ Dunkerque Maraîchers | Fort de Petite-Synthe ⥋ Dunkerque Maraîchers | Fort de Petite-Synthe ⥋ Dunkerque Maraîchers | Fort de Petite-Synthe ⥋ Dunkerque Maraîchers | Fort de Petite-Synthe ⥋ Dunkerque Maraîchers             | Fort de Petite-Synthe ⥋ Dunkerque Maraîchers  | Fort de Petite-Synthe ⥋ Dunkerque Maraîchers | Fort de Petite-Synthe ⥋ Dunkerque Maraîchers | Fort de Petite-Synthe ⥋ Dunkerque Maraîchers |
| ----- | --- | -------------------------------------------- | -------------------------------------------- | -------------------------------------------- | -------------------------------------------------------- | --------------------------------------------- | -------------------------------------------- | -------------------------------------------- | -------------------------------------------- |
| C5    | Ouverture / Fermeture 1er septembre 2018 / — | Longueur 17,4 km                             | Durée 55 min                                 | Nb. d’arrêts 44                              | Matériel Crealis Neo 12 Urbanway 12 GNV BHNS GX 337 ELEC | Jours de fonctionnement L, Ma, Me, J, V, S, D | Jour / Soir / Nuit / Fêtes O / O / N / O     | Voy. / an —                                  | Exploitant STDE                              |
| C5    | Desserte : - Communes : Petite-Synthe – Saint-Pol-sur-Mer – Coudekerque-Branche – Dunkerque – Rosendaël - Principaux lieux desservis : Fort de Petite-Synthe, Fort Aventures, Piscine Georges Guynemer, Cimetière de Saint-Pol-sur-Mer, Centre commercial Saint-Pol Jardins, Cimetière de Saint-Pol-sur-Mer, Complexe sportif Romain Rolland, Collège Robespierre, Parc Prigent, Lycée de l'Europe, Dépôt DK'Bus, Annexe du lycée professionnel Georges Guynemer, Maison de la vie associative, Quartier du Jeu de Mail, Église du Sacré-Cœur, Collège Jules Ferry, Gare de Coudekerque-Branche, Centre commercial de Coudekerque-Branche, Espace Jean Vilar, Centre culturel Louis Aragon, Mairie de Coudekerque-Branche, Église Sainte-Germaine, Collège du Westhoek, Collège Paul Machy, Hôtel de ville de Rosendaël, Centre Hospitalier de Dunkerque (C.H.D.), Place Turenne, Plage de Malo-les-Bains, Résidence Le Grand Pavois, Complexe sportif de la Licorne, Lycée Auguste Angellier, Cimetière de Rosendaël. - Arrêts non accessibles aux personnes à mobilité réduite : Square Delvallée, Sorbiers. |                                              |                                              |                                              |                                                          |                                               |                                              |                                              |                                              |
| C5    | Autre : - Amplitude horaire et fréquence : - du lundi au samedi : de 6 h 15 à 22 h 0 avec un passage toutes les 15 minutes. - dimanches et jours fériés : de 6 h 30 à 22 h 25 avec un passage toutes les 30 à 35 minutes. |                                              |                                              |                                              |                                                          |                                               |                                              |                                              |                                              |
| C5    | Dernière actualisation : 6 janvier 2025 |                                              |                                              |                                              |                                                          |                                               |                                              |                                              |                                              |

|  |   |  | Arrêts                | Communes                      | Correspondances                                   |
|  | - |  | --------------------- | ----------------------------- | ------------------------------------------------- |
|  | ■ |  | Fort de Petite-Synthe | Petite-Synthe                 |                                                   |
|  | o |  | Guynemer              | Petite-Synthe                 | C1 15 19                                          |
|  | o |  | Aurore                | Saint-Pol-sur-Mer             | 15                                                |
|  | o |  | Flamand               | Saint-Pol-sur-Mer             | C2 15                                             |
|  | o |  | Square Delvallée      | Saint-Pol-sur-Mer             |                                                   |
|  | o |  | Sorbiers              | Saint-Pol-sur-Mer             |                                                   |
|  | o |  | Liberté               | Saint-Pol-sur-Mer             |                                                   |
|  | o |  | Blonde                | Saint-Pol-sur-Mer             |                                                   |
|  | o |  | Rigaud                | Saint-Pol-sur-Mer             |                                                   |
|  | o |  | Coubertin             | Saint-Pol-sur-Mer             |                                                   |
|  | o |  | Romain Rolland        | Saint-Pol-sur-Mer             | 15                                                |
|  | o |  | Beffroi               | Saint-Pol-sur-Mer             | C2                                                |
|  | o |  | Saint-Antoine         | Petite-Synthe                 | 18                                                |
|  | o |  | Lycée Europe          | Petite-Synthe                 | C1                                                |
|  | o |  | Écoparc               | Petite-Synthe                 | 19                                                |
|  | o |  | Scieries              | Petite-Synthe                 |                                                   |
|  | o |  | Carré de la Vieille   | Petite-Synthe                 |                                                   |
|  | o |  | Jeu de Mail           | Dunkerque-Coudekerque-Branche | C6 C6A                                            |
|  | o |  | Place Leclerc         | Coudekerque-Branche           | C6 C6A                                            |
|  | o |  | Pasteur               | Coudekerque-Branche           | TER Hauts-de-France (Gare de Coudekerque-Branche) |
|  | o |  | Place République      | Coudekerque-Branche           | C3                                                |
|  | o |  | Delory                | Coudekerque-Branche           | C3                                                |
|  | o |  | Moulin                | Coudekerque-Branche           |                                                   |
|  | o |  | Arago                 | Coudekerque-Branche           |                                                   |
|  | o |  | Sainte-Germaine       | Coudekerque-Branche           |                                                   |
|  | o |  | Paul Bert             | Coudekerque-Branche           |                                                   |
|  | o |  | Walcker               | Coudekerque-Branche           | C6                                                |
|  | o |  | Peupliers             | Coudekerque-Branche           | C6                                                |
|  | o |  | Hoche                 | Coudekerque-Branche           | C6                                                |
|  | o |  | Westhoek              | Coudekerque-Branche           | C6                                                |
|  | o |  | Rue de Lille          | Coudekerque-Branche           | C6                                                |
|  | o |  | Pont Neuf             | Coudekerque-Branche           |                                                   |
|  | o |  | Paul Machy            | Rosendaël                     | C6A                                               |
|  | o |  | Résistance            | Rosendaël                     | C1 C6A                                            |
|  | o |  | Hôpital               | Rosendaël                     | C1 C6A                                            |
|  | o |  | Europe                | Rosendaël-Malo-les-Bains      | C2                                                |
|  | o |  | Turenne               | Malo-les-Bains                | C3                                                |
|  | o |  | Avenue Kléber         | Malo-les-Bains                | C3                                                |
|  | o |  | Poste de Secours      | Malo-les-Bains                | C3                                                |
|  | o |  | Digue de Mer          | Malo-les-Bains                |                                                   |
|  | o |  | Grand Pavois          | Malo-les-Bains                |                                                   |
|  | o |  | Parc des Sports       | Malo-les-Bains                | C3                                                |
|  | o |  | Vancassel             | Rosendaël                     | C1 (arrêt Tente Verte)                            |
|  | ■ |  | Dunkerque Maraîchers  | Rosendaël                     |                                                   |

(Les arrêts en gras servent de départ ou de terminus à certaines courses)

#### Chrono 6
| Ligne | Caractéristiques | Caractéristiques                                                                        | Caractéristiques                                                                        | Caractéristiques                                                                        | Caractéristiques                                                                        | Caractéristiques                                                                        | Caractéristiques                                                                        | Caractéristiques                                                                        | Caractéristiques                                                                        |
| C6    | Chrono 6 | Chrono 6                                                                                | Chrono 6                                                                                | Chrono 6                                                                                | Chrono 6                                                                                | Chrono 6                                                                                | Chrono 6                                                                                | Chrono 6                                                                                | Chrono 6                                                                                |
| C6    | Cappelle-la-Grande Croizat ⥋ Téteghem Vandermeersch / Téteghem Cimetière / Place d'Uxem | Cappelle-la-Grande Croizat ⥋ Téteghem Vandermeersch / Téteghem Cimetière / Place d'Uxem | Cappelle-la-Grande Croizat ⥋ Téteghem Vandermeersch / Téteghem Cimetière / Place d'Uxem | Cappelle-la-Grande Croizat ⥋ Téteghem Vandermeersch / Téteghem Cimetière / Place d'Uxem | Cappelle-la-Grande Croizat ⥋ Téteghem Vandermeersch / Téteghem Cimetière / Place d'Uxem | Cappelle-la-Grande Croizat ⥋ Téteghem Vandermeersch / Téteghem Cimetière / Place d'Uxem | Cappelle-la-Grande Croizat ⥋ Téteghem Vandermeersch / Téteghem Cimetière / Place d'Uxem | Cappelle-la-Grande Croizat ⥋ Téteghem Vandermeersch / Téteghem Cimetière / Place d'Uxem | Cappelle-la-Grande Croizat ⥋ Téteghem Vandermeersch / Téteghem Cimetière / Place d'Uxem |
| ----- | --- | --------------------------------------------------------------------------------------- | --------------------------------------------------------------------------------------- | --------------------------------------------------------------------------------------- | --------------------------------------------------------------------------------------- | --------------------------------------------------------------------------------------- | --------------------------------------------------------------------------------------- | --------------------------------------------------------------------------------------- | --------------------------------------------------------------------------------------- |
| C6    | Ouverture / Fermeture 1er septembre 2022 / — | Longueur 20,3 km                                                                        | Durée 50-55 min                                                                         | Nb. d’arrêts 57                                                                         | Matériel Crealis Neo 12 Urbanway 12 GNV BHNS GX 337 ELEC                                | Jours de fonctionnement L, Ma, Me, J, V, S, D                                           | Jour / Soir / Nuit / Fêtes O / O / N / O                                                | Voy. / an —                                                                             | Exploitant STDE                                                                         |
| C6    | Desserte : - Communes : Cappelle-la-Grande – Dunkerque – Coudekerque-Branche – Rosendaël – Téteghem – Uxem - Principaux lieux desservis : Cité des Cheminots, Palais de l'univers et des sciences de Cappelle-la-Grande, Palais des Arts et des Loisirs, Mairie de Cappelle-la-Grande, Collège Maxence Van Der Meersch, Complexe sportif Roger Gouvart, Usine Lesieur, Quartier du Jeu de Mail, Lycée EPID, CPAM des Flandres, Gare de Dunkerque, Centre-ville de Dunkerque, Centre Marine, Place Jean Bart, Institution Notre-Dame des Dunes, Les 4 Écluses, Cimetière de Dunkerque, Collège du Westhoek, Lycée Jean Bart, Parc Saint-Gilles, Stade Marcel-Tribut, Centre Hospitalier de Dunkerque (C.H.D.), Hôtel de ville de Rosendaël, Collège Paul Machy, Château Coquelle, Parc du Château Coquelle, Z.A. des Cèdres, Mairie de Téteghem, Église Saint-Pierre, Cimetière intercommunal de la Branche, Parc du Canal des Moëres, Mairie d'Uxem. - Arrêts non accessibles aux personnes à mobilité réduite : Léo Lagrange, Lesieur, Fleurs des Champs, Saint-Pierre (vers Téteghem Cimetière, Croizat), Picasso, Téteghem Vandermeersch (vers Uxem), Route de Coudekerque, Route d'Uxem, Place d'Uxem. |                                                                                         |                                                                                         |                                                                                         |                                                                                         |                                                                                         |                                                                                         |                                                                                         |                                                                                         |
| C6    | Autre : - Amplitude horaire et fréquence : - du lundi au samedi : de 5 h 10 à 21 h 45 avec un passage toutes les 15 minutes sur le tronc commun et toutes les 30 minutes sur les branches. - dimanches et jours fériés : de 7 h 45 à 21 h 20 avec un passage toutes les 30 minutes sur le tronc commun et toutes les 60 minutes sur les branches. - Particularités : - La branche Rosendaël porte l'indice C6A. - La desserte d'Uxem ne se fait que du lundi au samedi à raison de 8 allers-retours par jour. - Le premier départ depuis Place d'Uxem dessert les arrêts Tlegerveld, Sainte-Catherine et Leffrinckoucke Village. - Du lundi au samedi, le dernier départ depuis Cappelle-la-Grande Croizat et depuis Téteghem Vandermeersch se terminent à Dunkerque Gare et permettent une correspondance avec les lignes N1 et N2. |                                                                                         |                                                                                         |                                                                                         |                                                                                         |                                                                                         |                                                                                         |                                                                                         |                                                                                         |
| C6    | Dernière actualisation : 6 janvier 2025 |                                                                                         |                                                                                         |                                                                                         |                                                                                         |                                                                                         |                                                                                         |                                                                                         |                                                                                         |

|  |   |   |   |  | Arrêts                     | Communes                               | Correspondances                                                                                          |
|  | - | - | - |  | -------------------------- | -------------------------------------- | --- |
|  |   | ■ |   |  | Cappelle-la-Grande Croizat | Cappelle-la-Grande                     | |
|  |   | o |   |  | Cachin                     | Cappelle-la-Grande                     | |
|  |   | o |   |  | Bierne                     | Cappelle-la-Grande                     | |
|  |   | o |   |  | Cheminots                  | Cappelle-la-Grande                     | |
|  |   | o |   |  | Crayhof                    | Cappelle-la-Grande                     | |
|  |   | o |   |  | Guilleminot                | Cappelle-la-Grande                     | |
|  |   | o |   |  | Mairie Cappelle            | Cappelle-la-Grande                     | 15 |
|  |   | o |   |  | Saint-Joseph               | Cappelle-la-Grande                     | 15 |
|  |   | o |   |  | Kromenhouck                | Cappelle-la-Grande                     | 15 |
|  |   | o |   |  | Filature                   | Cappelle-la-Grande                     | 15 |
|  |   | o |   |  | Léo Lagrange               | Cappelle-la-Grande                     | |
|  |   | o |   |  | C.I.L. Artois              | Cappelle-la-Grande                     | |
|  |   | o |   |  | Plet                       | Cappelle-la-Grande                     | |
|  |   | o |   |  | Lesieur                    | Cappelle-la-Grande-Coudekerque-Branche | |
|  |   | o |   |  | Gaz                        | Coudekerque-Branche                    | |
|  |   | o |   |  | Place Leclerc              | Coudekerque-Branche                    | C5 |
|  |   | o |   |  | Jeu de Mail                | Dunkerque-Coudekerque-Branche          | C5 |
|  |   | o |   |  | Verlomme                   | Dunkerque                              | |
|  |   | o |   |  | Marinier                   | Dunkerque                              | |
|  |   | o |   |  | Île Jeanty                 | Dunkerque                              | C1 C2 C4 C4A 15 18 19                                                                                    |
|  |   | ■ |   |  | Dunkerque Gare             | Dunkerque                              | TGV TER Hauts-de-France C1 C2 C3 C4 C4A C6A 15 16 17 18 19 N1 N2 RO 901 902 903 904 904E 905 921 922 924 |
|  |   | o |   |  | République                 | Dunkerque                              | C1 C3 16                                                                                                 |
|  |   | o |   |  | Jean Bart                  | Dunkerque                              | C1 C3 16                                                                                                 |
|  |   | o |   |  | Royer                      | Dunkerque                              | C1 C3 16                                                                                                 |
|  | o |   |   |  | Quatre Écluses             | Dunkerque                              | C6 |
|  | o |   |   |  | Cimetière Dunkerque        | Dunkerque                              | |
|  | o |   |   |  | Corderies                  | Coudekerque-Branche                    | |
|  | o |   |   |  | Walcker                    | Coudekerque-Branche                    | C5 |
|  | o |   |   |  | Peupliers                  | Coudekerque-Branche                    | C5 |
|  | o |   |   |  | Hoche                      | Coudekerque-Branche                    | C5 |
|  | o |   |   |  | Westhoek                   | Coudekerque-Branche                    | C5 |
|  | o |   |   |  | Rue de Lille               | Coudekerque-Branche                    | C5 |
|  | o |   |   |  | La Branche                 | Coudekerque-Branche-Téteghem           | |
|  |   |   | o |  | Pompiers                   | Dunkerque                              | C1 C3 16                                                                                                 |
|  |   |   | o |  | Stade Tribut               | Dunkerque                              | C1 |
|  |   |   | o |  | Myosotis                   | Rosendaël                              | C1 |
|  |   |   | o |  | Hôpital                    | Rosendaël                              | C1 C5 |
|  |   |   | o |  | Churchill                  | Rosendaël                              | C1 |
|  |   |   | o |  | Résistance                 | Rosendaël                              | C1 C5 |
|  |   |   | o |  | Paul Machy                 | Rosendaël                              | C5 |
|  |   | o |   |  | Degroote                   | Téteghem                               | |
|  |   | o |   |  | Coquelle                   | Téteghem                               | |
|  |   | o |   |  | Chapeau Rouge              | Téteghem                               | |
|  |   | o |   |  | Berlioz                    | Téteghem                               | |
|  |   | o |   |  | Les Cèdres                 | Téteghem                               | |
|  |   | o |   |  | Fleurs des Champs          | Téteghem                               | 24 |
|  |   | o |   |  | Mairie Téteghem            | Téteghem                               | 24 |
|  |   | o |   |  | De Gaulle                  | Téteghem                               | 24 |
|  |   | o |   |  | Saint-Pierre               | Téteghem                               | 24 |
|  | ■ |   |   |  | Téteghem Cimetière         | Téteghem                               | |
|  |   |   | o |  | Picasso                    | Téteghem                               | 24 |
|  |   |   | ■ |  | Téteghem Vandermeersch     | Téteghem                               | 24 |
|  |   |   | o |  | Route de Coudekerque       | Téteghem                               | |
|  |   |   | o |  | Galgoek                    | Téteghem                               | |
|  |   |   | o |  | Pont à Charettes           | Téteghem                               | |
|  |   |   | o |  | Route d'Uxem               | Téteghem                               | |
|  |   |   | ■ |  | Place d'Uxem               | Uxem                                   | |

(Les arrêts en gras servent de départ ou de terminus à certaines courses)

### Les lignes directes
| Ligne | Caractéristiques | Caractéristiques                                                                                 | Caractéristiques                                                                                 | Caractéristiques                                                                                 | Caractéristiques                                                                                 | Caractéristiques                                                                                 | Caractéristiques                                                                                 | Caractéristiques                                                                                 | Caractéristiques                                                                                 |
| 15    | Dunkerque Gare ⥋ Grande-Synthe Puythouck | Dunkerque Gare ⥋ Grande-Synthe Puythouck                                                         | Dunkerque Gare ⥋ Grande-Synthe Puythouck                                                         | Dunkerque Gare ⥋ Grande-Synthe Puythouck                                                         | Dunkerque Gare ⥋ Grande-Synthe Puythouck                                                         | Dunkerque Gare ⥋ Grande-Synthe Puythouck                                                         | Dunkerque Gare ⥋ Grande-Synthe Puythouck                                                         | Dunkerque Gare ⥋ Grande-Synthe Puythouck                                                         | Dunkerque Gare ⥋ Grande-Synthe Puythouck                                                         |
| ----- | --- | ------------------------------------------------------------------------------------------------ | ------------------------------------------------------------------------------------------------ | ------------------------------------------------------------------------------------------------ | ------------------------------------------------------------------------------------------------ | ------------------------------------------------------------------------------------------------ | ------------------------------------------------------------------------------------------------ | ------------------------------------------------------------------------------------------------ | ------------------------------------------------------------------------------------------------ |
| 15    | Ouverture / Fermeture 2 septembre 2019 / — | Longueur 24,5 km                                                                                 | Durée 50 min                                                                                     | Nb. d’arrêts 36                                                                                  | Matériel Crealis Neo 12 Urbanway 12 GNV BHNS                                                     | Jours de fonctionnement L, Ma, Me, J, V, S, D                                                    | Jour / Soir / Nuit / Fêtes O / N / N / O                                                         | Voy. / an —                                                                                      | Exploitant STDE                                                                                  |
| 15    | Desserte : - Communes : Dunkerque – Saint-Pol-sur-Mer – Petite-Synthe – Armbouts-Cappel – Cappelle-la-Grande – Spycker – Grande-Synthe - Principaux lieux desservis : Gare de Dunkerque, Pôle Marine, CPAM des Flandres, Lycée professionnel Île Jeanty, Collège Robespierre, Complexe sportif Romain Rolland, Parc Prigent, Mairie de Saint-Pol-sur-Mer, Cimetière de Saint-Pol-sur-Mer, Centre commercial Saint-Pol Jardins, Piscine Georges Guynemer, Institut Médico-Éducatif Dunkerquois (I.M.E.D.), Lac d'Armbouts-Cappel, Collège Maxence Van Der Meersch, Complexe sportif Roger Gouvart, Mairie de Cappelle-la-Grande, Palais de l'univers et des sciences de Cappelle-la-Grande, Palais des Arts et des Loisirs, Cimetière de Cappelle-la-Grande, Mairie d'Armbouts-Cappel, Grand-Millebrugghe, Mairie de Spycker, ArcelorMittal Mardyck, Centre commercial du Puythouck. - Arrêts non accessibles aux personnes à mobilité réduite : Pierre Curie, Espérance, Coq Hardi, Quai de la Colme (vers Grande-Synthe), Carrefour du Loup, Route de Spycker. |                                                                                                  |                                                                                                  |                                                                                                  |                                                                                                  |                                                                                                  |                                                                                                  |                                                                                                  |                                                                                                  |
| 15    | Autre : - Amplitude horaire et fréquence : - du lundi au samedi : de 6 h 35 à 20 h 0 avec un passage toutes les 50 minutes. - dimanches et jours fériés : de 14 h 10 à 19 h 0 avec 2 allers-retours. |                                                                                                  |                                                                                                  |                                                                                                  |                                                                                                  |                                                                                                  |                                                                                                  |                                                                                                  |                                                                                                  |
| 15    | Dernière actualisation : 24 décembre 2024 |                                                                                                  |                                                                                                  |                                                                                                  |                                                                                                  |                                                                                                  |                                                                                                  |                                                                                                  |                                                                                                  |
| 16    | (Circulaire) Halle aux Sucres ⥋ via Université, Hôtel de Ville Jean Bart et Dunkerque Gare | (Circulaire) Halle aux Sucres ⥋ via Université, Hôtel de Ville Jean Bart et Dunkerque Gare       | (Circulaire) Halle aux Sucres ⥋ via Université, Hôtel de Ville Jean Bart et Dunkerque Gare       | (Circulaire) Halle aux Sucres ⥋ via Université, Hôtel de Ville Jean Bart et Dunkerque Gare       | (Circulaire) Halle aux Sucres ⥋ via Université, Hôtel de Ville Jean Bart et Dunkerque Gare       | (Circulaire) Halle aux Sucres ⥋ via Université, Hôtel de Ville Jean Bart et Dunkerque Gare       | (Circulaire) Halle aux Sucres ⥋ via Université, Hôtel de Ville Jean Bart et Dunkerque Gare       | (Circulaire) Halle aux Sucres ⥋ via Université, Hôtel de Ville Jean Bart et Dunkerque Gare       | (Circulaire) Halle aux Sucres ⥋ via Université, Hôtel de Ville Jean Bart et Dunkerque Gare       |
| 16    | Ouverture / Fermeture 1er septembre 2018 / — | Longueur 5,8 km                                                                                  | Durée 20 min                                                                                     | Nb. d’arrêts 16                                                                                  | Matériel BYD K7 eBus Mobi City GNV Ducato                                                        | Jours de fonctionnement L, Ma, Me, J, V, S                                                       | Jour / Soir / Nuit / Fêtes O / N / N / N                                                         | Voy. / an —                                                                                      | Exploitant STDE                                                                                  |
| 16    | Desserte : - Commune : Dunkerque - Principaux lieux desservis : Halle aux sucres, Patinoire Michel Raffoux, Parking-relais Môle 1, Université du Littoral-Côte-d'Opale, Communauté Urbaine de Dunkerque (C.U.D.), Chambre de Commerce et d'Industrie (C.C.I.), Grand Port Maritime de Dunkerque – Administration, Maison départementale des personnes handicapées, Tour du Leughenaer, Port de plaisance, Hôtel de ville de Dunkerque, Beffroi de Dunkerque, Église Saint-Éloi de Dunkerque, Théâtre Le Bateau-Feu, Bibliothèque B!B, Centre universitaire Lamartine, Lycée Jean Bart, Centre-ville de Dunkerque, Place Jean-Bart, Centre Marine, Pôle Marine, Gare de Dunkerque. |                                                                                                  |                                                                                                  |                                                                                                  |                                                                                                  |                                                                                                  |                                                                                                  |                                                                                                  |                                                                                                  |
| 16    | Autre : - Amplitude horaire et fréquence : - du lundi au samedi : de 7 h 30 à 20 h 0 avec un passage toutes les 12 minutes. |                                                                                                  |                                                                                                  |                                                                                                  |                                                                                                  |                                                                                                  |                                                                                                  |                                                                                                  |                                                                                                  |
| 16    | Dernière actualisation : 23 octobre 2024 |                                                                                                  |                                                                                                  |                                                                                                  |                                                                                                  |                                                                                                  |                                                                                                  |                                                                                                  |                                                                                                  |
| 17    | Loon-Plage CGM / Mardyck Route des Dunes / Grande-Synthe Puythouck ⥋ Dunkerque Gare | Loon-Plage CGM / Mardyck Route des Dunes / Grande-Synthe Puythouck ⥋ Dunkerque Gare              | Loon-Plage CGM / Mardyck Route des Dunes / Grande-Synthe Puythouck ⥋ Dunkerque Gare              | Loon-Plage CGM / Mardyck Route des Dunes / Grande-Synthe Puythouck ⥋ Dunkerque Gare              | Loon-Plage CGM / Mardyck Route des Dunes / Grande-Synthe Puythouck ⥋ Dunkerque Gare              | Loon-Plage CGM / Mardyck Route des Dunes / Grande-Synthe Puythouck ⥋ Dunkerque Gare              | Loon-Plage CGM / Mardyck Route des Dunes / Grande-Synthe Puythouck ⥋ Dunkerque Gare              | Loon-Plage CGM / Mardyck Route des Dunes / Grande-Synthe Puythouck ⥋ Dunkerque Gare              | Loon-Plage CGM / Mardyck Route des Dunes / Grande-Synthe Puythouck ⥋ Dunkerque Gare              |
| 17    | Ouverture / Fermeture 1er septembre 2018 / — | Longueur 26,3 km                                                                                 | Durée 35-50 min                                                                                  | Nb. d’arrêts 26                                                                                  | Matériel Citelis 12 Crealis Neo 12 Crossway LE                                                   | Jours de fonctionnement L, Ma, Me, J, V, S, D                                                    | Jour / Soir / Nuit / Fêtes O / O / N / O                                                         | Voy. / an —                                                                                      | Exploitant Keolis Flandre Maritime                                                               |
| 17    | Desserte : - Communes : Loon-Plage – Mardyck – Grande-Synthe – Fort-Mardyck – Dunkerque - Principaux lieux desservis : Gare de Dunkerque, Pôle Marine, Parking-relais du Môle 1, Patinoire Michel Raffoux, Grand port maritime de Dunkerque, Mairie de Fort-Mardyck, ArcelorMittal Dunkerque, Palais du Littoral, Stade Jean Deconinck, Cinéma Le Varlin, Jardin public de Grande-Synthe, Centre commercial du Puythouck, Complexe sportif de Mardyck, Mairie de Mardyck, eni Versalis France, Terminal Ferry, Terminal conteneurs, Port ouest. - Arrêts non accessibles aux personnes à mobilité réduite : CGM, Plateforme Multimodale, Petit Denna, Rue du Nord, Port Fluvial, Grand Bureau, Contour d'Aval, Raffinerie, Infirmerie, B.C.M.O., Samaritaine. |                                                                                                  |                                                                                                  |                                                                                                  |                                                                                                  |                                                                                                  |                                                                                                  |                                                                                                  |                                                                                                  |
| 17    | Autre : - Amplitude horaire et fréquence : - du lundi au samedi : de 6 h 25 à 20 h 45 avec un passage toutes les 50 à 60 minutes. - dimanches et jours fériés : de 7 h 20 à 21 h 0 avec un passage toutes les 2 heures en moyenne. - Particularités : - Terminus partiels à Grande-Synthe Puythouck et Mardyck Route des Dunes. - Certaines courses ne se font qu'entre Grande-Synthe Puythouck et Mardyck Route des Dunes ou Loon-Plage CGM. - L'arrêt Grand Bureau n'est desservi qu'à raison d'un bus par sens et par jour. |                                                                                                  |                                                                                                  |                                                                                                  |                                                                                                  |                                                                                                  |                                                                                                  |                                                                                                  |                                                                                                  |
| 17    | Dernière actualisation : 23 octobre 2024 |                                                                                                  |                                                                                                  |                                                                                                  |                                                                                                  |                                                                                                  |                                                                                                  |                                                                                                  |                                                                                                  |
| 18    | Grande-Synthe Puythouck ⥋ Coudekerque-Branche Sept Planètes / Coudekerque-Village Bois des Forts | Grande-Synthe Puythouck ⥋ Coudekerque-Branche Sept Planètes / Coudekerque-Village Bois des Forts | Grande-Synthe Puythouck ⥋ Coudekerque-Branche Sept Planètes / Coudekerque-Village Bois des Forts | Grande-Synthe Puythouck ⥋ Coudekerque-Branche Sept Planètes / Coudekerque-Village Bois des Forts | Grande-Synthe Puythouck ⥋ Coudekerque-Branche Sept Planètes / Coudekerque-Village Bois des Forts | Grande-Synthe Puythouck ⥋ Coudekerque-Branche Sept Planètes / Coudekerque-Village Bois des Forts | Grande-Synthe Puythouck ⥋ Coudekerque-Branche Sept Planètes / Coudekerque-Village Bois des Forts | Grande-Synthe Puythouck ⥋ Coudekerque-Branche Sept Planètes / Coudekerque-Village Bois des Forts | Grande-Synthe Puythouck ⥋ Coudekerque-Branche Sept Planètes / Coudekerque-Village Bois des Forts |
| 18    | Ouverture / Fermeture 1er septembre 2018 / — | Longueur 22,6 km                                                                                 | Durée 50-60 min                                                                                  | Nb. d’arrêts 42                                                                                  | Matériel Crealis Neo 12 Urbanway 12 GNV BHNS                                                     | Jours de fonctionnement L, Ma, Me, J, V, S, D                                                    | Jour / Soir / Nuit / Fêtes O / O / N / O                                                         | Voy. / an —                                                                                      | Exploitant STDE                                                                                  |
| 18    | Desserte : - Communes : Grande-Synthe – Petite-Synthe – Dunkerque – Coudekerque-Branche – Coudekerque-Village - Principaux lieux desservis : Centre commercial du Puythouck, ArcelorMittal Mardyck, Zone industrielle des Deux-Synthes, Lycée professionnel Automobile, Gare de Grande-Synthe, Pôle de valorisation des déchets, A.F.P.A., Zone industrielle de Petite-Synthe, Zone d'activités du Pont Loby, CPAM des Flandres, Gare de Dunkerque, Pôle Marine, Centre des finances publiques de Dunkerque, Église Sainte-Germaine, Collège De La Salle, Lycée Fernand Léger, Collège Boris Vian, Centre commercial Cora, Piscine Maurice Mollet, Cimetière de Coudekerque-Branche, Stade Auguste Delaune, Fort Louis, Parc du Fort Louis, Clinique des Flandres, Mairie de Coudekerque-Village, Bois des Forts. - Arrêts non accessibles aux personnes à mobilité réduite : Route de Spycker, Babœuf, Repdyck, Lycée Fernand Léger, Pont au Coq. |                                                                                                  |                                                                                                  |                                                                                                  |                                                                                                  |                                                                                                  |                                                                                                  |                                                                                                  |                                                                                                  |
| 18    | Autre : - Amplitude horaire et fréquence : - du lundi au samedi : de 6 h 10 à 21 h 30 avec un passage toutes les 20 minutes. - dimanches et jours fériés : de 7 h 0 à 21 h 10 avec un passage toutes les 120 minutes en moyenne. - Particularités : - Certaines courses se font uniquement entre Grande-Synthe Puythouck et Dunkerque Gare. |                                                                                                  |                                                                                                  |                                                                                                  |                                                                                                  |                                                                                                  |                                                                                                  |                                                                                                  |                                                                                                  |
| 18    | Dernière actualisation : 6 janvier 2025 |                                                                                                  |                                                                                                  |                                                                                                  |                                                                                                  |                                                                                                  |                                                                                                  |                                                                                                  |                                                                                                  |
| 19    | Grande-Synthe Puythouck ⥋ Dunkerque Gare | Grande-Synthe Puythouck ⥋ Dunkerque Gare                                                         | Grande-Synthe Puythouck ⥋ Dunkerque Gare                                                         | Grande-Synthe Puythouck ⥋ Dunkerque Gare                                                         | Grande-Synthe Puythouck ⥋ Dunkerque Gare                                                         | Grande-Synthe Puythouck ⥋ Dunkerque Gare                                                         | Grande-Synthe Puythouck ⥋ Dunkerque Gare                                                         | Grande-Synthe Puythouck ⥋ Dunkerque Gare                                                         | Grande-Synthe Puythouck ⥋ Dunkerque Gare                                                         |
| 19    | Ouverture / Fermeture 1er septembre 2018 / — | Longueur 14,7 km                                                                                 | Durée 40 min                                                                                     | Nb. d’arrêts 34                                                                                  | Matériel Fiat Ducato Sprinter Mobi City GNV                                                      | Jours de fonctionnement L, Ma, Me, J, V, S, D                                                    | Jour / Soir / Nuit / Fêtes O / N / N / O                                                         | Voy. / an —                                                                                      | Exploitant STDE                                                                                  |
| 19    | Desserte : - Communes : Grande-Synthe – Fort-Mardyck – Petite-Synthe – Saint-Pol-sur-Mer – Dunkerque - Principaux lieux desservis : Centre commercial du Puythouck, Jardin public de Grande-Synthe, Stade Jean Deconninck, Palais du Littoral, Cinéma Le Varlin, Mairie de Grande-Synthe, Collège Jules Verne, Mairie de Fort-Mardyck, Parc Zoologique Bio-Topia, Cimetière de Fort-Mardyck, Caserne des sapeurs-pompiers de Fort-Mardyck, Église Saint-Nicolas, Piscine Georges Guynemer, Centre commercial Saint-Pol Jardins, Collège Lucie Aubrac, Dépôt DK'Bus, CPAM des Flandres, Lycée professionnel Île Jeanty, Patinoire Michel Raffoux, Parking-relais Môle 1, Pôle Marine, Gare de Dunkerque. |                                                                                                  |                                                                                                  |                                                                                                  |                                                                                                  |                                                                                                  |                                                                                                  |                                                                                                  |                                                                                                  |
| 19    | Autre : - Amplitude horaire et fréquence : - du lundi au samedi : de 6 h 55 à 19 h 50 avec un passage toutes les 50 minutes. - dimanches et jours fériés : de 7 h 0 à 20 h 25 avec un passage toutes les 102 minutes. |                                                                                                  |                                                                                                  |                                                                                                  |                                                                                                  |                                                                                                  |                                                                                                  |                                                                                                  |                                                                                                  |
| 19    | Dernière actualisation : 23 octobre 2024 |                                                                                                  |                                                                                                  |                                                                                                  |                                                                                                  |                                                                                                  |                                                                                                  |                                                                                                  |                                                                                                  |

### Lignes de connexion
| Ligne | Caractéristiques | Caractéristiques | Caractéristiques | Caractéristiques | Caractéristiques | Caractéristiques | Caractéristiques | Caractéristiques | Caractéristiques |
| 20    | Leffrinckoucke Fort des Dunes ⥋ Gare d'Adinkerque | Leffrinckoucke Fort des Dunes ⥋ Gare d'Adinkerque                                                                      | Leffrinckoucke Fort des Dunes ⥋ Gare d'Adinkerque                                                                      | Leffrinckoucke Fort des Dunes ⥋ Gare d'Adinkerque                                                                      | Leffrinckoucke Fort des Dunes ⥋ Gare d'Adinkerque                                                                      | Leffrinckoucke Fort des Dunes ⥋ Gare d'Adinkerque                                                                      | Leffrinckoucke Fort des Dunes ⥋ Gare d'Adinkerque                                                                      | Leffrinckoucke Fort des Dunes ⥋ Gare d'Adinkerque                                                                      | Leffrinckoucke Fort des Dunes ⥋ Gare d'Adinkerque                                                                      |
| ----- | --- | --- | --- | --- | --- | --- | --- | --- | --- |
| 20    | Ouverture / Fermeture 1er septembre 2018 / — | Longueur 16,7 km | Durée 32 min | Nb. d’arrêts 20 | Matériel Citelis 12 Crealis Neo 12 Crossway LE Crealis Neo 18 (été)                                                    | Jours de fonctionnement L, Ma, Me, J, V, S, D                                                                          | Jour / Soir / Nuit / Fêtes O / O / N / O                                                                               | Voy. / an — | Exploitant Keolis Flandre Maritime                                                                                     |
| 20    | Desserte : - Communes : Leffrinckoucke – Zuydcoote – Bray-Dunes – La Panne ( Belgique) - Principaux lieux desservis : Fort des Dunes, Dune Dewulf, Usine des Dunes, Ferme Nord, Hôpital Maritime Vancauwenberghe, Mairie de Zuydcoote, Réserve naturelle nationale de la dune Marchand, Collège du Septentrion, Plage de Bray-Dunes, Cinéma Fa-mi-la, Médiathèque de Bray-Dunes, Mairie de Bray-Dunes, Dune du Perroquet, Camping Le Perroquet, Parc d'attractions Plopsaland, Gare de La Panne. - Arrêts non accessibles aux personnes à mobilité réduite : Plage Bray-Dunes, Duinstraat, Duinhoek, Gare d'Adinkerque. | | | | | | | | |
| 20    | Autre : - Amplitude horaire et fréquence : - du lundi au samedi : de 6 h 5 à 21 h 30 avec un passage toutes les 30 minutes. - dimanches et jours fériés : de 8 h 15 à 21 h 30 avec un passage toutes les 60 minutes. - Particularités: - En direction de Leffrinckoucke, la boucle de Plage Bray-Dunes n'est pas desservie après 18 h 30 du lundi au samedi et par le dernier départ d'Adinkerque les dimanches et jours fériés. - Les lundis, mardis, jeudis et vendredis en période scolaire, deux courses supplémentaires sont effectuées à l'heure de pointe du soir depuis Leffrinckoucke Fort des Dunes et ont pour terminus Frontière. - Une correspondance est systématiquement assurée à Leffrinckoucke entre le dernier départ depuis Gare d'Adinkerque et la ligne C2. | | | | | | | | |
| 20    | Dernière actualisation : 2 septembre 2024 | | | | | | | | |
| 21    | Leffrinckoucke Fort des Dunes ⥋ Ghyvelde Lac des Hérons / Les Moëres | Leffrinckoucke Fort des Dunes ⥋ Ghyvelde Lac des Hérons / Les Moëres                                                   | Leffrinckoucke Fort des Dunes ⥋ Ghyvelde Lac des Hérons / Les Moëres                                                   | Leffrinckoucke Fort des Dunes ⥋ Ghyvelde Lac des Hérons / Les Moëres                                                   | Leffrinckoucke Fort des Dunes ⥋ Ghyvelde Lac des Hérons / Les Moëres                                                   | Leffrinckoucke Fort des Dunes ⥋ Ghyvelde Lac des Hérons / Les Moëres                                                   | Leffrinckoucke Fort des Dunes ⥋ Ghyvelde Lac des Hérons / Les Moëres                                                   | Leffrinckoucke Fort des Dunes ⥋ Ghyvelde Lac des Hérons / Les Moëres                                                   | Leffrinckoucke Fort des Dunes ⥋ Ghyvelde Lac des Hérons / Les Moëres                                                   |
| 21    | Ouverture / Fermeture 1er septembre 2018 / — | Longueur 16,1 km | Durée 20-25 min | Nb. d’arrêts 17 | Matériel Ducato Sprinter Crealis Neo 12 Urbanway 12 GNV BHNS                                                           | Jours de fonctionnement L, Ma, Me, J, V, S, D                                                                          | Jour / Soir / Nuit / Fêtes O / N / N / O                                                                               | Voy. / an — | Exploitant STDE |
| 21    | Desserte : - Communes : Leffrinckoucke – Zuydcoote – Bray-Dunes – Ghyvelde – Les Moëres - Principaux lieux desservis : Fort des Dunes, Dune Dewulf, Usine des Dunes, Ferme Nord, Hôpital Maritime Vancauwenberghe, Mairie de Zuydcoote, Réserve naturelle nationale de la dune Marchand, Collège du Septentrion, Salle Dany Boon, Mairie de Ghyvelde, Lac des Hérons, Mairie des Moëres. - Arrêts non accessibles aux personnes à mobilité réduite : Sangliers, Les Moëres. | | | | | | | | |
| 21    | Autre : - Amplitude horaire et fréquence : - du lundi au samedi : de 6 h 55 à 9 h 35, de 12 h 30 à 14 h 35 et de 16 h 30 à 20 h 10 avec un passage toutes les 65 à 70 minutes. - dimanches et jours fériés : de 9 h 15 à 11 h 40 et de 13 h 50 à 19 h 40 avec un passage toutes les 60 minutes. - Particularités : - La commune des Moëres n'est desservie que du lundi au samedi. La desserte s'effectue sur demande au conducteur depuis Leffrinckoucke. Pour un départ depuis Les Moëres, une réservation faite au préalable est nécessaire. | | | | | | | | |
| 21    | Dernière actualisation : 7 janvier 2025 | | | | | | | | |
| 23    | Grande-Synthe Puythouck ⥋ Gravelines Islandais | Grande-Synthe Puythouck ⥋ Gravelines Islandais                                                                         | Grande-Synthe Puythouck ⥋ Gravelines Islandais                                                                         | Grande-Synthe Puythouck ⥋ Gravelines Islandais                                                                         | Grande-Synthe Puythouck ⥋ Gravelines Islandais                                                                         | Grande-Synthe Puythouck ⥋ Gravelines Islandais                                                                         | Grande-Synthe Puythouck ⥋ Gravelines Islandais                                                                         | Grande-Synthe Puythouck ⥋ Gravelines Islandais                                                                         | Grande-Synthe Puythouck ⥋ Gravelines Islandais                                                                         |
| 23    | Ouverture / Fermeture 1er septembre 2018 / — | Longueur 23,3 km | Durée 35-40 min | Nb. d’arrêts 22 | Matériel Citelis 12 Crealis Neo 12 Crossway LE                                                                         | Jours de fonctionnement L, Ma, Me, J, V, S, D                                                                          | Jour / Soir / Nuit / Fêtes O / N / N / O                                                                               | Voy. / an — | Exploitant Keolis Flandre Maritime                                                                                     |
| 23    | Desserte : - Communes : Grande-Synthe – Loon-Plage – Craywick – Bourbourg – Saint-Georges-sur-l'Aa – Gravelines - Principaux lieux desservis : Centre commercial Puythouck, Parc du Puythouck, Collège Jean Rostand, Complexe sportif de Craywick, Mairie de Craywick, Centre-ville de Bourbourg, Mairie de Bourbourg, Collège Jean Jaurès, Cimetière de Bourbourg, Gare de Bourbourg, Stade Edmond Belle, Mairie de Saint-Georges-sur-l'Aa, Gare de Gravelines, Mairie de Gravelines, Beffroi de Gravelines, Centre-ville de Gravelines, Musée du dessin et de l'estampe originale de Gravelines, Port de Gravelines. - Arrêts non accessibles aux personnes à mobilité réduite : Chocolaterie, Plantis, Rue Verte, Gare Bourbourg, Quai de la Batellerie. | | | | | | | | |
| 23    | Autre : - Amplitude horaire et fréquence : - du lundi au samedi : de 6 h 35 à 19 h 25 avec 8 bus par jour et par sens. - dimanches et jours fériés : de 9 h 0 à 18 h 25 avec 4 aller-retours. - Particularités : - Du lundi au vendredi, un départ supplémentaire circule l'après-midi entre Grande-Synthe Puythouck et Place du Marché aux Chevaux. | | | | | | | | |
| 23    | Dernière actualisation : 23 octobre 2024 | | | | | | | | |
| 24    | Leffrinckoucke Fort des Dunes ⥋ Coudekerque-Village Bois des Forts | Leffrinckoucke Fort des Dunes ⥋ Coudekerque-Village Bois des Forts                                                     | Leffrinckoucke Fort des Dunes ⥋ Coudekerque-Village Bois des Forts                                                     | Leffrinckoucke Fort des Dunes ⥋ Coudekerque-Village Bois des Forts                                                     | Leffrinckoucke Fort des Dunes ⥋ Coudekerque-Village Bois des Forts                                                     | Leffrinckoucke Fort des Dunes ⥋ Coudekerque-Village Bois des Forts                                                     | Leffrinckoucke Fort des Dunes ⥋ Coudekerque-Village Bois des Forts                                                     | Leffrinckoucke Fort des Dunes ⥋ Coudekerque-Village Bois des Forts                                                     | Leffrinckoucke Fort des Dunes ⥋ Coudekerque-Village Bois des Forts                                                     |
| 24    | Ouverture / Fermeture 1er septembre 2018 / — | Longueur 16,8 km | Durée 25 min | Nb. d’arrêts 17 | Matériel Ducato Sprinter Mobi City GNV                                                                                 | Jours de fonctionnement L, Ma, Me, J, V, S                                                                             | Jour / Soir / Nuit / Fêtes O / N / N / N                                                                               | Voy. / an — | Exploitant STDE |
| 24    | Desserte : - Communes : Leffrinckoucke – Téteghem – Coudekerque-Village - Principaux lieux desservis : Fort des Dunes, Dune Dewulf, Lycée professionnel agricole de Dunkerque, Mairie de Téteghem, Parc du canal des Moëres, Mairie de Coudekerque-Village, Bois des Forts. - Arrêts non accessibles aux personnes à mobilité réduite : Lycée Horticole, Leffrinckoucke Village, Sainte-Catherine, Tlegerveld, Tranquilité, Fleurs des Champs, Saint-Pierre (vers Fort des Dunes), Picasso, Téteghem Vandermeersch (vers Bois des Forts), Pont au Coq. | | | | | | | | |
| 24    | Autre : - Amplitude horaire et fréquence : - du lundi au samedi : de 7 h 0 à 19 h 40 avec 8 allers-retours par jour. | | | | | | | | |
| 24    | Dernière actualisation : 24 décembre 2024 | | | | | | | | |
| 26    | Gravelines Islandais / Gare Gravelines ⥋ Grand-Fort-Philippe Flaque aux Espagnols / Petit-Fort-Philippe Edmond Rostand | Gravelines Islandais / Gare Gravelines ⥋ Grand-Fort-Philippe Flaque aux Espagnols / Petit-Fort-Philippe Edmond Rostand | Gravelines Islandais / Gare Gravelines ⥋ Grand-Fort-Philippe Flaque aux Espagnols / Petit-Fort-Philippe Edmond Rostand | Gravelines Islandais / Gare Gravelines ⥋ Grand-Fort-Philippe Flaque aux Espagnols / Petit-Fort-Philippe Edmond Rostand | Gravelines Islandais / Gare Gravelines ⥋ Grand-Fort-Philippe Flaque aux Espagnols / Petit-Fort-Philippe Edmond Rostand | Gravelines Islandais / Gare Gravelines ⥋ Grand-Fort-Philippe Flaque aux Espagnols / Petit-Fort-Philippe Edmond Rostand | Gravelines Islandais / Gare Gravelines ⥋ Grand-Fort-Philippe Flaque aux Espagnols / Petit-Fort-Philippe Edmond Rostand | Gravelines Islandais / Gare Gravelines ⥋ Grand-Fort-Philippe Flaque aux Espagnols / Petit-Fort-Philippe Edmond Rostand | Gravelines Islandais / Gare Gravelines ⥋ Grand-Fort-Philippe Flaque aux Espagnols / Petit-Fort-Philippe Edmond Rostand |
| 26    | Ouverture / Fermeture 1er septembre 2018 / — | Longueur 9,1 km | Durée 10-15 min | Nb. d’arrêts 21 | Matériel Citelis 12 Crealis Neo 12 Crossway LE                                                                         | Jours de fonctionnement L, Ma, Me, J, V, S, D                                                                          | Jour / Soir / Nuit / Fêtes O / O / N / O                                                                               | Voy. / an — | Exploitant Keolis Flandre Maritime                                                                                     |
| 26    | Desserte : - Communes : Gravelines – Grand-Fort-Philippe – Petit-Fort-Philippe - Principaux lieux desservis : Gare de Gravelines, Mairie de Gravelines, Beffroi de Gravelines, Centre-ville de Gravelines, Musée du dessin et de l'estampe originale de Gravelines, Port de Gravelines, Le Jean Bart, Collège Jean Monnet, Cimetière de Grand-Fort-Philippe, Mairie de Grand-Fort-Philippe, Calvaire du Marin, Parc de l'Estran, Plage de Grand-Fort-Philippe, Stade Pruvost, Parc du Moulin, Sportica, Salle Norbert Merlen, Plage de Petit-Fort-Philippe. - Arrêts non accessibles aux personnes à mobilité réduite : Quai de la Batellerie. | | | | | | | | |
| 26    | Autre : - Amplitude horaire et fréquence : - du lundi au vendredi en période scolaire : de 5 h 35 à 21 h 35 avec un passage toutes les 20 minutes en correspondance avec la ligne C4A à Islandais. - samedis scolaires et du lundi au samedi vacances scolaires : de 6 h 0 à 21 h 35 avec un passage toutes les 24 minutes en correspondance avec la ligne C4A à Islandais. - dimanches et jours fériés du 1er avril au 31 octobre : de 7 h 35 à 21 h 5 avec un passage toutes les 40 minutes en correspondance avec la ligne C4A à Islandais. - dimanches et jours fériés du 1er novembre au 31 mars : de 7 h 35 à 21 h 5 avec un passage toutes les 30 à 60 minutes en correspondance avec la ligne C4A à Islandais. - Particularités : - La desserte de Gare Gravelines se fait uniquement aux heures de desserte de la gare de Gravelines par les TER. En dehors de ces heures le terminus se fait à Islandais. - À Islandais, une correspondance est assurée entre la ligne C4A et la ligne 26 dans les deux sens. | | | | | | | | |
| 26    | Dernière actualisation : 23 octobre 2024 | | | | | | | | |

### Lignes de soirée
Le réseau de soirée est composé de deux lignes appelées Noctibus, les lignes N1 et N2.
| Ligne | Caractéristiques | Caractéristiques | Caractéristiques | Caractéristiques | Caractéristiques | Caractéristiques | Caractéristiques | Caractéristiques | Caractéristiques |
| N1    | Téteghem Vandermeersch ⥋ Grande-Synthe Puythouck / Bourbourg Place Marché aux Chevaux (les jeudis, vendredis et samedis soir) | Téteghem Vandermeersch ⥋ Grande-Synthe Puythouck / Bourbourg Place Marché aux Chevaux (les jeudis, vendredis et samedis soir) | Téteghem Vandermeersch ⥋ Grande-Synthe Puythouck / Bourbourg Place Marché aux Chevaux (les jeudis, vendredis et samedis soir) | Téteghem Vandermeersch ⥋ Grande-Synthe Puythouck / Bourbourg Place Marché aux Chevaux (les jeudis, vendredis et samedis soir) | Téteghem Vandermeersch ⥋ Grande-Synthe Puythouck / Bourbourg Place Marché aux Chevaux (les jeudis, vendredis et samedis soir) | Téteghem Vandermeersch ⥋ Grande-Synthe Puythouck / Bourbourg Place Marché aux Chevaux (les jeudis, vendredis et samedis soir) | Téteghem Vandermeersch ⥋ Grande-Synthe Puythouck / Bourbourg Place Marché aux Chevaux (les jeudis, vendredis et samedis soir) | Téteghem Vandermeersch ⥋ Grande-Synthe Puythouck / Bourbourg Place Marché aux Chevaux (les jeudis, vendredis et samedis soir) | Téteghem Vandermeersch ⥋ Grande-Synthe Puythouck / Bourbourg Place Marché aux Chevaux (les jeudis, vendredis et samedis soir) |
| ----- | --- | --- | --- | --- | --- | --- | --- | --- | --- |
| N1    | Ouverture / Fermeture 31 août 2018 / — | Longueur 50,9 km | Durée 55-95 min | Nb. d’arrêts 87 | Matériel Urbanway 12 GNV BHNS Urbanway 18 GNV BHNS                                                                            | Jours de fonctionnement L, Ma, Me, J, V, S, D                                                                                 | Jour / Soir / Nuit / Fêtes N / O / O / O                                                                                      | Voy. / an — | Exploitant STDE |
| N1    | Desserte : - Communes : Téteghem – Coudekerque-Branche – Dunkerque – Saint-Pol-sur-Mer – Fort-Mardyck – Grande-Synthe – Loon-Plage – Gravelines – Grand-Fort-Philippe – Saint-Georges-sur-l'Aa – Bourbourg - Arrêts non accessibles aux personnes à mobilité réduite : Téteghem Vandermeersch (descente), Picasso, Fleurs des Champs, Triangle (vers Grande-Synthe), Mairie Loon-Plage, Léon Jouhaux, Quai de la Batellerie, Gare Bourbourg. | | | | | | | | |
| N1    | Autre : - Amplitude horaire et fréquence : - du lundi au mercredi : de 21 h 55 à 22 h 25 avec un départ de Dunkerque Gare à 21 h 55 dans chaque direction. - du jeudi au samedi : de 21 h 55 à 0 h 50 avec un départ de Dunkerque Gare à 21 h 55 dans chaque direction et ensuite un passage dans les deux sens toutes les 35 minutes en moyenne. - dimanches et jours fériés : de 22 h 10 à 22 h 45 avec un départ de Dunkerque Gare à 22 h 12 dans chaque direction. - Particularités : - Les jeudis, vendredis et samedis soir, le dernier départ de Téteghem est prolongé au-delà de Grande-Synthe Puythouck pour desservir les communes de Loon-Plage, Gravelines, Grand-Fort-Philippe, Saint-Georges-sur-l'Aa et Bourbourg. | | | | | | | | |
| N1    | Dernière actualisation : 24 décembre 2024 | | | | | | | | |
| N2    | Cappelle-la-Grande Croizat ⥋ Leffrinckoucke Fort des Dunes / Bray-Dunes Poste (les jeudis, vendredis et samedis soir) | Cappelle-la-Grande Croizat ⥋ Leffrinckoucke Fort des Dunes / Bray-Dunes Poste (les jeudis, vendredis et samedis soir)         | Cappelle-la-Grande Croizat ⥋ Leffrinckoucke Fort des Dunes / Bray-Dunes Poste (les jeudis, vendredis et samedis soir)         | Cappelle-la-Grande Croizat ⥋ Leffrinckoucke Fort des Dunes / Bray-Dunes Poste (les jeudis, vendredis et samedis soir)         | Cappelle-la-Grande Croizat ⥋ Leffrinckoucke Fort des Dunes / Bray-Dunes Poste (les jeudis, vendredis et samedis soir)         | Cappelle-la-Grande Croizat ⥋ Leffrinckoucke Fort des Dunes / Bray-Dunes Poste (les jeudis, vendredis et samedis soir)         | Cappelle-la-Grande Croizat ⥋ Leffrinckoucke Fort des Dunes / Bray-Dunes Poste (les jeudis, vendredis et samedis soir)         | Cappelle-la-Grande Croizat ⥋ Leffrinckoucke Fort des Dunes / Bray-Dunes Poste (les jeudis, vendredis et samedis soir)         | Cappelle-la-Grande Croizat ⥋ Leffrinckoucke Fort des Dunes / Bray-Dunes Poste (les jeudis, vendredis et samedis soir)         |
| N2    | Ouverture / Fermeture 31 août 2018 / — | Longueur 28,6 km | Durée 55-65 min | Nb. d’arrêts 66 | Matériel Urbanway 12 GNV BHNS Urbanway 18 GNV BHNS                                                                            | Jours de fonctionnement L, Ma, Me, J, V, S, D                                                                                 | Jour / Soir / Nuit / Fêtes N / O / O / O                                                                                      | Voy. / an — | Exploitant STDE |
| N2    | Desserte : - Communes : Cappelle-la-Grande – Petite-Synthe – Dunkerque – Malo-les-Bains – Rosendaël – Leffrinckoucke – Zuydcoote – Bray-Dunes - Arrêts non accessibles aux personnes à mobilité réduite : Coq Hardi, Schuman (vers Croizat), Avenue de la Mer, Poste de Secours (vers Croizat), Vancassel (vers Fort des Dunes). | | | | | | | | |
| N2    | Autre : - Amplitude horaire et fréquence : - du lundi au mercredi : de 21 h 55 à 22 h 25 avec un départ de Dunkerque Gare à 21 h 55 dans chaque direction. - du jeudi au samedi : de 21 h 55 à 0 h 25 avec un départ de Dunkerque Gare à 21 h 55 dans chaque direction et ensuite un passage dans les deux sens toutes les 35 minutes en moyenne. - dimanches et jours fériés : de 22 h 10 à 22 h 45 avec un départ de Dunkerque Gare à 22 h 12 dans chaque direction. - Particularité : - Les jeudis, vendredis et samedis soirs, le dernier départ de Cappelle-la-Grande Croizat est prolongé au-delà de Leffrinckoucke pour desservir les communes de Zuydcoote et de Bray-Dunes.                                              | | | | | | | | |
| N2    | Dernière actualisation : 23 octobre 2024 | | | | | | | | |

### Rapid'Ouest
La ligne Rapid'Ouest relie la gare de Dunkerque à celle de Bourbourg en desservant les usines implantées à Bourbourg.
| Ligne | Caractéristiques | Caractéristiques                | Caractéristiques                | Caractéristiques                | Caractéristiques                                         | Caractéristiques                        | Caractéristiques                         | Caractéristiques                | Caractéristiques                |
| RO    | Rapid'Ouest | Rapid'Ouest                     | Rapid'Ouest                     | Rapid'Ouest                     | Rapid'Ouest                                              | Rapid'Ouest                             | Rapid'Ouest                              | Rapid'Ouest                     | Rapid'Ouest                     |
| RO    | Dunkerque Gare ⥋ Bourbourg Gare | Dunkerque Gare ⥋ Bourbourg Gare | Dunkerque Gare ⥋ Bourbourg Gare | Dunkerque Gare ⥋ Bourbourg Gare | Dunkerque Gare ⥋ Bourbourg Gare                          | Dunkerque Gare ⥋ Bourbourg Gare         | Dunkerque Gare ⥋ Bourbourg Gare          | Dunkerque Gare ⥋ Bourbourg Gare | Dunkerque Gare ⥋ Bourbourg Gare |
| ----- | --- | ------------------------------- | ------------------------------- | ------------------------------- | -------------------------------------------------------- | --------------------------------------- | ---------------------------------------- | ------------------------------- | ------------------------------- |
| RO    | Ouverture / Fermeture 2 septembre 2024 / — | Longueur 23,5 km                | Durée 45 min                    | Nb. d’arrêts 7                  | Matériel GX 337 ELEC Crealis Neo 12 Urbanway 12 GNV BHNS | Jours de fonctionnement L, Ma, Me, J, V | Jour / Soir / Nuit / Fêtes O / N / N / N | Voy. / an —                     | Exploitant STDE                 |
| RO    | Desserte : - Communes : Dunkerque – Grande-Synthe – Craywick – Bourbourg - Principaux lieux desservis : Gare de Dunkerque, Centre commercial du Puythouck, Parking relais de Craywick, Gare de Bourbourg. |                                 |                                 |                                 |                                                          |                                         |                                          |                                 |                                 |
| RO    | Autre : - Amplitude horaire et fréquence : - du lundi au vendredi : de 7 h 20 à 9 h 45 et de 16 h 10 à 18 h 35 avec trois allers-retours le matin et le soir.                                             |                                 |                                 |                                 |                                                          |                                         |                                          |                                 |                                 |
| RO    | Dernière actualisation : 28 mai 2025 |                                 |                                 |                                 |                                                          |                                         |                                          |                                 |                                 |

### Lignes scolaires
En complément des lignes régulières, des renforts scolaires circulent également à destination des établissements scolaires. Ces renforts scolaires sont identifiés par la lettre S sur fond noir, suivi d'un nombre compris entre 150 et 900. Les lignes S allant de 150 à 199 sont assurées par des bus urbains DK'Bus exploités par la STDE ou la société Keolis Flandre Maritime. Les lignes S allant de 200 à 900 sont assurées par des autocars scolaires exploités par plusieurs sociétés : Schoonaert, Thys, Keolis Flandre Maritime ou Transdev Littoral Nord. Ces renforts scolaires sont ouverts à tous et ne circulent qu'en période scolaire.

### Transport à la demande
Le service de transport à la demande est découpé en 3 services : Taxibus de nuit, Handibus et le service Étoile.

#### Taxibus de nuit
Le service Taxibus de nuit fonctionne tous les jours de 4 h 0 à 6 h 0 et de 22 h 0 à minuit. Ce service est ouvert à tous sans conditions particulières et permet de se déplacer entre 2 arrêts du réseau y compris ceux situés en Belgique. Pour l'utiliser, il faut au préalable réserver le trajet par le biais d'un appel téléphonique à la centrale de réservation, ou depuis le 20 décembre 2022 par le biais d'une application mobile dédiée, "DK'Bus @ la demande". Ce service est payant contrairement aux lignes régulières, 2 € par trajet. Ce service est réalisé par des taxis de la société Cotaxi.

#### Handibus
Le service Handibus est réservé aux personnes ne pouvant emprunter les transports en commun ainsi que le service Étoile. Il permet notamment aux utilisateurs de se déplacer en porte-à-porte sur tout le territoire de la Communauté Urbaine de Dunkerque. Pour accéder au service, il faut déposer au préalable un dossier de demande d'accès ainsi que s'acquitter de frais de dossiers. Après acceptation de la demande, il est nécessaire de réserver son trajet par téléphone. Le service Handibus est exploité par la STDE par le biais de véhicule adapté.

#### Service Étoile
Le service Étoile est réservé aux personnes âgées de plus de 70 ans ayant des difficultés à emprunter les lignes régulières du réseau. Il fonctionne du lundi au samedi entre 8 h 15 et 18 h 30. Le service Étoile permet, après inscription et réservation de réaliser gratuitement 20 trajets par mois entre les arrêts des lignes régulières ainsi que des arrêts spécifiques au service généralement situés à proximité des maisons de retraite et des commerces. Il est exploité par la STDE par le biais de minibus.

### Circuits spéciaux
Lors des grands événements se déroulant sur le territoire de la Communauté urbaine de Dunkerque (bals de carnaval, matchs de l'USLD, festival La Bonne Aventure, feux d'artifice, etc.), des circuits spéciaux permettant le retour des spectateurs sont mis en place. Ces circuits, au nombre de 7 et identifiés par des lettres allant de A à G, desservent toutes les communes de la CUD et Uxem. Les horaires de ces circuits ainsi que leurs points de départ sont adaptés en fonction de l'événement. L'exploitation est effectuée par la STDE et Keolis Flandre Maritime à l'aide de bus articulés et standards.

## Anciennes lignes

### De 1998 à 2015
| Ligne | Caractéristiques | Caractéristiques | Caractéristiques | Caractéristiques | Caractéristiques | Caractéristiques | Caractéristiques | Caractéristiques | Caractéristiques |
| 2AM   | Les Dunes ⥋ Copenor | Les Dunes ⥋ Copenor | Les Dunes ⥋ Copenor | Les Dunes ⥋ Copenor | Les Dunes ⥋ Copenor | Les Dunes ⥋ Copenor | Les Dunes ⥋ Copenor | Les Dunes ⥋ Copenor | Les Dunes ⥋ Copenor |
| ----- | --- | --- | --- | --- | --- | --- | --- | --- | --- |
| 2AM   | Ouverture / Fermeture 23 juin 1998 / 31 décembre 1999 | Longueur — | Durée — | Nb. d’arrêts — | Matériel — | Jours de fonctionnement L, Ma, Me, J, V, S, D                                                                            | Jour / Soir / Nuit / Fêtes O / N / — / N                                                                                 | Voy. / an — | Exploitant STDE |
| 2AM   | Desserte : - Communes : Leffrinckoucke – Malo-les-Bains – Dunkerque – Saint-Pol-sur-Mer – Fort-Mardyck – Mardyck - Arrêts desservis : Les Dunes, 12e D.I.M., 1er Mai, Mairie-Passerelle, Leffrinckoucke Gare, Avenue du Large, Manet, Gaspard Malo, Laennec, Angellier, Margate, Reynaert, Avenue de la Mer, Voltaire, Europe, Grévy, Glacis, Victoire, Hôtel de Ville, Place Jean Bart, République, Gare, 11 Novembre, Sécurité Sociale, Trystram, Faidherbe, Ployard, Saint-Pol Église, Saint-Pol Mairie, Flamand, Saint-Pol Cimetière, Bayard, Egalité, Lapin Blanc, Progrès, Picardie, Sand, Allende, Papin, Palais du Littoral, Sollac, Gare Routière Sollac, Air Liquide, Raffinerie CFR, Appont. Pétrolier, Lafarge, C.M.P. Stocknord, Place du Village, Rue du Nord, Copenor.                                                                              | | | | | | | | |
| 2AM   | Autre : 3 aller-retours par jour. | | | | | | | | |
| 2AM   | Dernière actualisation : — | | | | | | | | |
| 3A    | Place Jean Bart ⥋ Steendam | Place Jean Bart ⥋ Steendam                                                                                               | Place Jean Bart ⥋ Steendam                                                                                               | Place Jean Bart ⥋ Steendam                                                                                               | Place Jean Bart ⥋ Steendam                                                                                               | Place Jean Bart ⥋ Steendam                                                                                               | Place Jean Bart ⥋ Steendam                                                                                               | Place Jean Bart ⥋ Steendam                                                                                               | Place Jean Bart ⥋ Steendam                                                                                               |
| 3A    | Ouverture / Fermeture 23 juin 1998 / 31 décembre 1999 | Longueur — | Durée — | Nb. d’arrêts — | Matériel — | Jours de fonctionnement L, Ma, Me, J, V, S, D                                                                            | Jour / Soir / Nuit / Fêtes O / O / — / O                                                                                 | Voy. / an — | Exploitant STDE |
| 3A    | Desserte : - Communes : Dunkerque – Coudekerque-Branche - Arrêts desservis : Place Jean Bart, République, Gare, Rue de Paris, Vauban, Saint-Charles, Jaurès, Delory, Moulin, Arago, Sainte-Germaine, Pont Paul Bert, Walcker, Peupliers, Hoche, Capucines, Lycée Fernand Léger, Steendam. | | | | | | | | |
| 3A    | Autre : | | | | | | | | |
| 3A    | Dernière actualisation : — | | | | | | | | |
| 3AVC  | Place Jean Bart ⥋ Coudekerque Bois des Forts | Place Jean Bart ⥋ Coudekerque Bois des Forts                                                                             | Place Jean Bart ⥋ Coudekerque Bois des Forts                                                                             | Place Jean Bart ⥋ Coudekerque Bois des Forts                                                                             | Place Jean Bart ⥋ Coudekerque Bois des Forts                                                                             | Place Jean Bart ⥋ Coudekerque Bois des Forts                                                                             | Place Jean Bart ⥋ Coudekerque Bois des Forts                                                                             | Place Jean Bart ⥋ Coudekerque Bois des Forts                                                                             | Place Jean Bart ⥋ Coudekerque Bois des Forts                                                                             |
| 3AVC  | Ouverture / Fermeture 23 juin 1998 / 31 décembre 1999 | Longueur — | Durée — | Nb. d’arrêts — | Matériel Renault PR 100 Renault R312                                                                                     | Jours de fonctionnement L, Ma, Me, J, V, S, D                                                                            | Jour / Soir / Nuit / Fêtes O / O / — / O                                                                                 | Voy. / an — | Exploitant STDE |
| 3AVC  | Desserte : - Communes : Coudekerque-Village – Coudekerque-Branche – Dunkerque - Arrêts desservis : Place Jean Bart, République, Gare, Rue de Paris, Vauban, Saint-Chalres, Jaurès, Delory, Moulin, Arago, Sainte-Germaine, Pont Paul Bert, Walcker, Peupliers, Hoche, Capucines, Lycée Fernand Léger, Steendam, Ledru Rollin, Berry, Weill, Boernhol, Tennis, Hameau du Boernhol, Sept Planètes, Carrefour d'Uxem, Pont au Coq, Coudekerque Mairie, Bois des Forts. | | | | | | | | |
| 3AVC  | Autre : | | | | | | | | |
| 3AVC  | Dernière actualisation : — | | | | | | | | |
| 3B    | Coudekerque-Branche Impressionnistes / Coudekerque Branche Jardins de Steendam ⥋ Bray-Dunes Plage / Bray-Dunes Frontière | Coudekerque-Branche Impressionnistes / Coudekerque Branche Jardins de Steendam ⥋ Bray-Dunes Plage / Bray-Dunes Frontière | Coudekerque-Branche Impressionnistes / Coudekerque Branche Jardins de Steendam ⥋ Bray-Dunes Plage / Bray-Dunes Frontière | Coudekerque-Branche Impressionnistes / Coudekerque Branche Jardins de Steendam ⥋ Bray-Dunes Plage / Bray-Dunes Frontière | Coudekerque-Branche Impressionnistes / Coudekerque Branche Jardins de Steendam ⥋ Bray-Dunes Plage / Bray-Dunes Frontière | Coudekerque-Branche Impressionnistes / Coudekerque Branche Jardins de Steendam ⥋ Bray-Dunes Plage / Bray-Dunes Frontière | Coudekerque-Branche Impressionnistes / Coudekerque Branche Jardins de Steendam ⥋ Bray-Dunes Plage / Bray-Dunes Frontière | Coudekerque-Branche Impressionnistes / Coudekerque Branche Jardins de Steendam ⥋ Bray-Dunes Plage / Bray-Dunes Frontière | Coudekerque-Branche Impressionnistes / Coudekerque Branche Jardins de Steendam ⥋ Bray-Dunes Plage / Bray-Dunes Frontière |
| 3B    | Ouverture / Fermeture 1er janvier 2000 / 1er septembre 2013 | Longueur 22 km | Durée 60 min | Nb. d’arrêts 55 | Matériel Agora S GNV Citelis 12 GNV                                                                                      | Jours de fonctionnement L, Ma, Me, J, V, S, D                                                                            | Jour / Soir / Nuit / Fêtes O / O / — / O                                                                                 | Voy. / an — | Exploitant STDE |
| 3B    | Desserte : - Communes : Coudekerque-Branche – Dunkerque – Malo-les-Bains – Leffrinckoucke – Zuydcoote – Bray-Dunes - Arrêts desservis : Frontière, Grande Mare, Albert 1er, Résidence Aigue Marine, Bray-Dunes Mairie, Bray-Dunes Poste, Liberté, Bray-Dunes Plage, Le Domino, L'Ouest, Résistance Zuydcoote, Zuydcoote, Ferme Nord, Hôpital Maritime, Les Dunes, 12e D.I.M, Premier Mai, Mairie-Passerelle, Leffrinckoucke Gare, Avenue du Large, Manet, Gaspard Malo, Camping, Guérin, Parc des Sports, Britania, Choiseul, Avenue Mer/Kléber, Avenue Kléber, Turenne, Geeraert, Kursaal, Malo Plage, Fénelon, Saint-Jean-Baptiste, Glacis, Victoire, Hôtel de Ville, Jean Bart, République, Gare, Rue de Paris, Vauban, Saint-Charles, Jaurès, Delory, Place République, Boernhol, Weill, Berry, Ledru Rollin, Steendam, Impressionnistes, Jardins de Steendam. | | | | | | | | |
| 3B    | Autre : Passage en moyenne toutes les 60 minutes. | | | | | | | | |
| 3B    | Dernière actualisation : — | | | | | | | | |
| 5A    | Saint-Pol-sur-Mer Flamand ⥋ Coudekerque-Branche Jardins de Steendam | Saint-Pol-sur-Mer Flamand ⥋ Coudekerque-Branche Jardins de Steendam                                                      | Saint-Pol-sur-Mer Flamand ⥋ Coudekerque-Branche Jardins de Steendam                                                      | Saint-Pol-sur-Mer Flamand ⥋ Coudekerque-Branche Jardins de Steendam                                                      | Saint-Pol-sur-Mer Flamand ⥋ Coudekerque-Branche Jardins de Steendam                                                      | Saint-Pol-sur-Mer Flamand ⥋ Coudekerque-Branche Jardins de Steendam                                                      | Saint-Pol-sur-Mer Flamand ⥋ Coudekerque-Branche Jardins de Steendam                                                      | Saint-Pol-sur-Mer Flamand ⥋ Coudekerque-Branche Jardins de Steendam                                                      | Saint-Pol-sur-Mer Flamand ⥋ Coudekerque-Branche Jardins de Steendam                                                      |
| 5A    | Ouverture / Fermeture 1er janvier 2000 / 1er septembre 2015 | Longueur 12 km | Durée 30 min | Nb. d’arrêts 30 | Matériel Agora S GNV Citelis 12                                                                                          | Jours de fonctionnement L, Ma, Me, J, V, S, D                                                                            | Jour / Soir / Nuit / Fêtes O / O / N / O                                                                                 | Voy. / an — | Exploitant STDE |
| 5A    | Desserte : - Communes : Saint-Pol-sur-Mer – Dunkerque – Coudekerque-Branche - Arrêts desservis : Flamand, Sorbiers, Liberté, Blonde, Rigaud, Coubertin, Romain Rolland, Ployard, Faidherbe, Trystram, Sécurité Sociale, 11 Novembre, Gare, Rue de Paris, Vauban, Saint-Charles, Jaurès, Delory, Moulin, Arago, Sainte-Germaine, De la Salle, Lycée Fernand Léger, Impressionnistes, Steendam, Jardins de Steendam. | | | | | | | | |
| 5A    | Autre : Passage en moyenne toutes les 20 à 30 minutes. | | | | | | | | |
| 5A    | Dernière actualisation : — | | | | | | | | |
| 6     | Jean Bart ⥋ Grand Large | Jean Bart ⥋ Grand Large                                                                                                  | Jean Bart ⥋ Grand Large                                                                                                  | Jean Bart ⥋ Grand Large                                                                                                  | Jean Bart ⥋ Grand Large                                                                                                  | Jean Bart ⥋ Grand Large                                                                                                  | Jean Bart ⥋ Grand Large                                                                                                  | Jean Bart ⥋ Grand Large                                                                                                  | Jean Bart ⥋ Grand Large                                                                                                  |
| 6     | Ouverture / Fermeture 23 juin 1998 / 1er septembre 2012 | Longueur 4,5 km | Durée 15 min | Nb. d’arrêts 9 | Matériel — | Jours de fonctionnement L, Ma, Me, J, V, S, D                                                                            | Jour / Soir / Nuit / Fêtes O / O / N / O                                                                                 | Voy. / an — | Exploitant STDE |
| 6     | Desserte : - Communes : Dunkerque - Arrêts desservis : Jean Bart, Lamartine (vers Jean Bart uniquement), Hôtel CUD, Parking Freycinet 2, Université, L'Hermitte, Texel, Lycée Debeyre, Grand Large. | | | | | | | | |
| 6     | Autre : Passage en moyenne toutes les 25 minutes du lundi au samedi. Aucun service le dimanche. | | | | | | | | |
| 6     | Dernière actualisation : — | | | | | | | | |
| 8     | Malo Plage ⥋ Z.I Petite-Synthe | Malo Plage ⥋ Z.I Petite-Synthe                                                                                           | Malo Plage ⥋ Z.I Petite-Synthe                                                                                           | Malo Plage ⥋ Z.I Petite-Synthe                                                                                           | Malo Plage ⥋ Z.I Petite-Synthe                                                                                           | Malo Plage ⥋ Z.I Petite-Synthe                                                                                           | Malo Plage ⥋ Z.I Petite-Synthe                                                                                           | Malo Plage ⥋ Z.I Petite-Synthe                                                                                           | Malo Plage ⥋ Z.I Petite-Synthe                                                                                           |
| 8     | Ouverture / Fermeture 23 juin 1998 / 1er septembre 2012 | Longueur 4,5 km | Durée 15 min | Nb. d’arrêts 9 | Matériel — | Jours de fonctionnement L, Ma, Me, J, V, S                                                                               | Jour / Soir / Nuit / Fêtes O / O / N / N                                                                                 | Voy. / an — | Exploitant STDE |
| 8     | Desserte : - Communes : Malo-les-Bains – Dunkerque – Saint-Pol-sur-Mer – Petite-Synthe - Arrêts desservis : Gare, 11 Novembre (sens Dunkerque Gare), Sécurité Sociale, Trystram, Faidherbe, Ployard, Avenue de la Cité, Saint-Antoine, Bastille, Pitilion, Jean Zay, Nancy, Strasbourg, Bichat, Bienfaisance, I.M.E.D., Carrel, Avenue de la Gironde, A.F.P.A., Meunynck, Zone Industrielle, Pont Loby. | | | | | | | | |
| 8     | Autre : Passage en moyenne toutes les 30 minutes du lundi au samedi. Aucun service le dimanche. | | | | | | | | |
| 8     | Dernière actualisation : — | | | | | | | | |

### Réseau jusqu'au31 août 2018
L'ancien réseau était composé, du 4 avril 2016 au 31 août 2018, de dix lignes principales, de cinq lignes secondaires, d'une ligne inter-urbaine, de trois navettes, d'une navette saisonnière (Navette gratuite de Malo Plage) et des services spéciaux (Illico : Étoile, Handibus et Noctibus).

#### Lignes classiques
| Ligne | Caractéristiques | Caractéristiques | Caractéristiques | Caractéristiques | Caractéristiques | Caractéristiques | Caractéristiques | Caractéristiques | Caractéristiques |
| 1     | Avenue du Large ⥋ Grande-Synthe Russel | Avenue du Large ⥋ Grande-Synthe Russel                                                                                              | Avenue du Large ⥋ Grande-Synthe Russel                                                                                              | Avenue du Large ⥋ Grande-Synthe Russel                                                                                              | Avenue du Large ⥋ Grande-Synthe Russel                                                                                              | Avenue du Large ⥋ Grande-Synthe Russel                                                                                              | Avenue du Large ⥋ Grande-Synthe Russel                                                                                              | Avenue du Large ⥋ Grande-Synthe Russel                                                                                              | Avenue du Large ⥋ Grande-Synthe Russel                                                                                              |
| ----- | --- | --- | --- | --- | --- | --- | --- | --- | --- |
| 1     | Ouverture / Fermeture 23 juin 1998 / 31 août 2018 | Longueur 15,6 km | Durée 40-50 min | Nb. d’arrêts 47 | Matériel Agora S GNV Agora L GNV Citelis 12 Crealis Neo 12 Crealis Neo 18 Urbanway 12 GNV                                           | Jours de fonctionnement L, Ma, Me, J, V, S, D                                                                                       | Jour / Soir / Nuit / Fêtes O / O / — / O                                                                                            | Voy. / an — | Exploitant STDE |
| 1     | Desserte : - Communes : Rosendaël – Dunkerque – Saint-Pol-sur-Mer – Grande-Synthe - Principaux lieux desservis : Mairie de Rosendaël, Centre Hospitalier de Dunkerque (C.H.D.), Stade Marcel Tribut, P+R Stade Tribut, Lycée Jean Bart, Institution Notre-Dame, Place Jean Bart, Centre Commercial Marine, Centre-ville de Dunkerque, Gare de Dunkerque, CPAM des Flandres, Maison de la Vie Associative de Dunkerque, Église Saint-Nicolas, Stade André Calcoën, Parc Commercial du Basroch, Mairie de Grande-Synthe, Jardin Public de Grande-Synthe, Polyclinique de Grande-Synthe. - Arrêts non accessibles aux personnes à mobilité réduite : Leffrinckoucke Gare, Salengro, Verdun, Lieutenant, Canis, Churchill, Pompiers, République (direction Avenue du Large), Gare, Sécurité Sociale, Trystram, La Villette, Av. de la Cité, Pont Ghesquière, Rue Deschamps, Concorde, Av. Desmidt, Artois, Daudet, Chopin, Jardin Public, Russel. | | | | | | | | |
| 1     | Autre : - Amplitude horaire et fréquence : - Du lundi au vendredi en période scolaire : de 5 h 10 à 21 h 40 avec un passage toutes les 20 minutes en moyenne. - Samedis et vacances scolaires : de 5 h 10 à 21 h 40 avec un passage toutes les 20 à 25 minutes en moyenne. - Dimanches et jours fériés : de 6 h 10 à 21 h 10 avec un passage toutes les 60 minutes en moyenne. - Particularités : - Le dernier départ depuis Avenue du Large et depuis Grande-Synthe Russel du lundi au samedi toute l'année ont pour terminus Gare et permettent une correspondance avec les circuits urbains Est, Ouest et Sud. | | | | | | | | |
| 1     | Dernière actualisation : — | | | | | | | | |
| 1A    | Avenue du Large ⥋ Grande-Synthe Russel | Avenue du Large ⥋ Grande-Synthe Russel                                                                                              | Avenue du Large ⥋ Grande-Synthe Russel                                                                                              | Avenue du Large ⥋ Grande-Synthe Russel                                                                                              | Avenue du Large ⥋ Grande-Synthe Russel                                                                                              | Avenue du Large ⥋ Grande-Synthe Russel                                                                                              | Avenue du Large ⥋ Grande-Synthe Russel                                                                                              | Avenue du Large ⥋ Grande-Synthe Russel                                                                                              | Avenue du Large ⥋ Grande-Synthe Russel                                                                                              |
| 1A    | Ouverture / Fermeture 23 juin 1998 / 31 août 2018 | Longueur 15,2 km | Durée 45 min | Nb. d’arrêts 43 | Matériel Agora S GNV Agora L GNV Citelis 12 Crealis Neo 12 Crealis Neo 18 Urbanway 12 GNV                                           | Jours de fonctionnement L, Ma, Me, J, V, S, D                                                                                       | Jour / Soir / Nuit / Fêtes O / O / — / O                                                                                            | Voy. / an — | Exploitant STDE |
| 1A    | Desserte : - Communes : Rosendaël – Dunkerque – Saint-Pol-sur-Mer – Petite-Synthe – Grande-Synthe - Principaux lieux desservis : Mairie de Rosendaël, Centre Hospitalier de Dunkerque (C.H.D.), Stade Marcel Tribut, P+R Stade Tribut, Lycée Jean Bart, Institution Notre-Dame, Place Jean Bart, Centre Commercial Marine, Centre-ville de Dunkerque, Gare de Dunkerque, CPAM des Flandres, Maison de la Vie Associative de Dunkerque, Collège Lucie Aubrac, Lycée de l'Europe, Fort de Petite-Synthe, Église Saint-Nicolas, Stade André Calcoën, Parc Commercial du Basroch, Lycée des Plaines du Nord, Mairie de Grande-Synthe, Lycée du Noordover. - Branche ligne 1A : - À Petite-Synthe : Banc Vert, Cahors, Lycée de l'Europe (9), Bastille (8A, 8B), Pitillion (8A), Jean Zay (8A), Nancy (8A) - À Grande-Synthe entre Artois et Clemenceau : Plaines du Nord - À Grande-Synthe entre Maison Communale et Russel : Lycée Noordover (9), Porte du Soleil (9), BD. des Fédérés (9). - Arrêts non accessibles aux personnes à mobilité réduite : Leffrinckoucke Gare, Salengro, Verdun, Lieutenant, Canis, Churchill, Pompiers, République (direction Avenue du Large), Gare, Sécurité Sociale, Trystram, La Villette, Lycée de l'Europe (direction Russel), Bastille, Pitillion, Jean Zay, Nancy, Avenue Desmidt (direction Russel), Artois, Russel. | | | | | | | | |
| 1A    | Autre : - Amplitude horaire et fréquence : - Du lundi au vendredi en période scolaire : de 5 h 40 à 21 h 40 avec un passage toutes les 20 minutes en moyenne. - Samedis et vacances scolaires : de 5 h 40 à 21 h 40 avec un passage toutes les 20 à 25 minutes en moyenne. - Dimanches et Jours fériés : de 6 h 30 à 20 h 40 avec un passage toutes les 60 minutes. - Particularités : - Le dernier départ de Russel du lundi au samedi toute l'année a pour terminus Gare et permet une correspondance avec les circuits urbains Est, Ouest et Sud. | | | | | | | | |
| 1A    | Dernière actualisation : — | | | | | | | | |
| 2     | Avenue du Large ⥋ Grande-Synthe Jardin Public | Avenue du Large ⥋ Grande-Synthe Jardin Public                                                                                       | Avenue du Large ⥋ Grande-Synthe Jardin Public                                                                                       | Avenue du Large ⥋ Grande-Synthe Jardin Public                                                                                       | Avenue du Large ⥋ Grande-Synthe Jardin Public                                                                                       | Avenue du Large ⥋ Grande-Synthe Jardin Public                                                                                       | Avenue du Large ⥋ Grande-Synthe Jardin Public                                                                                       | Avenue du Large ⥋ Grande-Synthe Jardin Public                                                                                       | Avenue du Large ⥋ Grande-Synthe Jardin Public                                                                                       |
| 2     | Ouverture / Fermeture 23 juin 1998 / 31 août 2018 | Longueur 15 km | Durée 40 min | Nb. d’arrêts 39 | Matériel Agora L GNV Crealis Neo 18 Urbanway 18 GNV                                                                                 | Jours de fonctionnement L, Ma, Me, J, V, S, D                                                                                       | Jour / Soir / Nuit / Fêtes O / O / — / O                                                                                            | Voy. / an — | Exploitant STDE |
| 2     | Desserte : - Communes : Malo-les-Bains – Dunkerque – Saint-Pol-sur-Mer – Grande-Synthe - Principaux lieux desservis : Parc du Vent, Collège Gaspard Malo, Lycée Angellier, Cimetière de Malo-les-Bains, Parc Ziegler, Collège Arthur Van Hecke, Chapelle Notre-Dame des Dunes, Colonne de la Victoire, Maison d'Arrêt de Dunkerque, Tour du Leughenaer, Hôtel de Ville de Dunkerque, Hôtel de Police, Port de Plaisance, Communauté Urbaine de Dunkerque (C.U.D.), Pôle Marine, Centre Commercial Marine, Gare de Dunkerque, CPAM des Flandres, Lycée Guynemer, Église de Saint-Pol-sur-Mer, Mairie de Saint-Pol-sur-Mer, Cimetière de Saint-Pol-sur-Mer, Centre Commercial Saint-Pol Jardins, Mairie de Grande-Synthe, Polyclinique de Grande-Synthe, Jardin Public de Grande-Synthe - Arrêts non accessibles aux personnes à mobilité réduite : Gare, Sécurité Sociale, Trystram (direction Jardin Public), Garnaerstraete, Jardin Public. | | | | | | | | |
| 2     | Autre : - Amplitude horaire et fréquence : - Du lundi au vendredi en période scolaire : de 5 h 40 à 21 h 50 avec un passage toutes les 20 minutes en moyenne. - Samedis et vacances scolaires : de 5 h 25 à 21 h 50 avec un passage toutes les 20 à 25 minutes en moyenne. - Dimanches et jours fériés : de 8 h 10 à 20 h 45 avec un passage toutes les 60 minutes en moyenne. | | | | | | | | |
| 2     | Dernière actualisation : — | | | | | | | | |
| 2A    | Avenue du Large ⥋ Fort-Mardyck Arcelor / Mardyck Route des Dunes | Avenue du Large ⥋ Fort-Mardyck Arcelor / Mardyck Route des Dunes                                                                    | Avenue du Large ⥋ Fort-Mardyck Arcelor / Mardyck Route des Dunes                                                                    | Avenue du Large ⥋ Fort-Mardyck Arcelor / Mardyck Route des Dunes                                                                    | Avenue du Large ⥋ Fort-Mardyck Arcelor / Mardyck Route des Dunes                                                                    | Avenue du Large ⥋ Fort-Mardyck Arcelor / Mardyck Route des Dunes                                                                    | Avenue du Large ⥋ Fort-Mardyck Arcelor / Mardyck Route des Dunes                                                                    | Avenue du Large ⥋ Fort-Mardyck Arcelor / Mardyck Route des Dunes                                                                    | Avenue du Large ⥋ Fort-Mardyck Arcelor / Mardyck Route des Dunes                                                                    |
| 2A    | Ouverture / Fermeture 23 juin 1998 / 31 août 2018 | Longueur 20 km | Durée 50 min | Nb. d’arrêts 42 | Matériel Agora L GNV Crealis Neo 18 Urbanway 18 GNV                                                                                 | Jours de fonctionnement L, Ma, Me, J, V, S, D                                                                                       | Jour / Soir / Nuit / Fêtes O / O / — / O                                                                                            | Voy. / an — | Exploitant STDE |
| 2A    | Desserte : - Communes : Malo-les-Bains – Dunkerque – Saint-Pol-sur-Mer – Fort-Mardyck – Mardyck - Principaux lieux desservis : Parc du Vent, Collège Gaspard Malo, Lycée Angellier, Cimetière de Malo-les-Bains, Parc Ziegler, Collège Arthur Van Hecke, Chapelle Notre-Dame des Dunes, Colonne de la Victoire, Maison d'Arrêt de Dunkerque, Tour du Leughenaer, Hôtel de Ville de Dunkerque, Hôtel de Police, Port de Plaisance, Communauté Urbaine de Dunkerque (C.U.D.), Pôle Marine, Centre Commercial Marine, Gare de Dunkerque, CPAM des Flandres, Lycée Guynemer, Église de Saint-Pol-sur-Mer, Mairie de Saint-Pol-sur-Mer, Cimetière de Saint-Pol-sur-Mer, Collège Jean Deconinck, Parc Jacobsen, Mairie de Fort-Mardyck, Arcelor Mittal Dunkerque, Port autonome de Dunkerque (P.A.D.), Raffineries de Dunkerque, Industries portuaires, Mairie de Mardyck, Polimeri Europa. - Arrêts non accessibles aux personnes à mobilité réduite : Gare, Sécurité Sociale, Trystram (direction Arcelor), Progrès (direction Avenue du Large), Triangle (direction Arcelor), Contour d'Aval, Arcelor, Gare Routière Arcelor, Air Liquide, Raffinerie CFR, Appont Pétrolier, Lafarge, CMP Stocknord, Rue du Nord. | | | | | | | | |
| 2A    | Autre : - Amplitude horaire et fréquence : - Du lundi au vendredi en période scolaire : de 5 h 10 à 21 h 50 avec un passage toutes les 20 minutes en moyenne. - Samedis et vacances scolaires : de 5 h 10 à 21 h 50 avec un passage toutes les 25 minutes en moyenne. - Dimanches et jours fériés : de 5 h 50 à 22 h 10 avec un passage toutes les 60 minutes en moyenne. - Particularités : - Le dernier départ d'Arcelor, du lundi au samedi toute l'année, a pour terminus Gare et permet une correspondance avec les circuits urbains Est, Ouest et Sud. - La desserte de Mardyck Route des Dunes n'est effectuée que quelques fois dans la journée du lundi au samedi toute l'année. | | | | | | | | |
| 2A    | Dernière actualisation : — | | | | | | | | |
| 2B    | Gare d'Adinkerque / Bray-Dunes Frontière ⥋ Grande-Synthe Jardin Public / Fort-Mardyck Arcelor | Gare d'Adinkerque / Bray-Dunes Frontière ⥋ Grande-Synthe Jardin Public / Fort-Mardyck Arcelor                                       | Gare d'Adinkerque / Bray-Dunes Frontière ⥋ Grande-Synthe Jardin Public / Fort-Mardyck Arcelor                                       | Gare d'Adinkerque / Bray-Dunes Frontière ⥋ Grande-Synthe Jardin Public / Fort-Mardyck Arcelor                                       | Gare d'Adinkerque / Bray-Dunes Frontière ⥋ Grande-Synthe Jardin Public / Fort-Mardyck Arcelor                                       | Gare d'Adinkerque / Bray-Dunes Frontière ⥋ Grande-Synthe Jardin Public / Fort-Mardyck Arcelor                                       | Gare d'Adinkerque / Bray-Dunes Frontière ⥋ Grande-Synthe Jardin Public / Fort-Mardyck Arcelor                                       | Gare d'Adinkerque / Bray-Dunes Frontière ⥋ Grande-Synthe Jardin Public / Fort-Mardyck Arcelor                                       | Gare d'Adinkerque / Bray-Dunes Frontière ⥋ Grande-Synthe Jardin Public / Fort-Mardyck Arcelor                                       |
| 2B    | Ouverture / Fermeture 23 juin 1998 / 31 août 2018 | Longueur 32,5 km | Durée 60-70 min | Nb. d’arrêts 65 | Matériel Agora L GNV Crealis Neo 18 Urbanway 18 GNV                                                                                 | Jours de fonctionnement L, Ma, Me, J, V, S, D                                                                                       | Jour / Soir / Nuit / Fêtes O / O / — / O                                                                                            | Voy. / an — | Exploitant STDE |
| 2B    | Desserte : - Communes : La Panne – Bray-Dunes – Zuydcoote – Leffrinckoucke – Malo-les-Bains – Dunkerque – Saint-Pol-sur-Mer – Grande-Synthe – Fort-Mardyck - Principaux lieux desservis : Gare de La Panne, Plopsaland De Panne, Église de Bray-Dunes, Mairie de Bray-Dunes, Médiathèque de Bray-Dunes, Fa-mi-la (cinéma), Mairie de Zuydcoote, Hôpital Maritime Vancauwenberghe, Ferme Nord, Usine des Dunes Ascométal, Fort des Dunes, Mairie de Leffrinckoucke,Parc du Vent, Collège Gaspard Malo, Lycée Angellier, Cimetière de Malo-les-Bains, Parc Ziegler, Collège Arthur Van Hecke, Chapelle Notre-Dame des Dunes, Colonne de la Victoire, Maison d'Arrêt de Dunkerque, Tour du Leughenaer, Hôtel de Ville de Dunkerque, Hôtel de Police, Port de Plaisance, Communauté Urbaine de Dunkerque (C.U.D.), Pôle Marine, Centre Commercial Marine, Gare de Dunkerque, CPAM des Flandres, Lycée Guynemer, Église de Saint-Pol-sur-Mer, Mairie de Saint-Pol-sur-Mer, Cimetière de Saint-Pol-sur-Mer, Collège Jean Deconinck, Parc Jacobsen, Mairie de Fort-Mardyck, Arcelor Mittal Dunkerque, Mairie de Grande-Synthe, Polyclinique de Grande-Synthe, Jardin Public de Grande-Synthe. - Arrêts non accessibles aux personnes à mobilité réduite : Gare d'Adinkerque, Duinhoek, Tropiflora, Bray-Dunes Mairie, Bray-Dunes Poste (direction Gare d'Adinkerque), Premier Mai, Mairie - Passerelle, Avenue du Large (direction Gare d'Adinkerque), Gare, Sécurité Sociale, Trystram (direction Jardin Public/Arcelor), Garnaerstraete, Jardin Public, Progrès (direction Gare d'Adinkerque), Triangle (direction Arcelor), Contour d'Aval, Arcelor. | | | | | | | | |
| 2B    | Autre : - Amplitude horaire et fréquence : - Du lundi au vendredi en période scolaire : de 5 h 10 à 21 h 50 avec un passage toutes les 20 à 30 minutes en moyenne. - Samedis et vacances scolaires : de 5 h 10 à 21 h 50 avec un passage toutes les 20 à 30 minutes en moyenne. - Dimanches et jours fériés : de 7 h 45 à 22 h 10 avec un passage toutes les 60 minutes en moyenne. - Particularités : - Du lundi au samedi toute l'année, en moyenne un bus sur deux a pour terminus Bray-Dunes Frontière. - Les dimanches et jours fériés tous les bus ont pour origine/destination Arcelor. - L'arrêt Hôpital Maritime n'est desservi que par les bus ayant pour terminus Bray-Dunes Frontière du lundi au samedi toute l'année mais est desservi par tous les bus les dimanches et jours fériés. - Le dernier départ de Gare d'Adinkerque du lundi au samedi toute l'année a pour terminus Gare et permet une correspondance avec les circuits urbains Est, Ouest et Sud. | | | | | | | | |
| 2B    | Dernière actualisation : — | | | | | | | | |
| 3     | Leffrinckoucke Plage ⥋ Coudekerque-Branche Impressionnistes / Coudekerque-Branche Jardins de Steendam / Coudekerque-Branche Schryve | Leffrinckoucke Plage ⥋ Coudekerque-Branche Impressionnistes / Coudekerque-Branche Jardins de Steendam / Coudekerque-Branche Schryve | Leffrinckoucke Plage ⥋ Coudekerque-Branche Impressionnistes / Coudekerque-Branche Jardins de Steendam / Coudekerque-Branche Schryve | Leffrinckoucke Plage ⥋ Coudekerque-Branche Impressionnistes / Coudekerque-Branche Jardins de Steendam / Coudekerque-Branche Schryve | Leffrinckoucke Plage ⥋ Coudekerque-Branche Impressionnistes / Coudekerque-Branche Jardins de Steendam / Coudekerque-Branche Schryve | Leffrinckoucke Plage ⥋ Coudekerque-Branche Impressionnistes / Coudekerque-Branche Jardins de Steendam / Coudekerque-Branche Schryve | Leffrinckoucke Plage ⥋ Coudekerque-Branche Impressionnistes / Coudekerque-Branche Jardins de Steendam / Coudekerque-Branche Schryve | Leffrinckoucke Plage ⥋ Coudekerque-Branche Impressionnistes / Coudekerque-Branche Jardins de Steendam / Coudekerque-Branche Schryve | Leffrinckoucke Plage ⥋ Coudekerque-Branche Impressionnistes / Coudekerque-Branche Jardins de Steendam / Coudekerque-Branche Schryve |
| 3     | Ouverture / Fermeture 23 juin 1998 / 31 août 2018 | Longueur 13,7 km | Durée 40-45 min | Nb. d’arrêts 40 | Matériel Agora S GNV Citelis 12 Crealis Neo 12 Urbanway 12 GNV                                                                      | Jours de fonctionnement L, Ma, Me, J, V, S, D                                                                                       | Jour / Soir / Nuit / Fêtes O / O / — / O                                                                                            | Voy. / an — | Exploitant STDE |
| 3     | Desserte : - Communes : Leffrinckoucke – Malo-les-Bains – Dunkerque – Coudekerque-Branche - Principaux lieux desservis : Plage de Leffrinckoucke, Parc du Vent, Collège Gaspard Malo, Camping de la Licorne, Complexe Sportif de la Licorne, Centre Commercial du Méridien, Place Turenne, Église Notre-Dame du Sacré-Cœur de Malo-les-Bains, Parc Malo, Kursaal - Palais des Congrès, Casino de Dunkerque, Plage de Malo-les-Bains, Piscine Paul Asseman, Patinoire de Dunkerque, Collège Fénelon, Église Saint-Jean-Baptiste, Collège Arthur Van Hecke, Lycée Jean Bart, Église Saint-Éloi, Beffroi de Dunkerque, Place Jean Bart, Centre Commercial Marine, Centre-ville de Dunkerque, Gare de Dunkerque, CAF du Nord, Église Saint-Martin, Direction Régionale des Douanes, Stade du Fort Louis, Mairie de Coudekerque-Branche, Espace Jean Vilar, Centre Commercial Cora, Collège Boris Vian. - Arrêts non accessilbes aux personnes à mobilité réduite : Schweitzer, République (direction Leffrinckoucke Plage), Gare, Jaurès, Delory, Schryve. | | | | | | | | |
| 3     | Autre : - Amplitude horaire et fréquence : - Du lundi au samedi toute l'année : de 6 h 0 à 21 h 40 avec un passage toutes les 15 minutes en moyenne. - Dimanches et jours fériés : de 7 h 30 à 22 h 0 avec un passage toutes les 20 minutes en moyenne. - Particularités : - Du lundi au samedi toute l'année, en soirée, certains bus ont pour terminus Avenue du Large. - L'arrêt Schryve n'est desservi que quelques fois dans la journée, du lundi au samedi toute l'année et n'est jamais desservi le dimanche. - Le dernier départ depuis Avenue du Large et le dernier départ d'Impressionnistes ont pour terminus Gare et permettent une correspondance avec les circuits urbains Est, Ouest et Sud. | | | | | | | | |
| 3     | Dernière actualisation : — | | | | | | | | |
| 3A    | Leffrinckoucke Plage ⥋ Coudekerque-Village Bois des Forts | Leffrinckoucke Plage ⥋ Coudekerque-Village Bois des Forts                                                                           | Leffrinckoucke Plage ⥋ Coudekerque-Village Bois des Forts                                                                           | Leffrinckoucke Plage ⥋ Coudekerque-Village Bois des Forts                                                                           | Leffrinckoucke Plage ⥋ Coudekerque-Village Bois des Forts                                                                           | Leffrinckoucke Plage ⥋ Coudekerque-Village Bois des Forts                                                                           | Leffrinckoucke Plage ⥋ Coudekerque-Village Bois des Forts                                                                           | Leffrinckoucke Plage ⥋ Coudekerque-Village Bois des Forts                                                                           | Leffrinckoucke Plage ⥋ Coudekerque-Village Bois des Forts                                                                           |
| 3A    | Ouverture / Fermeture 1er janvier 2000 / 31 août 2018 | Longueur 15,5 km | Durée 35 min | Nb. d’arrêts 41 | Matériel Agora S GNV Citelis 12 Crealis Neo 12 Urbanway 12 GNV                                                                      | Jours de fonctionnement L, Ma, Me, J, V, S, D                                                                                       | Jour / Soir / Nuit / Fêtes O / O / — / O                                                                                            | Voy. / an — | Exploitant STDE |
| 3A    | Desserte : - Communes : Leffrinckoucke – Malo-les-Bains – Dunkerque – Coudekerque-Branche – Coudekerque-Village - Principaux lieux desservis : Plage de Leffrinckoucke, Parc du Vent, Collège Gaspard Malo, Camping de la Licorne, Complexe Sportif de la Licorne, Centre Commercial du Méridien, Place Turenne, Église Notre-Dame du Sacré-Cœur de Malo-les-Bains, Parc Malo, Kursaal - Palais des Congrès, Casino de Dunkerque, Plage de Malo-les-Bains, Piscine Paul Asseman, Patinoire de Dunkerque, Collège Fénelon, Église Saint-Jean-Baptiste, Collège Arthur Van Hecke, Lycée Jean Bart, Église Saint-Éloi, Beffroi de Dunkerque, Place Jean Bart, Centre Commercial Marine, Centre-ville de Dunkerque, Gare de Dunkerque, CAF du Nord, Église Saint-Martin, Direction Régionale des Douanes, Stade du Fort Louis, Mairie de Coudekerque-Branche, Espace Jean Vilar, Centre Commercial Cora, Stade Auguste Delaune, Parc d'agglomération du Fort Louis, Clinique des Flandres, Mairie de Coudekerque-Village, Bois des Forts. - Arrêts non accessibles aux personnes à mobilité réduite : Schweitzer, République (direction Leffrinckoucke Plage), Gare, Jaurès, Delory, Rond-Point des Cyclos, Pont au Coq. | | | | | | | | |
| 3A    | Autre : - Amplitude horaire et fréquence : - Du lundi au samedi toute l'année : Un seul départ est effectué depuis Leffrinckoucke Plage à 18 h 51 pour une arrivée à 19 h 32. - Dimanches et jours fériés : 4 allers-retours sont effectués dans la journée (8h-9h, 11h-12h, 13h-14h, 18h-19h) et 1 trajet Leffrinckoucke → Bois des Forts à 19 h 42 pour une arrivée à 20 h 18. | | | | | | | | |
| 3A    | Dernière actualisation : — | | | | | | | | |
| 4     | Cappelle-la-Grande Croizat ⥋ Téteghem Vandermeersch / Leffrinckoucke-Village / Place d'Uxem | Cappelle-la-Grande Croizat ⥋ Téteghem Vandermeersch / Leffrinckoucke-Village / Place d'Uxem                                         | Cappelle-la-Grande Croizat ⥋ Téteghem Vandermeersch / Leffrinckoucke-Village / Place d'Uxem                                         | Cappelle-la-Grande Croizat ⥋ Téteghem Vandermeersch / Leffrinckoucke-Village / Place d'Uxem                                         | Cappelle-la-Grande Croizat ⥋ Téteghem Vandermeersch / Leffrinckoucke-Village / Place d'Uxem                                         | Cappelle-la-Grande Croizat ⥋ Téteghem Vandermeersch / Leffrinckoucke-Village / Place d'Uxem                                         | Cappelle-la-Grande Croizat ⥋ Téteghem Vandermeersch / Leffrinckoucke-Village / Place d'Uxem                                         | Cappelle-la-Grande Croizat ⥋ Téteghem Vandermeersch / Leffrinckoucke-Village / Place d'Uxem                                         | Cappelle-la-Grande Croizat ⥋ Téteghem Vandermeersch / Leffrinckoucke-Village / Place d'Uxem                                         |
| 4     | Ouverture / Fermeture 23 juin 1998 / 31 août 2018 | Longueur 24 km | Durée 60 min | Nb. d’arrêts 54 | Matériel Agora S GNV Citelis 12 Crealis Neo 12 Urbanway 12 GNV                                                                      | Jours de fonctionnement L, Ma, Me, J, V, S, D                                                                                       | Jour / Soir / Nuit / Fêtes O / O / — / O                                                                                            | Voy. / an — | Exploitant STDE |
| 4     | Desserte : - Communes : Cappelle-la-Grande – Coudekerque-Branche – Dunkerque – Téteghem – Leffrinckoucke-Village – Uxem - Principaux lieux desservis : Mairie de Cappelle-la-Grande, Paroisse Saint-Joseph, Collège Maxence Van Der Meersch, Usine Lesieur, Mairie annexe de Coudekerque-Branche, Église du Sacré-Cœur, Quartier du Jeu de Mail, CPAM des Flandres, Gare de Dunkerque, Place Jean Bart, Centre Commercial Marine, Centre-ville, Institution Notre-Dame des Dunes, Les 4 écluses, Cimetière de Dunkerque, Collège du Westhoek, Z.A. des Cèdres, Mairie de Téteghem, Parc du Canal des Moëres, Mairie d'Uxem. - Branche ligne 4: : Quatre Écluses (5), Cimetière, Corderies, Walcker (5), Peupliers (5), Hoche (5, 7, 9), Westhoek (9), Rue de Lille (9), La Branche, Degroote. - Arrêts non accessibles aux personnes à mobilité réduite : Les Jardins, Kromenhouck, Filature, Lesieur, Gaz, Mairie Annexe, Sécurité Sociale, Gare, République (direction Téteghem, Uxem et Leff. Village), Fleurs des Champs, Picasso (direction Croizat), Vandermeersch, Route de Coudekerque, Route d'Uxem, Place d'Uxem, Tlegerveld, Sainte-Catherine, Leffrinckoucke Village. | | | | | | | | |
| 4     | Autre : - Amplitude horaire et fréquence : - Du lundi au samedi toute l'année : de 6 h 0 à 22 h 5 avec un passage toutes les 40 minutes en moyenne. - Dimanches et jours fériés : de 7 h 50 à 19 h 20 avec un passage toutes les 2 heures en moyenne. - Particularités : - Lorsque le terminus est Place d'Uxem, le bus dessert d'abord Leffrinckoucke Village puis Place d'Uxem. - Lorsque le terminus est Leffrinckoucke Village, le bus dessert d'abord Place d'Uxem puis Leffrinckoucke Village. - La desserte de Leffrinckoucke Village et de Place d'Uxem ne s'effectue qu'à certaines heures et n'est jamais effectuée le dimanche. - L'arrêt Les Jardins n'est desservi qu'à certaines heures du lundi au samedi et n'est jamais desservi le dimanche. | | | | | | | | |
| 4     | Dernière actualisation : — | | | | | | | | |
| 4A    | Cappelle-la-Grande ⥋ Téteghem Vandermeersch / Leffrinckoucke-Village / Place d'Uxem | Cappelle-la-Grande ⥋ Téteghem Vandermeersch / Leffrinckoucke-Village / Place d'Uxem                                                 | Cappelle-la-Grande ⥋ Téteghem Vandermeersch / Leffrinckoucke-Village / Place d'Uxem                                                 | Cappelle-la-Grande ⥋ Téteghem Vandermeersch / Leffrinckoucke-Village / Place d'Uxem                                                 | Cappelle-la-Grande ⥋ Téteghem Vandermeersch / Leffrinckoucke-Village / Place d'Uxem                                                 | Cappelle-la-Grande ⥋ Téteghem Vandermeersch / Leffrinckoucke-Village / Place d'Uxem                                                 | Cappelle-la-Grande ⥋ Téteghem Vandermeersch / Leffrinckoucke-Village / Place d'Uxem                                                 | Cappelle-la-Grande ⥋ Téteghem Vandermeersch / Leffrinckoucke-Village / Place d'Uxem                                                 | Cappelle-la-Grande ⥋ Téteghem Vandermeersch / Leffrinckoucke-Village / Place d'Uxem                                                 |
| 4A    | Ouverture / Fermeture 23 juin 1998 / 31 août 2018 | Longueur 23,4 km | Durée 60 min | Nb. d’arrêts 50 | Matériel Agora S GNV Citelis 12 Crealis Neo 12 Urbanway 12 GNV                                                                      | Jours de fonctionnement L, Ma, Me, J, V, S, D                                                                                       | Jour / Soir / Nuit / Fêtes O / O / — / O                                                                                            | Voy. / an — | Exploitant STDE |
| 4A    | Desserte : - Communes : Cappelle-la-Grande – Coudekerque-Branche – Dunkerque – Rosendaël – Téteghem – Leffrinckoucke-Village – Uxem - Principaux lieux desservis : Mairie de Cappelle-la-Grande, Paroisse Saint-Joseph, Collège Maxence Van Der Meersch, Usine Lesieur, Mairie annexe de Coudekerque-Branche, Église du Sacré-Cœur, Quartier du Jeu de Mail, CPAM des Flandres, Gare de Dunkerque, Place Jean Bart, Centre Commercial Marine, Centre-ville, Institution Notre-Dame des Dunes, Stade Marcel Tribut, P+R Stade Tribut, Lycée Jean Bart, Centre Hospitalier de Dunkerque (C.H.D.), Mairie de Rosendaël, Collège Paul Machy, Z.A. des Cèdres, Mairie de Téteghem, Parc du Canal des Moëres, Mairie d'Uxem. - Branche ligne 4A : - À Dunkerque : Pompiers (1, 1A, 7, A), Stade (1, 1A, 7, A), Carton Lurat (1, 1A), Hôpital (1, 1A, 9), Churchill (1, 1A, 9), Résistance (1, 1A), Paul Machy - À Cappelle-la-Grande : Planétarium (8A) - Arrêts non accessibles aux personnes à mobilité réduite : Les Jardins, Kromenhouck, Filature, Lesieur, Gaz, Mairie Annexe, Sécurité Sociale, Gare, République (direction Téteghem, Leff. Village et Uxem), Pompiers, Churchill, Fleurs des Champs, Picasso, Vandermeersch, Route de Coudekerque, Route d'Uxem, Place d'Uxem, Tlegerveld, Sainte-Catherine, Leffrinckoucke Village. | | | | | | | | |
| 4A    | Autre : - Amplitude horaire et fréquence : - Du lundi au samedi toute l'année : de 6 h 55 à 20 h 0 avec un passage toutes les 40 minutes en moyenne. - Dimanches et jours fériés : de 7 h 50 à 20 h 15 avec un passage toutes 2 heures en moyenne. - Particularités : - Lorsque le terminus est Place d'Uxem, le bus dessert d'abord Leffrinckoucke Village puis Place d'Uxem. - Lorsque le terminus est Leffrinckoucke Village, le bus dessert d'abord Place d'Uxem puis Leffrinckoucke Village. - La desserte de Leffrinckoucke Village et de Place d'Uxem ne s'effectue qu'à certaines heures et n'est jamais effectuée le dimanche. - L'arrêt Les Jardins n'est desservi qu'à certaines heures du lundi au samedi et n'est jamais desservi le dimanche. | | | | | | | | |
| 4A    | Dernière actualisation : — | | | | | | | | |
| 5     | Saint-Pol-sur-Mer Flamand ⥋ Coudekerque-Branche Jardins de Steendam | Saint-Pol-sur-Mer Flamand ⥋ Coudekerque-Branche Jardins de Steendam                                                                 | Saint-Pol-sur-Mer Flamand ⥋ Coudekerque-Branche Jardins de Steendam                                                                 | Saint-Pol-sur-Mer Flamand ⥋ Coudekerque-Branche Jardins de Steendam                                                                 | Saint-Pol-sur-Mer Flamand ⥋ Coudekerque-Branche Jardins de Steendam                                                                 | Saint-Pol-sur-Mer Flamand ⥋ Coudekerque-Branche Jardins de Steendam                                                                 | Saint-Pol-sur-Mer Flamand ⥋ Coudekerque-Branche Jardins de Steendam                                                                 | Saint-Pol-sur-Mer Flamand ⥋ Coudekerque-Branche Jardins de Steendam                                                                 | Saint-Pol-sur-Mer Flamand ⥋ Coudekerque-Branche Jardins de Steendam                                                                 |
| 5     | Ouverture / Fermeture 23 juin 1998 / 31 août 2018 | Longueur 11,4 km | Durée 30 min | Nb. d’arrêts 29 | Matériel Agora S GNV Citelis 12 Crealis Neo 12 Urbanway 12 GNV                                                                      | Jours de fonctionnement L, Ma, Me, J, V, S, D                                                                                       | Jour / Soir / Nuit / Fêtes O / O / — / O                                                                                            | Voy. / an — | Exploitant STDE |
| 5     | Desserte : - Communes : Saint-Pol-sur-Mer – Dunkerque – Coudekerque-Branche - Principaux lieux desservis : Cimetière de Saint-Pol-sur-Mer, Lycée Professionnel de l'Île Jeanty, CPAM des Flandres, Gare de Dunkerque, Place Jean Bart, Centre Commercial Marine, Centre-ville, Les 4 Écluses, Église Sainte-Germaine. - Arrêts non accessibles aux personnes à mobilité réduite : République (direction Jardins de Steendam), Gare, Sécurité Sociale, Pierre Curie, Espérance (direction Flamand), Rigaud, Coubertin, Sorbiers. | | | | | | | | |
| 5     | Autre : - Amplitude horaire et fréquence : - Du lundi au samedi toute l'année : de 6 h 45 à 21 h 40 avec un passage toutes les 30 minutes - Dimanches et jours fériés : de 8 h 0 à 20 h 15 avec un passage toutes les 30 minutes - Particularités : - Les arrêts Rigaud et Coubertin sont desservis par un bus sur deux. - Les arrêts Espérance et Pierre Curie sont desservis par un bus sur deux. | | | | | | | | |
| 5     | Dernière actualisation : — | | | | | | | | |
| 5A    | Saint-Pol-sur-Mer Flamand ⥋ Dunkerque Gare | Saint-Pol-sur-Mer Flamand ⥋ Dunkerque Gare                                                                                          | Saint-Pol-sur-Mer Flamand ⥋ Dunkerque Gare                                                                                          | Saint-Pol-sur-Mer Flamand ⥋ Dunkerque Gare                                                                                          | Saint-Pol-sur-Mer Flamand ⥋ Dunkerque Gare                                                                                          | Saint-Pol-sur-Mer Flamand ⥋ Dunkerque Gare                                                                                          | Saint-Pol-sur-Mer Flamand ⥋ Dunkerque Gare                                                                                          | Saint-Pol-sur-Mer Flamand ⥋ Dunkerque Gare                                                                                          | Saint-Pol-sur-Mer Flamand ⥋ Dunkerque Gare                                                                                          |
| 5A    | Ouverture / Fermeture 2 novembre 2015 / 31 août 2018 | Longueur 6 km | Durée 12 min | Nb. d’arrêts 13 | Matériel Agora S GNV Citelis 12 Crealis Neo 12 Urbanway 12 GNV                                                                      | Jours de fonctionnement L, Ma, Me, J, V, S                                                                                          | Jour / Soir / Nuit / Fêtes O / O / N / N                                                                                            | Voy. / an — | Exploitant STDE |
| 5A    | Desserte : - Communes : Saint-Pol-sur-Mer – Dunkerque - Principaux lieux desservis : Cimetière de Saint-Pol-sur-Mer, Collège Robespierre, Parc Prigent, Lycée professionnel Georges Guynemer, CPAM des Flandres, Gare de Dunkerque. - Arrêts non accessibles aux personnes à mobilité réduite : Gare, Sécurité Sociale, Trystram (direction Flamand), Romain Rolland (direction Gare), Coubertin, Rigaud, Sorbiers. | | | | | | | | |
| 5A    | Autre : - Amplitude horaire et fréquence : - Du lundi au samedi toute l'année : 5 départs de Gare à 10 h 14, 11 h 14, 12 h 6, 15 h 14 et 16 h 14 (arrivée à Fla.mand : 10 h 26, 11 h 26, 12 h 20, 15 h 26, 16 h 26) et 4 départs de Flamand à 9 h 37, 10 h 37, 14 h 37 et 15 h 37 (arrivée à Gare : 9 h 52, 10 h 52, 14 h 52 et 15 h 52) | | | | | | | | |
| 5A    | Dernière actualisation : — | | | | | | | | |
| 7     | CGM / Mardyck Route des Dunes ⥋ Coudekerque-Village Bois des Forts | CGM / Mardyck Route des Dunes ⥋ Coudekerque-Village Bois des Forts                                                                  | CGM / Mardyck Route des Dunes ⥋ Coudekerque-Village Bois des Forts                                                                  | CGM / Mardyck Route des Dunes ⥋ Coudekerque-Village Bois des Forts                                                                  | CGM / Mardyck Route des Dunes ⥋ Coudekerque-Village Bois des Forts                                                                  | CGM / Mardyck Route des Dunes ⥋ Coudekerque-Village Bois des Forts                                                                  | CGM / Mardyck Route des Dunes ⥋ Coudekerque-Village Bois des Forts                                                                  | CGM / Mardyck Route des Dunes ⥋ Coudekerque-Village Bois des Forts                                                                  | CGM / Mardyck Route des Dunes ⥋ Coudekerque-Village Bois des Forts                                                                  |
| 7     | Ouverture / Fermeture 23 juin 1998 / 31 août 2018 | Longueur 35 km | Durée 75 min | Nb. d’arrêts 47 | Matériel R312 Agora S GNV Citelis 12 Crealis Neo 12 Urbanway 12 GNV                                                                 | Jours de fonctionnement L, Ma, Me, J, V, S, D                                                                                       | Jour / Soir / Nuit / Fêtes O / O / — / O                                                                                            | Voy. / an — | Exploitant STDE |
| 7     | Desserte : - Communes : Loon-Plage – Mardyck – Grande-Synthe – Fort-Mardyck – Dunkerque – Coudekerque-Branche – Coudekerque-Village - Principaux lieux desseris : Terminal Conteneurs, Car Ferry, Polimeri Europa, Mairie de Mardyck, Le Puythouck, Centre Commercial du Puythouck, Jardin Public de Grande-Synthe, Mairie de Grande-Synthe, Collège Jules Verne, Mairie de Fort-Mardyck, Société des Raffineries Dunkerquoises (S.R.D.), Port Maritime de Dunkerque, P+R Môle 1, Halle aux Sucres, Gare de Dunkerque, Place Jean Bart, Centre Commercial Marine, Centre-ville, Lycée Jean Bart, Stade Marcel Tribut, P+R Stade Tribut, Clinique Villette, Collège du Westhoek, Collège Boris Vian, Centre Commercial Cora, Stade Auguste Delaune, Parc d'agglomération du Fort Louis, Clinique des Flandres, Mairie de Coudekerque-Village, Bois des Forts. - Arrêts non accessibles aux personnes à mobilité réduite : CGM, Plateforme Multimodale, Petit Denna, Rue du Nord, Port Fluvial, Centre Commercial Puythouck (direction Bois des Forts), Jardin Public, Triangle (direction Mardyck), Progrès (direction Bois des Forts), Raffinerie S.R.D., Infirmerie du Port, B.C.M.O., Samaritaine, Gare, République (direction Bois des Forts), Pompiers, Boernhol, Rond-Point des Cyclos. | | | | | | | | |
| 7     | Autre : - Amplitude horaire et fréquence : - Du lundi au samedi toute l'année : de 6 h 45 à 19 h 25 avec un passage toutes les 60 minutes en heures creuses et toutes les 30 minutes en heures de pointe - Dimanches et jours fériés : de 7 h 15 à 20 h 45 avec un passage toutes les 2 heures. - Particularités : - La desserte de CGM est effectuée avec 2 passages le matin (7 h 53 et 8 h 20) sur demande au conducteur et le soir 2 passages (16h44 et 17h44) sur réservation téléphonique au 0800 175 177. Les 2 passages du soir ont pour terminus Mardyck Route des Dunes et permettent une correspondance avec un bus de la ligne 7. Ces 2 passages ne circulent pas le samedi. - Il y a un départ de la Gare à 20h00 à destination de Mardyck qui ne s'effectue que du lundi au vendredi, sur réservation téléphonique au 0800 175 177. - Certains bus ne circulent que du lundi au vendredi en période scolaire. - Certains bus ont pour terminus Centre Commercial Puythouck ou Sept Planètes ou Gare. | | | | | | | | |
| 7     | Dernière actualisation : — | | | | | | | | |
| 8A    | Malo Plage ⥋ Mairie de Spycker | Malo Plage ⥋ Mairie de Spycker | Malo Plage ⥋ Mairie de Spycker | Malo Plage ⥋ Mairie de Spycker | Malo Plage ⥋ Mairie de Spycker | Malo Plage ⥋ Mairie de Spycker | Malo Plage ⥋ Mairie de Spycker | Malo Plage ⥋ Mairie de Spycker | Malo Plage ⥋ Mairie de Spycker |
| 8A    | Ouverture / Fermeture 23 juin 1998 / 31 août 2018 | Longueur 25 km | Durée 55 min | Nb. d’arrêts 38 | Matériel Agora S GNV Citelis 12 Crealis Neo 12                                                                                      | Jours de fonctionnement L, Ma, Me, J, V, S, D                                                                                       | Jour / Soir / Nuit / Fêtes O / O / N / O                                                                                            | Voy. / an — | Exploitant STDE |
| 8A    | Desserte : - Communes : Malo-les-Bains – Dunkerque – Saint-Pol-sur-Mer – Petite-Synthe – Grande-Synthe – Armbouts-Cappel – Cappelle-la-Grande – Spycker - Principaux lieux desservis : Plage de Malo-les-Bains, Casino de Dunkerque, Kursaal - Palais des Condrès, Patioire de Dunkerque, Piscine Paul Asseman, Musée d'art contemporain (LAAC), Musée Dunkerque 1940 - Opération Dynamo, Quartier du Grand Large, FRAC, Lycée Guy Debeyre, CEFRAL, Pont de la Bataille du Texel, Administration portuaire, Port de Plaisance, Hôtel de Ville de Dunkerque, Hôtel de Police, Communauté Urbaine de Dunkerque (C.U.D.), Pôle Marine, Centre commercial Marine, Gare de Dunkerque, CPAM des Flandres, Lycée Guynemer, Fort de Petite-Synthe, Zone Industrielle de Petite-Synthe, Collège Maxence Van Der Meersch, Planétarium Le PLUS, Mairie d'Armbouts-Cappel, Église Saint-Léonard, Mairie de Spycker. - Arrêts non accessibles eaux personnes à mobilité réduite : Escale, Gare, Sécurité Sociale, Trystram (direction Spycker), Av. de la Cité, Louis XIV, Bastille, Pitillion, Jean Zay, Nancy, Filature, Kromenhouck, Quai de la Colme, Carrefour du Loup, Abbé Paresys. | | | | | | | | |
| 8A    | Autre : - Amplitude horaire et fréquence : - Du lundi au vendredi toute l'année : de 6 h 15 à 19 h 45 avec un passage toutes les 30 à 60 minutes en moyenne. - Samedis : de 6 h 15 à 19 h 45 avec un passage toutes les 30 à 45 minutes en moyenne. - Dimanches et jours fériés : Il existe deux dessertes le dimanche. Une l'après-midi au départ de Mairie de Spycker à 15 h 0 et arrive à Malo Plage à 15 h 49 en empruntant le parcours de la ligne 8A. Et une le soir entre Planétarium et Mairie de Spycker (départ 20 h 20, arrivée 20 h 35) en empruntant le parcours de la ligne 8A à partir de Planétarium. - Particularités : - Certains bus ont pour terminus Gare ou Le Lac. - Certains bus sont directs entre Le Lac et Armbouts-Cappel. | | | | | | | | |
| 8A    | Dernière actualisation : — | | | | | | | | |
| 8B    | Malo Plage ⥋ Arcelor Mardyck | Malo Plage ⥋ Arcelor Mardyck | Malo Plage ⥋ Arcelor Mardyck | Malo Plage ⥋ Arcelor Mardyck | Malo Plage ⥋ Arcelor Mardyck | Malo Plage ⥋ Arcelor Mardyck | Malo Plage ⥋ Arcelor Mardyck | Malo Plage ⥋ Arcelor Mardyck | Malo Plage ⥋ Arcelor Mardyck |
| 8B    | Ouverture / Fermeture 1er septembre 2007 / 31 août 2018 | Longueur 16 km | Durée 40 min | Nb. d’arrêts 30 | Matériel Agora S GNV Citelis 12 Crealis Neo 12                                                                                      | Jours de fonctionnement L, Ma, Me, J, V, S                                                                                          | Jour / Soir / Nuit / Fêtes O / O / N / N                                                                                            | Voy. / an — | Exploitant STDE |
| 8B    | Desserte : - Communes : Malo-les-Bains – Dunkerque – Saint-Pol-sur-Mer – Petite-Synthe – Grande-Synthe - Principaux lieux desservis : Plage de Malo-les-Bains, Casino de Dunkerque, Kursaal - Palais des Congrès, Patioire de Dunkerque, Piscine Paul Asseman, Musée d'art contemporain (LAAC), Musée Dunkerque 1940 - Opération Dynamo, Quartier du Grand Large, FRAC, Lycée Guy Debeyre, CEFRAL, Pont de la Bataille du Texel, Administration portuaire, Port de Plaisance, Hôtel de Ville de Dunkerque, Hôtel de Police, Communauté Urbaine de Dunkerque (C.U.D.), Pôle Marine, Centre commercial Marine, Gare de Dunkerque, CPAM des Flandres, Lycée Guynemer, Fort de Petite-Synthe, Zone Industrielle de Petite-Synthe, Z.A. du Pont Loby, Zone Industrielle de Petite-Synthe, AFPA, Dechettrie de Petite-Synthe, Lycée Professionnel Automobile et Transport, Gare de Grande-Synthe, Cité des Deux Synthes, Arcelor Mittal. - Arrêts non accessibles aux personnes à mobilité réduite : Escale, Gare, Sécurité Sociale, Trystram (direction Arcelor Mardyck), Av. de la Cité, Louis XIV, Bastille, Blanqui, Charles Fourier, Repdyck, Arcelor Mardyck. | | | | | | | | |
| 8B    | Autre : - Amplitude horaire et fréquence : - Du lundi au vendredi toute l'année : de 5 h 30 à 19 h 35 avec un passage toutes les 30 à 60 minutes en moyenne. - Samedis : 2 départs de la gare à 6 h 8 et 12 h 35 (arrivée à 6 h 28 et 12 h 56) et 2 départs d'Arcelor Mardyck à 12 h 6 et 13 h 9 (arrivée à Gare à 12 h 29 et 13 h 32). - Particularités : - Certains bus ont pour terminus Gare. | | | | | | | | |
| 8B    | Dernière actualisation : — | | | | | | | | |
| 9     | Malo-les-Bains Camping ⥋ Grande-Synthe Centre Commercial Puythouck | Malo-les-Bains Camping ⥋ Grande-Synthe Centre Commercial Puythouck                                                                  | Malo-les-Bains Camping ⥋ Grande-Synthe Centre Commercial Puythouck                                                                  | Malo-les-Bains Camping ⥋ Grande-Synthe Centre Commercial Puythouck                                                                  | Malo-les-Bains Camping ⥋ Grande-Synthe Centre Commercial Puythouck                                                                  | Malo-les-Bains Camping ⥋ Grande-Synthe Centre Commercial Puythouck                                                                  | Malo-les-Bains Camping ⥋ Grande-Synthe Centre Commercial Puythouck                                                                  | Malo-les-Bains Camping ⥋ Grande-Synthe Centre Commercial Puythouck                                                                  | Malo-les-Bains Camping ⥋ Grande-Synthe Centre Commercial Puythouck                                                                  |
| 9     | Ouverture / Fermeture 23 juin 1998 / 31 août 2018 | Longueur 23,8 km | Durée 60 min | Nb. d’arrêts 55 | Matériel Agora S GNV Citelis 12 Crealis Neo 12 Urbanway 12 GNV                                                                      | Jours de fonctionnement L, Ma, Me, J, V, S, D                                                                                       | Jour / Soir / Nuit / Fêtes O / O / N / O                                                                                            | Voy. / an — | Exploitant STDE |
| 9     | Desserte : - Communes : Malo-les-Bains – Rosendaël – Coudekerque-Branche – Dunkerque – Petite-Synthe – Saint-Pol-sur-Mer – Fort-Mardyck – Grande-Synthe - Principaux lieux desservis : Camping de la Licorne, Collège Gaspard Malo, Parc du Vent, Complexe sportif de la Licorne, Centre commercial du Méridien, Place Turenne, Église Notre-Dame du Sacré-Cœur, Centre Hospitalier de Dunkerque (C.H.D.), Collège du Westhoek, Lycée Professionnel Fernand Léger, Collège De La Salle, Église Sainte-Germaine, Mairie de Coudekerque-Branche, Gare de Coudekerque-Branche, Mairie annexe de Coudekerque-Branche, Église du Sacré-Cœur, Quartier du Jeu de Mail, Écluse du Jeu de Mail, Maison de la Vie Associative de Dunkerque, Lycée Professionnel Georges Guynemer, Dépôt DK'Bus Marine, Collège Lucie Aubrac, Lycée de l'Europe, Église Saint-Antoine, Mairie de Saint-Pol-sur-Mer, Cimetière de Saint-Pol-sur-Mer, Collège Jean Deconinck, Parc Jacobsen, Mairie de Fort-Mardyck, Collège Jules Verne, Mairie de Grande-Synthe, Lycée du Noordover, Polyclinique de Grande-Synthe, Jardin Public de Grande-Synthe, Centre commercial du Puythouck. - Arrêts non accessibles aux personnes à mobilité réduite : Churchill, Lycée Fernand Léger, Sainte-Germaine (direction Malo Camping), Delory (direction C.Cial Puythouck), Mairie Annexe, Dépôt Autobus, Lycée de l'Europe (direction C.Cial Puythouck), Saint-Antoine, Pont Ghesquière, Progrès (direction Malo Camping), Triangle (direction C.Cial Puythouck), Russel, Jardin Public, Centre Commercial Puythouck. | | | | | | | | |
| 9     | Autre : - Amplitude horaire et fréquence : - Du lundi au samedi toute l'année : de 6 h 25 à 21 h 0 avec un passage toutes les 30 minutes en moyenne - Dimanches et jours fériés : de 8 h 0 à 20 h 0 avecc un passage toutes les 60 à 70 minutes en moyenne. - Particularités : - Une fois par jour, en milieu de journée la ligne est détournée entre Renault et Scieries pour desservir l'arrêt Dépôt Autobus afin de pouvoir changer de conducteur car la ligne ne dessert pas l'arrêt Gare, endroit où les conducteurs sont remplacés. - C'est une des seules lignes, avec la ligne 21, à ne pas desservir la gare de Dunkerque. | | | | | | | | |
| 9     | Dernière actualisation : — | | | | | | | | |
| A     | Dunkerque Stade Tribut / Grande-Synthe Centre Commercial Puythouck ⥋ Stade Pruvost / Edmond Rostand / Gravelines Islandais | Dunkerque Stade Tribut / Grande-Synthe Centre Commercial Puythouck ⥋ Stade Pruvost / Edmond Rostand / Gravelines Islandais          | Dunkerque Stade Tribut / Grande-Synthe Centre Commercial Puythouck ⥋ Stade Pruvost / Edmond Rostand / Gravelines Islandais          | Dunkerque Stade Tribut / Grande-Synthe Centre Commercial Puythouck ⥋ Stade Pruvost / Edmond Rostand / Gravelines Islandais          | Dunkerque Stade Tribut / Grande-Synthe Centre Commercial Puythouck ⥋ Stade Pruvost / Edmond Rostand / Gravelines Islandais          | Dunkerque Stade Tribut / Grande-Synthe Centre Commercial Puythouck ⥋ Stade Pruvost / Edmond Rostand / Gravelines Islandais          | Dunkerque Stade Tribut / Grande-Synthe Centre Commercial Puythouck ⥋ Stade Pruvost / Edmond Rostand / Gravelines Islandais          | Dunkerque Stade Tribut / Grande-Synthe Centre Commercial Puythouck ⥋ Stade Pruvost / Edmond Rostand / Gravelines Islandais          | Dunkerque Stade Tribut / Grande-Synthe Centre Commercial Puythouck ⥋ Stade Pruvost / Edmond Rostand / Gravelines Islandais          |
| A     | Ouverture / Fermeture 1er janvier 2000 / 31 août 2018 | Longueur A: 33 km Nav: 28 km | Durée A: 55 min Nav: 40 min | Nb. d’arrêts 61 | Matériel Agora Line GX 317 A320 NewA320 Citelis Line Crossway LE                                                                    | Jours de fonctionnement L, Ma, Me, J, V, S, D                                                                                       | Jour / Soir / Nuit / Fêtes O / O / N / O                                                                                            | Voy. / an — | Exploitant Cariane Littoral (Matériel roulant) STDE (exploitation)                                                                  |
| A     | Desserte : - Communes : Dunkerque – Petite-Synthe – Grande-Synthe – Loon-Plage – Craywick – Bourbourg – Saint-Georges-sur-l'Aa – Gravelines – Grand-Fort-Philippe - Principaux lieux desservis : Stade Marcel Tribut, P+R Stade Tribut, Clinique Villette, Lycée Jean Bart, Institution Notre-Dame des Dunes, Centre-ville de Dunkerque, Place Jean Bart, Centre commercial Marine, Gare de Dunkerque, Église Saint-Nicolas, Parc Commercial du Basroch, Mairie de Grande-Synthe, Jardin Public de Grande-Synthe, Centre Commercial du Puythouck, Le Puythouck, Mairie de Loon-Plage, Z.A. de la Maison Blanche, Paroisse des Rives de l'Aa, Collège Pierre et Marie Curie, Cimetière de Bourbourg, Mairie de Bourbourg, Centre-ville de Bourbourg, Gare de Bourbourg, Mairie de Saint-Georges sur l'Aa, Collège Pierre et Marie Curie, Gare de Gravelines, Dépôt Cariane Littoral, Musée du Dessin et de l'Estampe originale, Mairie de Gravelines, Centre-ville de Gravelines, Remparts de Gravelines, Port de plaisance de Gravelines - Grand-Fort-Philippe, Collège Jean Monnet, Cimetière de Grand-Fort-Philippe, Calvaire du Marin, Stade Robert Pruvost, Sportica, Petit-Fort-Philippe. - Correspondances TER : Les horaires de la ligne A sont en correspondances avec les horaires de la ligne TER Dunkerque-Calais. - Navette Bourbourg : Il s'agit d'une navette intégrée à la ligne A qui dessert le parcours entre Grande-Synthe Centre Commercial Puythouck et Gravelines Islandais en passant par Craywick, Bourbourg et Saint-Georges-sur-l'Aa. - Navette des Forts : Il s'agit d'une autre navette intégrée à la ligne A qui fait des allers-retours entre Gravelines Islandais ou la gare de Gravelines et Flaque aux Espagnols ou Edmond Rostand. La plupart des bus de la ligne A étant terminus à Islandais, elle permet de relier Grand-Fort-Philippe et Petit-Fort-Philippe à la ligne A. Néanmoins certains bus de la ligne A continuent jusqu'à Grand-Fort-Philippe ou Petit-Fort - Arrêts non accessibles aux personnes à mobilité réduite : Pompiers, République (direction Dunkerque Stade), Gare, La Villette, Pont Ghesquière, Av. Desmidt, Artois, Jardin Public, Centre Commercial Puythouck (direction Dunkerque Stade), Loon-Plage Mairie, Les Huttes, Lansweg, Gare de Bourbourg, Quai de la Batellerie (direction Dunkerque Stade). | | | | | | | | |
| A     | Autre : - Amplitude horaire et fréquence : - Du lundi au samedi toute l'année : - Ligne A : de 5 h 40 à 21 h 30 avec un passage toutes les 30 minutes en moyenne. - Navette Bourbourg : de 7 h 55 à 19 h 55 avec un passage toutes les 90 à 120 minutes en moyenne. - Navette des Forts : de 5 h 40 à 21 h 15 avec un passage toutes les 30 minutes en moyenne. - Dimanches et jours fériés : - Ligne A : de 7 h 50 à 21 h 0 avec un passage toutes les 60 minutes en moyenne. - Navette Bourbourg : de 9 h 0 à 18 h 25 avec un passage toutes les 120 à 150 minutes en moyenne. - Navette des Forts : de 7 h 50 à 21 h 10 toutes les 60 minutes. | | | | | | | | |
| A     | Dernière actualisation : — | | | | | | | | |
| 21    | Bray-Dunes Plage ⥋ Ghyvelde Lac des Hérons / Place des Moëres (sur réservation) | Bray-Dunes Plage ⥋ Ghyvelde Lac des Hérons / Place des Moëres (sur réservation)                                                     | Bray-Dunes Plage ⥋ Ghyvelde Lac des Hérons / Place des Moëres (sur réservation)                                                     | Bray-Dunes Plage ⥋ Ghyvelde Lac des Hérons / Place des Moëres (sur réservation)                                                     | Bray-Dunes Plage ⥋ Ghyvelde Lac des Hérons / Place des Moëres (sur réservation)                                                     | Bray-Dunes Plage ⥋ Ghyvelde Lac des Hérons / Place des Moëres (sur réservation)                                                     | Bray-Dunes Plage ⥋ Ghyvelde Lac des Hérons / Place des Moëres (sur réservation)                                                     | Bray-Dunes Plage ⥋ Ghyvelde Lac des Hérons / Place des Moëres (sur réservation)                                                     | Bray-Dunes Plage ⥋ Ghyvelde Lac des Hérons / Place des Moëres (sur réservation)                                                     |
| 21    | Ouverture / Fermeture 1er septembre 2013 / 31 août 2018 | Longueur 6 km | Durée 15 min | Nb. d’arrêts 10 | Matériel Gruau Microbus | Jours de fonctionnement L, Ma, Me, J, V, S, D                                                                                       | Jour / Soir / Nuit / Fêtes O / N / N / O                                                                                            | Voy. / an — | Exploitant STDE |
| 21    | Desserte : - Communes : Bray-Dunes – Ghyvelde – Les Moëres - Arrêts desservis : Bray-Dunes Plage, Liberté, Bray-Dunes Poste (correspondance ligne 2B), Dany Boon, Pont de Ghyvelde, Sangliers, Place du Berck, Sogeloge, Ghyvelde Lac des Hérons, Place des Moëres. - Principaux lieux desservis : Plage de Bray-Dunes, Collège du Septentrion, Salle Dany Boon, Mairie de Ghyvelde, Lac des Hérons, Mairie des Moëres, Église des Moëres. - Arrêts non accessibles aux personnes à mobilité réduite : Bray-Dunes Plage, Pont de Ghyvelde, Sangliers, Ghyvelde Lac des Hérons, Place des Moëres. | | | | | | | | |
| 21    | Autre : - Amplitude horaire et fréquence : - Du lundi au vendredi en période scolaire : de 6 h 25 à 19 h 50 avec un passage toutes les 30 à 45 minutes à Ghyvelde et toutes les 30 minutes à Bray-Dunes. - Samedis et vacances scolaires : de 7 h 10 à 19 h 25 avec un passage toutes les 60 minutes à Ghyvelde et toutes les 30 minutes à Bray-Dunes. - Dimanches et jours fériés : de 9 h 10 à 19 h 50 avec un passage toutes les 60 minutes en moyenne. - Particularités : - Un bus sur deux a pour terminus Bray-Dunes Poste. - La ligne 21 est en correspondance avec la ligne 2 à l'arrêt Bray-Dunes Poste. Les horaires de la ligne 21 permettent systématiquement une correspondance avec la ligne 2. - La commune des Moëres est desservie par quatre passages sur réservation du lundi au samedi. Pour réserver : - À l'accueil de la mairie des Moëres, Grand-Place, 59122 Les Moëres. - Par téléphone au +33 (0)3 28 26 41 20 - Par e-mail: mairie.lesmoeres@orange.fr | | | | | | | | |
| 21    | Dernière actualisation : — | | | | | | | | |

#### Navettes
| Ligne      | Caractéristiques | Caractéristiques                 | Caractéristiques                 | Caractéristiques                 | Caractéristiques                 | Caractéristiques                              | Caractéristiques                         | Caractéristiques                 | Caractéristiques                 |
| Môle 1     | Navette Gratuite de Centre-ville | Navette Gratuite de Centre-ville | Navette Gratuite de Centre-ville | Navette Gratuite de Centre-ville | Navette Gratuite de Centre-ville | Navette Gratuite de Centre-ville              | Navette Gratuite de Centre-ville         | Navette Gratuite de Centre-ville | Navette Gratuite de Centre-ville |
| Môle 1     | Môle 1 ⥋ Môle 1 (Circulaire) | Môle 1 ⥋ Môle 1 (Circulaire)     | Môle 1 ⥋ Môle 1 (Circulaire)     | Môle 1 ⥋ Môle 1 (Circulaire)     | Môle 1 ⥋ Môle 1 (Circulaire)     | Môle 1 ⥋ Môle 1 (Circulaire)                  | Môle 1 ⥋ Môle 1 (Circulaire)             | Môle 1 ⥋ Môle 1 (Circulaire)     | Môle 1 ⥋ Môle 1 (Circulaire)     |
| ---------- | --- | -------------------------------- | -------------------------------- | -------------------------------- | -------------------------------- | --------------------------------------------- | ---------------------------------------- | -------------------------------- | -------------------------------- |
| Môle 1     | Ouverture / Fermeture 1er septembre 2012 / 31 août 2018 | Longueur 3,8 km                  | Durée 10 min                     | Nb. d’arrêts 10                  | Matériel Fiat Ducato             | Jours de fonctionnement L, Ma, Me, J, V, S    | Jour / Soir / Nuit / Fêtes O / O / N / N | Voy. / an —                      | Exploitant STDE                  |
| Môle 1     | Desserte : - Commune : Dunkerque - Principaux lieux desservis : P+R Môle 1, Halle aux sucres, Pôle Marine, Centre Commercial Marine, Communauté Urbaine de Dunkerque (C.U.D.), Hôtel de Police, Hôtel de Ville de Dunkerque, Église Saint-Éloi, Beffroi de Dunkerque, Place Jean Bart Centre-ville, Gare de Dunkerque. - Arrêts desservis : Môle 1, Schuman, Duffuler, Pôle Marine ( 2 2A 2B 8A 8B ), C.U.D. / Citadelle, Hôtel de Ville - Commissariat, Jean Bart ( 1 1A 3 3A 4 4A 5 7 A ), République ( 1 1A 3 3A 4 4A 5 7 A ), Gare ( 1 1A 2 2A 2B 3 3A 4 4A 5 5A 7 8A 8B A ), Schuman, Halle aux Sucres, Môle 1 |                                  |                                  |                                  |                                  |                                               |                                          |                                  |                                  |
| Môle 1     | Autre : Passage toutes les 10 minutes au maximum. Fonctionne de 7 h 30 à 20 h 30. |                                  |                                  |                                  |                                  |                                               |                                          |                                  |                                  |
| Môle 1     | Dernière actualisation : — |                                  |                                  |                                  |                                  |                                               |                                          |                                  |                                  |
| Malo Plage | Navette Gratuite de Malo Plage | Navette Gratuite de Malo Plage   | Navette Gratuite de Malo Plage   | Navette Gratuite de Malo Plage   | Navette Gratuite de Malo Plage   | Navette Gratuite de Malo Plage                | Navette Gratuite de Malo Plage           | Navette Gratuite de Malo Plage   | Navette Gratuite de Malo Plage   |
| Malo Plage | Grand Large ⥋ Grand Large (Circulaire) |                                  |                                  |                                  |                                  |                                               |                                          |                                  |                                  |
| Malo Plage | Ouverture / Fermeture — / — | Longueur 7 km                    | Durée 30 min                     | Nb. d’arrêts 23                  | Matériel Gruau Microbus          | Jours de fonctionnement L, Ma, Me, J, V, S, D | Jour / Soir / Nuit / Fêtes O / O / N / O | Voy. / an —                      | Exploitant STDE                  |
| Malo Plage | Desserte : - Commune : Malo-les-Bains - Principaux lieux desservis : Quartier du Grand Large, FRAC, Musée Dunkerque 1940 - Opération Dynamo, Musée d'art contemporain (LAAC), Patinoire de Dunkerque, Piscine Paul Asseman, Plage de Malo-les-Bains, Kursaal - Palais des Congrès, Casino de Dunkerque, Résidence Le Grand Pavois, Parc du Vent, Camping de la Licorne, Complexe Sportif de la Licorne, École Kléber, Place Turenne, Église Notre-Dame du Sacré-Cœur. - Arrêts desservis : Grand Large, Escale-FRAC ( 8A 8B ), Bordées, LAAC, Malo Plage ( 8A 8B ), Malo Plage ( 3 3A ), Duhan, Belle Rade, Flandre, Foch, Av. de la Mer, École Kléber, Méridien, Grand Pavois, Licorne-Camping, Grand Pavois, Méridien, École Kléber, Av. de la Mer, Av. Mer/Kléber ( 3 3A 9 ), Avenue Kléber ( 3 3A 9 ), Turenne ( 3 3A 9 ), Geeraert ( 3 3A ), Malo Plage ( 3 3A ), Malo Plage ( 8A 8B ), LAAC, Bordées, Escale-FRAC ( 8A 8B ), Grand Large |                                  |                                  |                                  |                                  |                                               |                                          |                                  |                                  |
| Malo Plage | Autre : Circule tous les jours du 17 juin 2017 au 3 septembre 2017 de 11 h 0 à 21 h 0 avec un passage toutes les 15 minutes. |                                  |                                  |                                  |                                  |                                               |                                          |                                  |                                  |
| Malo Plage | Dernière actualisation : — |                                  |                                  |                                  |                                  |                                               |                                          |                                  |                                  |

#### Lignes estivales
La ligne 10 était un renfort de la ligne 3 entre la gare et Malo Plage

#### Circuits Urbains
Il s'agit de trois lignes qui desservent trois secteurs différents (Est, Ouest et Sud) assurant la correspondance avec les derniers bus qui sont terminus à la gare. Ces trois lignes partent à 21 h 48 de la gare jusqu'au terminus en arrivant vers 22 h 15 ou 22 h 30.
| Ligne | Caractéristiques | Caractéristiques                                                      | Caractéristiques                                                      | Caractéristiques                                                      | Caractéristiques                                                      | Caractéristiques                                                      | Caractéristiques                                                      | Caractéristiques                                                      | Caractéristiques                                                      |
| Est   | Circuit Urbain Est | Circuit Urbain Est                                                    | Circuit Urbain Est                                                    | Circuit Urbain Est                                                    | Circuit Urbain Est                                                    | Circuit Urbain Est                                                    | Circuit Urbain Est                                                    | Circuit Urbain Est                                                    | Circuit Urbain Est                                                    |
| Est   | Gare ⥋ Petite-Synthe Saint-Nicolas (sens unique Gare → Petite-Synthe) | Gare ⥋ Petite-Synthe Saint-Nicolas (sens unique Gare → Petite-Synthe) | Gare ⥋ Petite-Synthe Saint-Nicolas (sens unique Gare → Petite-Synthe) | Gare ⥋ Petite-Synthe Saint-Nicolas (sens unique Gare → Petite-Synthe) | Gare ⥋ Petite-Synthe Saint-Nicolas (sens unique Gare → Petite-Synthe) | Gare ⥋ Petite-Synthe Saint-Nicolas (sens unique Gare → Petite-Synthe) | Gare ⥋ Petite-Synthe Saint-Nicolas (sens unique Gare → Petite-Synthe) | Gare ⥋ Petite-Synthe Saint-Nicolas (sens unique Gare → Petite-Synthe) | Gare ⥋ Petite-Synthe Saint-Nicolas (sens unique Gare → Petite-Synthe) |
| ----- | --- | --------------------------------------------------------------------- | --------------------------------------------------------------------- | --------------------------------------------------------------------- | --------------------------------------------------------------------- | --------------------------------------------------------------------- | --------------------------------------------------------------------- | --------------------------------------------------------------------- | --------------------------------------------------------------------- |
| Est   | Ouverture / Fermeture 1er septembre 2013 / 30 août 2018 | Longueur —                                                            | Durée 40 min                                                          | Nb. d’arrêts 40                                                       | Matériel Crealis Neo 12 Urbanway 12 GNV BHNS                          | Jours de fonctionnement L, Ma, Me, J, V, S                            | Jour / Soir / Nuit / Fêtes — / O / — / —                              | Voy. / an —                                                           | Exploitant STDE                                                       |
| Est   | Desserte : - Communes : Dunkerque – Saint-Pol-sur-Mer – Petite-Synthe – Fort-Mardyck – Grande-Synthe - Arrêts desservis : Gare, Sécurité Sociale, Trystram, La Villette, Banc Vert, Cahors, Lycée Europe, Saint-Antoine, Avenue de la Cité, Saint-Pol Église, Rue Deschamps, Jean Zay, Nancy, Avenue Desmidt, Aurore, Hirondelles, Cassel, Progrès, Triangle, Amirauté, Rue du Moulin, C.E.S. Jules Verne, Allendé, Clemenceau, Maison Communale, Michelet, Daudet, Saint-Jacques, Chopin, Caisse d'Épargne, Jardin Public, Polyclinique, Rue du Lac, Fleming, Russel, Boulevard des Fédérés, Porte du Soleil, Artois et Saint-Nicolas. |                                                                       |                                                                       |                                                                       |                                                                       |                                                                       |                                                                       |                                                                       |                                                                       |
| Est   | Autre : Unique départ depuis la gare à 21 h 48. |                                                                       |                                                                       |                                                                       |                                                                       |                                                                       |                                                                       |                                                                       |                                                                       |
| Est   | Dernière actualisation : — |                                                                       |                                                                       |                                                                       |                                                                       |                                                                       |                                                                       |                                                                       |                                                                       |
| Ouest | Circuit Urbain Ouest | Circuit Urbain Ouest                                                  | Circuit Urbain Ouest                                                  | Circuit Urbain Ouest                                                  | Circuit Urbain Ouest                                                  | Circuit Urbain Ouest                                                  | Circuit Urbain Ouest                                                  | Circuit Urbain Ouest                                                  | Circuit Urbain Ouest                                                  |
| Ouest | Gare ⥋ Avenue du Large (sens unique Gare → Avenue du Large) |                                                                       |                                                                       |                                                                       |                                                                       |                                                                       |                                                                       |                                                                       |                                                                       |
| Ouest | Ouverture / Fermeture 1er septembre 2013 / 30 août 2018 | Longueur —                                                            | Durée 25 min                                                          | Nb. d’arrêts 24                                                       | Matériel Crealis Neo 12 Urbanway 12 GNV BHNS                          | Jours de fonctionnement L, Ma, Me, J, V, S                            | Jour / Soir / Nuit / Fêtes — / O / — / —                              | Voy. / an —                                                           | Exploitant STDE                                                       |
| Ouest | Desserte : - Communes : Dunkerque - Malo-les-Bains - Rosendaël - Arrêts desservis : Gare, République, Jean Bart, Hôtel de Ville, Victoire, Glacis, Saint-Jean-Baptiste, Fénelon, Malo Plage, Kursaal, Geeraert, Turenne, Europe, Résistance, Avenue Mer/Avenue Kléber, Choiseul, Britania, Parc des Sports, Angellier, Lieutenant, Verdun, Salengro, Leffrinckoucke Gare et Avenue du Large. |                                                                       |                                                                       |                                                                       |                                                                       |                                                                       |                                                                       |                                                                       |                                                                       |
| Ouest | Autre : Unique départ de la gare à 21 h 48. |                                                                       |                                                                       |                                                                       |                                                                       |                                                                       |                                                                       |                                                                       |                                                                       |
| Ouest | Dernière actualisation : — |                                                                       |                                                                       |                                                                       |                                                                       |                                                                       |                                                                       |                                                                       |                                                                       |
| Sud   | Circuit Urbain Sud | Circuit Urbain Sud                                                    | Circuit Urbain Sud                                                    | Circuit Urbain Sud                                                    | Circuit Urbain Sud                                                    | Circuit Urbain Sud                                                    | Circuit Urbain Sud                                                    | Circuit Urbain Sud                                                    | Circuit Urbain Sud                                                    |
| Sud   | Gare ⥋ Téteghem Vandermeersch (sens unique Gare → Téteghem) |                                                                       |                                                                       |                                                                       |                                                                       |                                                                       |                                                                       |                                                                       |                                                                       |
| Sud   | Ouverture / Fermeture 1er septembre 2013 / 31 août 2018 | Longueur —                                                            | Durée 30 min                                                          | Nb. d’arrêts 28                                                       | Matériel Crealis Neo 12 Urbanway 12 GNV BHNS                          | Jours de fonctionnement L, Ma, Me, J, V, S                            | Jour / Soir / Nuit / Fêtes — / O / — / —                              | Voy. / an —                                                           | Exploitant STDE                                                       |
| Sud   | Desserte : - Communes : Dunkerque – Coudekerque-Branche – Téteghem - Arrêts desservis : Gare, Rue de Paris, Vauban, Saint-Charles, Jaurès, Delory, Place République, Boernhol, Weill, Berry, Ledru Rollin, Steendam, Impressionnistes, Capucines, Hoche, Westhoek, Rue de Lille, La Branche, Degroote, Coquelle, Chapeau Rouge, Berlioz, Les Cèdres, Fleurs des Champs, De Gaulle, Téteghem Mairie, Picasso et Téteghem Vandermeersch. |                                                                       |                                                                       |                                                                       |                                                                       |                                                                       |                                                                       |                                                                       |                                                                       |
| Sud   | Autre : Unique départ de la gare à 21 h 48. |                                                                       |                                                                       |                                                                       |                                                                       |                                                                       |                                                                       |                                                                       |                                                                       |
| Sud   | Dernière actualisation : — |                                                                       |                                                                       |                                                                       |                                                                       |                                                                       |                                                                       |                                                                       |                                                                       |

#### Bus-Navette Stade Tribut
Il ne s'agit pas vraiment d'une ligne à part entière. Il s'agit d'un service permettant de prendre le bus gratuitement sur présentation du ticket du parking Tribut. Pour cela il suffit de le monter à l'arrêt Stade dans un bus des lignes 1, 1A, 4A, 7 ou A et descendre à un des arrêts situé entre Pompiers et République.

### Depuis 2022
| Ligne | Caractéristiques | Caractéristiques                                                         | Caractéristiques                                                         | Caractéristiques                                                         | Caractéristiques                                                         | Caractéristiques                                                         | Caractéristiques                                                         | Caractéristiques                                                         | Caractéristiques                                                         |
| 14    | Cappelle-la-Grande Croizat ⥋ Téteghem Vandermeersch / Téteghem Cimetière | Cappelle-la-Grande Croizat ⥋ Téteghem Vandermeersch / Téteghem Cimetière | Cappelle-la-Grande Croizat ⥋ Téteghem Vandermeersch / Téteghem Cimetière | Cappelle-la-Grande Croizat ⥋ Téteghem Vandermeersch / Téteghem Cimetière | Cappelle-la-Grande Croizat ⥋ Téteghem Vandermeersch / Téteghem Cimetière | Cappelle-la-Grande Croizat ⥋ Téteghem Vandermeersch / Téteghem Cimetière | Cappelle-la-Grande Croizat ⥋ Téteghem Vandermeersch / Téteghem Cimetière | Cappelle-la-Grande Croizat ⥋ Téteghem Vandermeersch / Téteghem Cimetière | Cappelle-la-Grande Croizat ⥋ Téteghem Vandermeersch / Téteghem Cimetière |
| ----- | --- | ------------------------------------------------------------------------ | ------------------------------------------------------------------------ | ------------------------------------------------------------------------ | ------------------------------------------------------------------------ | ------------------------------------------------------------------------ | ------------------------------------------------------------------------ | ------------------------------------------------------------------------ | ------------------------------------------------------------------------ |
| 14    | Ouverture / Fermeture 1er septembre 2018 / 31 août 2022 | Longueur 21,3 km                                                         | Durée 50 min                                                             | Nb. d’arrêts 54                                                          | Matériel Agora S GNV Crealis Neo 12 Urbanway 12 GNV BHNS                 | Jours de fonctionnement L, Ma, Me, J, V, S, D                            | Jour / Soir / Nuit / Fêtes O / O / N / O                                 | Voy. / an —                                                              | Exploitant STDE                                                          |
| 14    | Desserte : - Communes : Cappelle-la-Grande – Dunkerque – Coudekerque-Branche – Téteghem - Principaux lieux desservis : Cimetière de Cappelle-la-Grande, Planétarium Le P.L.U.S., Mairie de Cappelle-la-Grande, Collège Maxence Vandermeersch, Usine Lesieur, Église du Sacré-Cœur, Quartier du Jeu de Mail, Lycée EPID, CPAM des Flandres, Gare de Dunkerque, Centre-ville de Dunkerque, Centre Commercial Marine, Place Jean Bart, Institution Notre-Dame des Dunes, Les 4 Écluses, Cimetière de Dunkerque, Collège du Westhoek, Lycée Jean Bart, Parc Saint-Gilles, Stade Tribut, Centre Hospitalier de Dunkerque (C.H.D.), Collège Paul Machy, Château Coquelle, Parc du Château Coquelle, Z.A. des Cèdres, Mairie de Téteghem, Église Saint-Pierre, Parc du Canal des Moëres. - Arrêts non accessibles aux personnes à mobilité réduite : Téteghem Vandermeersch, Picasso, Saint-Pierre (dir. Cimetière et Croizat), Mairie Téteghem, Fleurs des Champs, Churchill (dir. Croizat), Lesieur. |                                                                          |                                                                          |                                                                          |                                                                          |                                                                          |                                                                          |                                                                          |                                                                          |
| 14    | Autre : - Amplitude horaire et fréquence : - du lundi au samedi : de 5 h 40 à 21 h 40 avec un passage toutes les 20 minutes sur le tronc commun. - Dimanches et jours fériés : de 7 h 50 à 20 h 40 avec un passage toutes les 60 minutes sur le tronc commun et toutes les 120 minutes sur les branches. - Particularités : - La branche Rosendaël portait l'indice 14A. |                                                                          |                                                                          |                                                                          |                                                                          |                                                                          |                                                                          |                                                                          |                                                                          |
| 14    | Dernière actualisation : 1er septembre 2022 |                                                                          |                                                                          |                                                                          |                                                                          |                                                                          |                                                                          |                                                                          |                                                                          |
| 22    | Grande-Synthe Puythouck ⥋ Gravelines Islandais | Grande-Synthe Puythouck ⥋ Gravelines Islandais                           | Grande-Synthe Puythouck ⥋ Gravelines Islandais                           | Grande-Synthe Puythouck ⥋ Gravelines Islandais                           | Grande-Synthe Puythouck ⥋ Gravelines Islandais                           | Grande-Synthe Puythouck ⥋ Gravelines Islandais                           | Grande-Synthe Puythouck ⥋ Gravelines Islandais                           | Grande-Synthe Puythouck ⥋ Gravelines Islandais                           | Grande-Synthe Puythouck ⥋ Gravelines Islandais                           |
| 22    | Ouverture / Fermeture 1er septembre 2018 / 31 août 2022 | Longueur 14,1 km                                                         | Durée 25 min                                                             | Nb. d’arrêts 17                                                          | Matériel Citelis 12 Crealis Neo 12 Crossway LE                           | Jours de fonctionnement L, Ma, Me, J, V, S, D                            | Jour / Soir / Nuit / Fêtes O / O / N / O                                 | Voy. / an —                                                              | Exploitant Cariane Littoral                                              |
| 22    | Desserte : - Communes : Grande-Synthe – Loon-Plage – Gravelines - Principaux lieux desservis : Centre commercial du Puythouck, Parc du Puythouck, Mairie de Loon-Plage, Salle Coluche, Z.A. de la Maison Blanche, Cimetière de Gravelines, Collège Pierre et Marie Curie, Gare de Gravelines, Mairie de Gravelines, Beffroi de Gravelines, Centre-ville de Gravelines, Musée du dessin et de l'estampe originale de Gravelines, Port de Gravelines. - Arrêts non accessibles aux personnes à mobilité réduite : Mairie Loon-Plage, Quai de la Batellerie. |                                                                          |                                                                          |                                                                          |                                                                          |                                                                          |                                                                          |                                                                          |                                                                          |
| 22    | Autre : - Amplitude horaire et fréquence : - du lundi au samedi : de 5 h 55 à 21 h 5 avec un passage toutes les 30 minutes en correspondance avec la ligne 26 à Islandais. - dimanches et jours fériés : de 8 h 0 à 21 h 5 avec un passage toutes les 60 minutes en correspondance avec la ligne 26 à Islandais. - Particularités : - Du lundi au samedi, des services express "22D" circulaient entre Dunkerque Gare et Loon-Plage ou Gravelines. |                                                                          |                                                                          |                                                                          |                                                                          |                                                                          |                                                                          |                                                                          |                                                                          |
| 22    | Dernière actualisation : 1er septembre 2022 |                                                                          |                                                                          |                                                                          |                                                                          |                                                                          |                                                                          |                                                                          |                                                                          |
| 25    | Grande-Synthe Puythouck ⥋ Mardyck Route des Dunes / Loon-Plage CGM | Grande-Synthe Puythouck ⥋ Mardyck Route des Dunes / Loon-Plage CGM       | Grande-Synthe Puythouck ⥋ Mardyck Route des Dunes / Loon-Plage CGM       | Grande-Synthe Puythouck ⥋ Mardyck Route des Dunes / Loon-Plage CGM       | Grande-Synthe Puythouck ⥋ Mardyck Route des Dunes / Loon-Plage CGM       | Grande-Synthe Puythouck ⥋ Mardyck Route des Dunes / Loon-Plage CGM       | Grande-Synthe Puythouck ⥋ Mardyck Route des Dunes / Loon-Plage CGM       | Grande-Synthe Puythouck ⥋ Mardyck Route des Dunes / Loon-Plage CGM       | Grande-Synthe Puythouck ⥋ Mardyck Route des Dunes / Loon-Plage CGM       |
| 25    | Ouverture / Fermeture 1er septembre 2018 / 31 août 2022 | Longueur 13,1 km                                                         | Durée 10 min                                                             | Nb. d’arrêts 10                                                          | Matériel Ducato Sprinter Mobi City GNV Urbanway 12 GNV BHNS              | Jours de fonctionnement L, Ma, Me, J, V, S, D                            | Jour / Soir / Nuit / Fêtes O / O / N / O                                 | Voy. / an —                                                              | Exploitant STDE                                                          |
| 25    | Desserte : - Communes : Grande-Synthe – Mardyck – Loon-Plage - Principaux lieux desservis : Centre commercial Puythouck, Complexe sportif de Mardyck, Mairie de Mardyck, eni Versalis France, Terminal Ferry, Terminal Conteneurs. - Arrêts non accessibles aux personnes à mobilité réduite : Port Fluvial, Rue du Nord, Petit Denna, Plateforme Multimodale, Loon-Plage CGM. |                                                                          |                                                                          |                                                                          |                                                                          |                                                                          |                                                                          |                                                                          |                                                                          |
| 25    | Autre : - Amplitude horaire et fréquence : - du lundi au samedi : de 6 h 40 à 20 h 40 avec un bus toutes les 30 minutes en heures de pointe et toutes les 120 minutes en heures creuses. - dimanches et jours fériés : de 7 h 45 à 20 h 20 avec un bus toutes les 2 à 3 heures. - Particularités : - La desserte de CGM se faisait sur réservation téléphonique. |                                                                          |                                                                          |                                                                          |                                                                          |                                                                          |                                                                          |                                                                          |                                                                          |
| 25    | Dernière actualisation : 1er septembre 2022 |                                                                          |                                                                          |                                                                          |                                                                          |                                                                          |                                                                          |                                                                          |                                                                          |

## Dk'Vélo
Dk'Vélo était le système de location de vélos en libre-service de Dunkerque entre août 2013 et mai 2020. Il était composé de 46 stations réparties sur Dunkerque et les communes alentour et de 360 vélos. Le matériel (bornes et vélos) a été revendu à Calais.

### Tarifs
Le tarif se décomposait en deux parties : un droit d'accès et un tarif de location qui dépendait de l'utilisation du vélo.
Le droit d'accès était gratuit.
| Durée de location         | Tarifs   |
| ------------------------- | -------- |
| 1re demi-heure            | Gratuite |
| 2e demi-heure             | 1 €      |
| Demi-heure supplémentaire | 2 €      |

### Stations
Il y avait 46 stations Dk'Vélo réparties sur Dunkerque et les communes alentour.

## Abris vélos sécurisés
Des abris vélos sécurisés ont été installés sur les 3 pôles d'échanges (Dunkerque Gare, Grande-Synthe Puythouck et Leffrinckoucke Fort des Dunes) ainsi qu'à la gare de Gravelines, à proximité de la piscine Paul Asseman et à proximité de la nouvelle bibliothèque B!B. D'autres abris ont été déployés ou sont en cours de déploiement. Ces abris vélos sont accessibles avec une carte Pass Pass ou bien un téléphone compatible NFC avec le droit d'accès préalablement chargé à l'espace DK'BUS.
| Abri               | Commune                | Capacité | Correspondances bus                    | Coordonnées GPS             | Commentaires                                                            |
| ------------------ | ---------------------- | -------- | -------------------------------------- | --------------------------- | ----------------------------------------------------------------------- |
| Dunkerque Gare     | Dunkerque              | 100      | C1 C2 C3 C4 C6 15 16 17 18 19 N1 N2 RO | 51° 01′ 50″ N, 2° 22′ 11″ E | L'abri de la gare est situé sous le auvent de l'ancienne gare routière. |
| Puythouck          | Grande-Synthe          | 50       | C1 C2 C4 15 17 18 19 23 N1 RO          | 51° 00′ 26″ N, 2° 16′ 37″ E |                                                                         |
| Fort des Dunes     | Leffrinckoucke         | 24       | C1 C2 20 21 24 N2                      | 51° 03′ 09″ N, 2° 26′ 41″ E |                                                                         |
| Paul Asseman       | Dunkerque              | 50       | C3 C4 N2                               | 51° 02′ 51″ N, 2° 23′ 10″ E |                                                                         |
| Gare de Gravelines | Gravelines             | 16       | 26                                     | 50° 58′ 44″ N, 2° 07′ 25″ E |                                                                         |
| Bibliothèque B!B   | Dunkerque              | 50       | C1 C3 C6 16 N1                         | 51° 02′ 08″ N, 2° 22′ 52″ E |                                                                         |
| Sportica           | Gravelines             | 40       | 26 N1                                  | 50° 59′ 55″ N, 2° 07′ 17″ E |                                                                         |
| Citadelle          | Dunkerque              | 40       | 16 N2                                  | 51° 02′ 12″ N, 2° 22′ 12″ E | Ouvert en 2023.                                                         |
| Tribut             | Dunkerque              | 20       | C1 C6A                                 | 51° 02′ 03″ N, 2° 23′ 16″ E | Ouvert en 2023.                                                         |
| Balnéaire Est      | Gravelines             | 20       |                                        | 51° 00′ 10″ N, 2° 06′ 35″ E |                                                                         |
| Balnéaire Lagrange | Gravelines             | 20       | 26                                     | 51° 00′ 17″ N, 2° 06′ 43″ E |                                                                         |
| Arsenal            | Gravelines             | 40       | 23 26                                  | 50° 59′ 06″ N, 2° 07′ 28″ E |                                                                         |
| PAarc Loisir       | Saint-Georges-sur-l'Aa | 20       |                                        | 50° 58′ 13″ N, 2° 08′ 20″ E |                                                                         |
| PAarc Nautique     | Gravelines             | 20       |                                        | 50° 58′ 31″ N, 2° 07′ 58″ E |                                                                         |
| Gare de Bourbourg  | Bourbourg              | 20       | 23 N1 RO                               | 50° 57′ 08″ N, 2° 11′ 39″ E | Ouvert en 2023.                                                         |

## Arrêts du réseau
Le réseau actuel dispose de 359 arrêts.

## Exploitation du réseau

### Amplitude horaire
Les bus circulent du lundi au mercredi de 5 h 0 à 22 h 25, du jeudi au samedi de 5 h 0 à 0 h 45 ainsi que les dimanches et jours fériés de 5 h 50 à 22 h 40. Il n'y a pas de circulation le 1er mai.

### Dépôt STDE
Le dépôt STDE est le siège social du réseau. Cet endroit est composé d'un bâtiment pour l'administration, d'un atelier, d'un hangar pour le stationnement des bus ainsi que de plusieurs stationnements en extérieur pour les bus. Le dépôt est situé rue de l'Abattoir à Petite-Synthe (localisation du dépôt 51° 01′ 01″ N, 2° 21′ 38″ E).

### Matériel roulant
Les véhicules circulant sur les lignes 17, 20, 23 et 26 sont exploités par Keolis Flandre Maritime.
| Bus et quantité                   | Dates de livraison    | Affectations                   | Numéros                                                                               |
| --------------------------------- | --------------------- | ------------------------------ | ------------------------------------------------------------------------------------- |
| Standards (56)                    |                       |                                |                                                                                       |
| 5 Irisbus Citelis 12              | 29/12/2006-23/01/2007 | 17 20 23 26 S                  | 303-307                                                                               |
| 11 Irisbus Crealis Neo 12         | 05/07/2010-21/12/2012 | 17 20 23 26 S C5 C6 15 18 21 S | 501-502, 504-508 (Exploités par Keolis Flandre Maritime) 509-512 (Exploités par STDE) |
| 34 Iveco Bus Urbanway 12 GNV BHNS | 02/05/2016-02/2022    | C5 C6 15 18 21 N1 N2 S         | 451-484                                                                               |
| 6 Heuliez GX 337 ELEC             | 05/2024               | C5 C6 RO                       | 320-325                                                                               |
| Articulés (66)                    |                       |                                |                                                                                       |
| 10 Irisbus Crealis Neo 18         | 18/05/2010-21/12/2012 | C1 C2 C3 C4 S                  | 801-810                                                                               |
| 2 Irisbus Crealis Neo 18 GNV      | 16/05/2010            | C1 C2 C3 C4 S                  | 851, 853                                                                              |
| 55 Iveco Bus Urbanway 18 GNV BHNS | 09/05/2016-10/2023    | C1 C2 C3 C4 N1 N2 S            | 750-797 et 900-906                                                                    |
| Interurbains (10)                 |                       |                                |                                                                                       |
| 6 Irisbus Crossway LE City        | 12/12/2011-21/06/2012 | 17 20 23 26 S                  | 11.110, 11.112, 12.113, 12.114, 113165, 113166                                        |
| 4 Iveco Bus Crossway LE City      | 09/2015               | 17 20 23 26 S                  | 159001-159004                                                                         |
| Midibus (3)                       |                       |                                |                                                                                       |
| 3 BYD K7 eBus                     | 02/2019               | 16                             | 310-312                                                                               |
| Minibus (18)                      |                       |                                |                                                                                       |
| 7 Fiat Ducato                     | 26/06/2012-04/12/2014 | 16 19 21 24 Étoile             | 67-71 et 74-75                                                                        |
| 7 Mercedes-Benz Sprinter City     | 12/2011-02/2020       | 16 19 21 24 Étoile             | 171, 174-179                                                                          |
| 3 Indcar Mobi City GNV            | 02/2022               | 16 19 24                       | 201-203                                                                               |
| Autres véhicules (5)              |                       |                                |                                                                                       |
| 5 Renault Master                  | 13/06/2005-03/2021    | Handibus et Conducteurs        | 43, 48-49 et 160-161                                                                  |

### Ancien matériel
| Bus et quantité                  | Dates de livraison | Dates de réforme                                                                                      | Numéros                                     |
| -------------------------------- | --- | --- | ------------------------------------------- |
| Standards (131)                  | | |                                             |
| 21 Renault PR 100                | | | 501-521                                     |
| 25 Renault PR 100.2              | | | 522-546                                     |
| 41 Renault R312                  | 02/1988 (201) 11/1988 (202-208) 10/1990 (209-215) 07/1991 (216-222) 06/1992 (223-225) 06/1993 (226-228) 31/01/1995 (229-235) 10/1995 (236-241) | ?-2019                                                                                                | 201-241                                     |
| 39 Irisbus Agora S GNV           | 03/09/1999 (401-414) 07/2001 (415-424) 01/2003-02/2003 (425-434) 09/09/2004 (435-439)                                                          | 30/06/2013 (439) 2016 (410) 06/2019 (401-409 et 411-414) 2021 (415-424) 2022 (425-434) 2024 (435-438) | 401-439 410 et 439 à la suite d'un incendie |
| 3 Irisbus Citelis 12             | 29/12/2006 (301, 302) 23/01/2007 (308) | 19/06/2011 (301) 2022 (302) 2023 (308)                                                                | 301 (à la suite d'un incendie), 302, 308    |
| 1 Irisbus Crealis Neo 12         | 05/07/2010 | 14/04/2025                                                                                            | 503 (à la suite d'un incendie)              |
| 1 Iveco Bus Urbanway 12 GNV BHNS | 05/2016 | 26/10/2022                                                                                            | 450 (à la suite d'un incendie volontaire)   |
| Articulés (41)                   | | |                                             |
| 12 Renault PR 180                | 12/1982 (601-606) 09/1983 (607-612) | | 601-612                                     |
| 12 Renault PR 180.2              | 03/1987 (613) 07/1989 (614-618) 04/1992 (619-621) 06/1993 (622-624)                                                                            | | 613-624                                     |
| 1 Renault PR 118                 | 12/1995 | | 625                                         |
| 3 Mercedes-Benz O 405 GN         | 08/01/1997 | | 701-703                                     |
| 6 Mercedes-Benz O 405 GN GNV     | 03/01/2000 | 2016 (704), 05/2019 (706-708)                                                                         | 704-708 et 709 (à la suite d'un incendie)   |
| 6 Irisbus Agora L GNV            | 08/12/2003 (651-653) 19/03/2004 (654-656) | 04/2023 (651-655) 06/2023 (656)                                                                       | 651-656                                     |
| 1 Irisbus Crealis Neo 18 GNV     | 05/2010 | 06/2018 (852)                                                                                         | 852 (à la suite d'un incendie)              |
| Interurbains (14)                | | |                                             |
| Setra S 315 NF                   | | |                                             |
| 1 Heuliez GX 317                 | 10/1997 | |                                             |
| 5 Irisbus Agora Line             | 03/07/2001-20/01/2005 | 2020 (04.107)                                                                                         | 01.101-01.103, 04.106, 04.107               |
| 2 Van Hool A320                  | 25/02/2003 | | 03.104 et 03.105                            |
| 2 Van Hool A320 C                | 05/06/2001-10/12/2002 | | 01.9096 et 02.9114                          |
| 1 Heuliez GX 317                 | 03/05/2001 | | 019073                                      |
| 2 Irisbus Citelis Line           | 29/12/2006 (07.108) et 23/01/2007 (07.109) | 2020 (07.108) et 2021 (07.109)                                                                        | 07.108 et 07.109                            |
| 1 Irisbus Crossway LE            | 11/2011 | 01/09/2024                                                                                            | 11.111 (à la suite d'un incendie)           |
| Minibus (12)                     | | |                                             |
| 5 Peugeot Boxer                  | 06/2001-04/2004 | ?-2023                                                                                                | 62-66                                       |
| 6 Gruau Microbus                 | 27/10/2006-20/12/2011 | | 51-56                                       |
| 1 Mercedes-Benz Sprinter City    | 11/2015 | 02/2021                                                                                               | 170                                         |
| Véhicules de service (...)       | | |                                             |
|                                  | | |                                             |

## Information voyageurs

### Aux arrêts

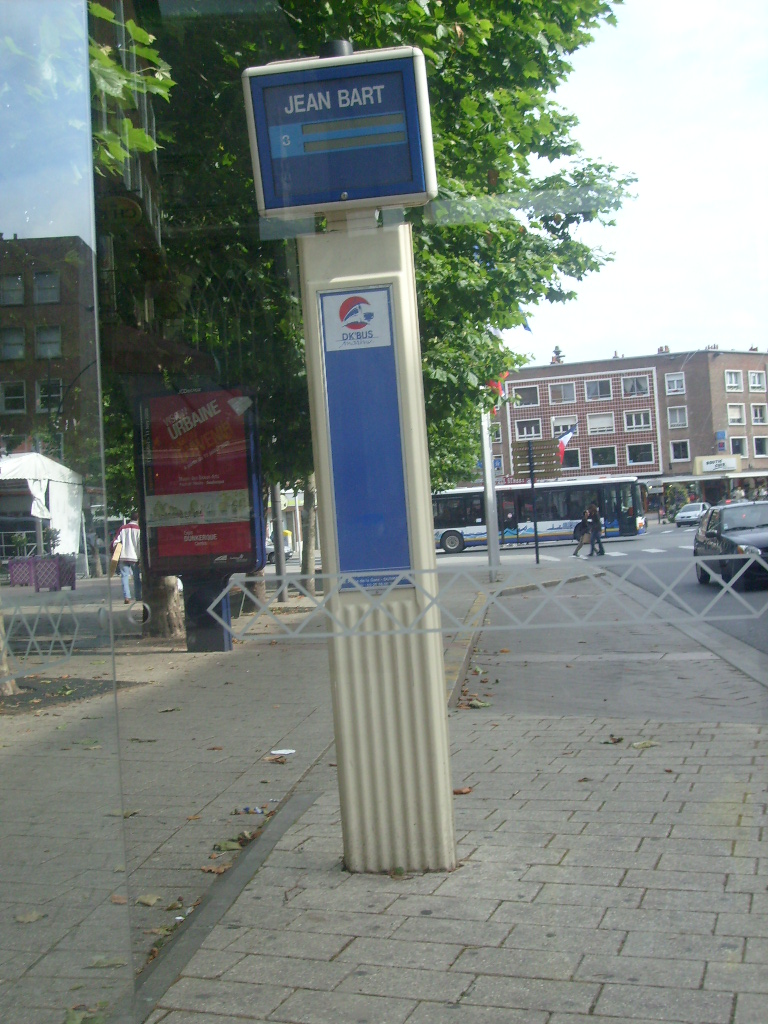
Ancienne borne SAEIV

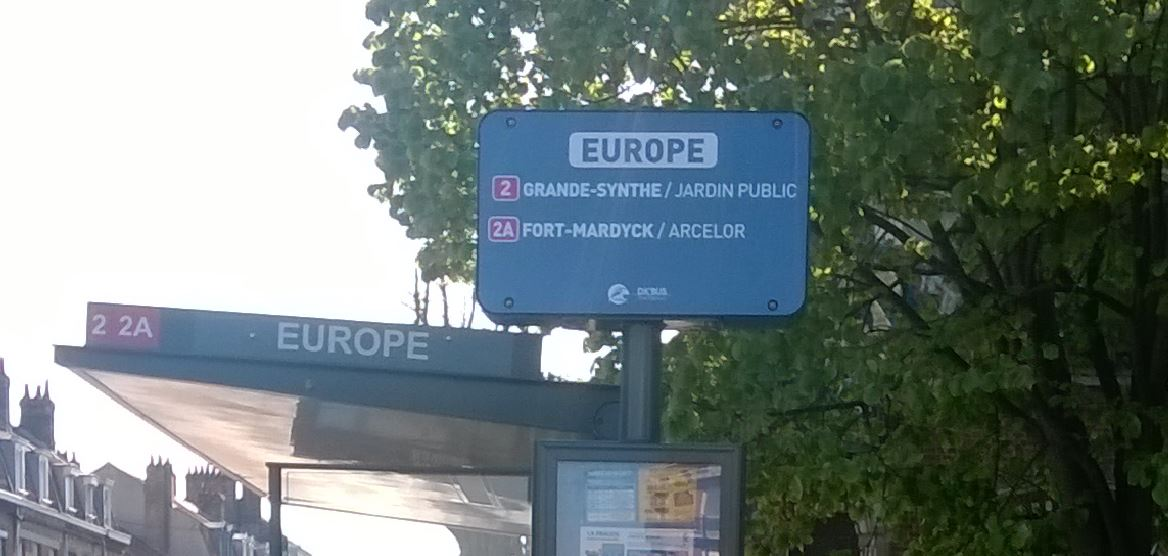
Tête de la borne SAE de l'arrêt Europe avec le nouvel affichage

Les poteaux d'arrêts du réseau sont le modèle Ponant de Urbanéo installés entre 1995 et 1998. À certains arrêts, ces poteaux sont équipés de bornes indiquant les horaires du ou des prochains bus.
Ces bornes d'information voyageurs ont été progressivement remplacées durant l'été 2016.

### Dans les autobus
En 2009, des écrans ont été installés dans les véhicules, ils permettaient d'afficher un plan de la ligne dynamique, ils ont été remplacés en 2018 par de nouveaux écrans plus modernes. Des annonces sonores sont également présentes à bord.

## Personnel d'exploitation
En 2015, la STDE employait 11 personnes à l'administration et 250 conducteurs-receveurs (dont 3 apprentis). En 2022, la STDE emploie 345 conducteurs-receveurs.

## Tarification et financement
Le bus est gratuit tous les jours.
Le service à la demande Taxibus de nuit, est lui payant, 2 € par trajet.

### Anciens tarifs

#### Tickets
| Tickets                | Tarifs | Description |
| ---------------------- | ------ | --- |
| Ticket Unité           | 1,40 € | Valable 1 h à partir de l'émission, correspondances comprises. |
| Ticket Journée         | 3,50 € | Valable le jour de l'émission. Billet sans-contact à valider à chaque montée et à chaque correspondance |
| Ticket Frontière       | 1 €    | Valable pour un trajet entre la frontière et la gare d'Adinkerque, y compris avec l'abonnement Pass Pass. |
| Pass Frontière         | 2,40 € | Ticket Unité + Ticket frontière |
| 10 Voyages             | 10 €   | Carte 10 voyages délivrée à l'espace Dk'Bus et chez les dépositaires externes. Un voyage est valable 1 h après la validation. |
| 10 Voyages (solidaire) | 7 €    | Carte 10 voyages délivrée à l'espace Dk'Bus et chez les dépositaires externes. Pour en bénéficier : fournir justificatif de domicile, quotient familial inférieur à 650 € ou être non imposable. Un voyage est valable 1h après la validation. |

Les tickets Unité, Journée et Frontière sont vendus à bord des bus.
Les carnets sont vendus à l'espace Dk'Bus et chez les dépositaires externes.
Le bus est gratuit les samedis, dimanches et jours fériés.
Depuis septembre 2018, la gratuité est étendue à l'ensemble de la semaine.

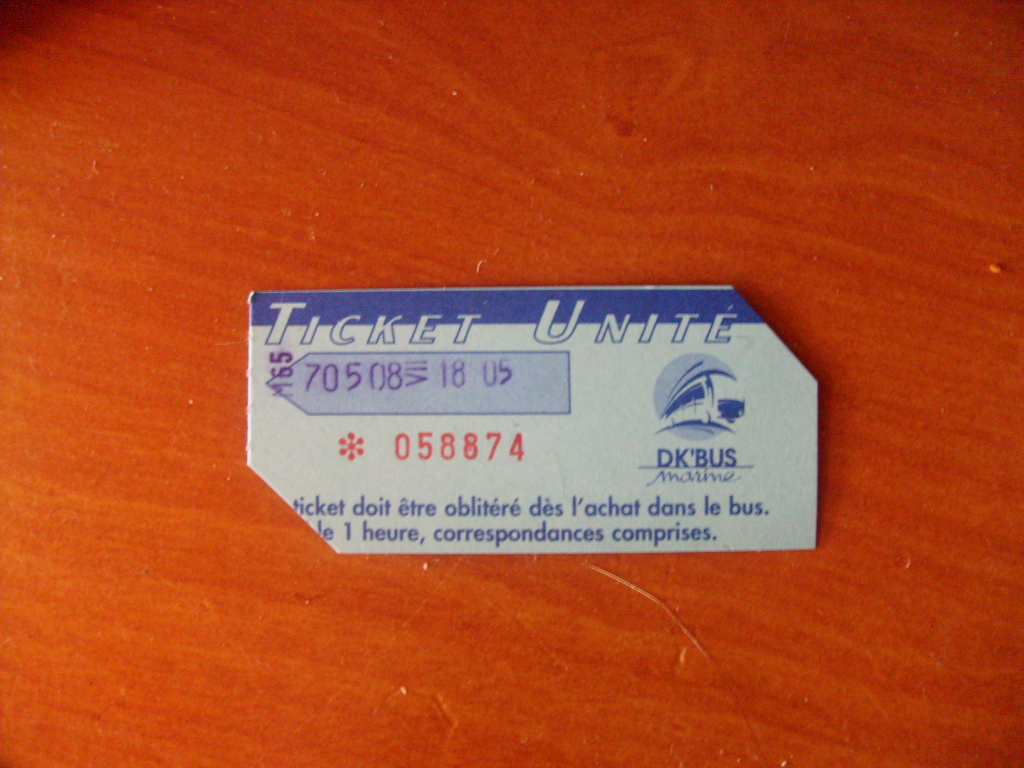
Ancien ticket Dk'Bus oblitéré
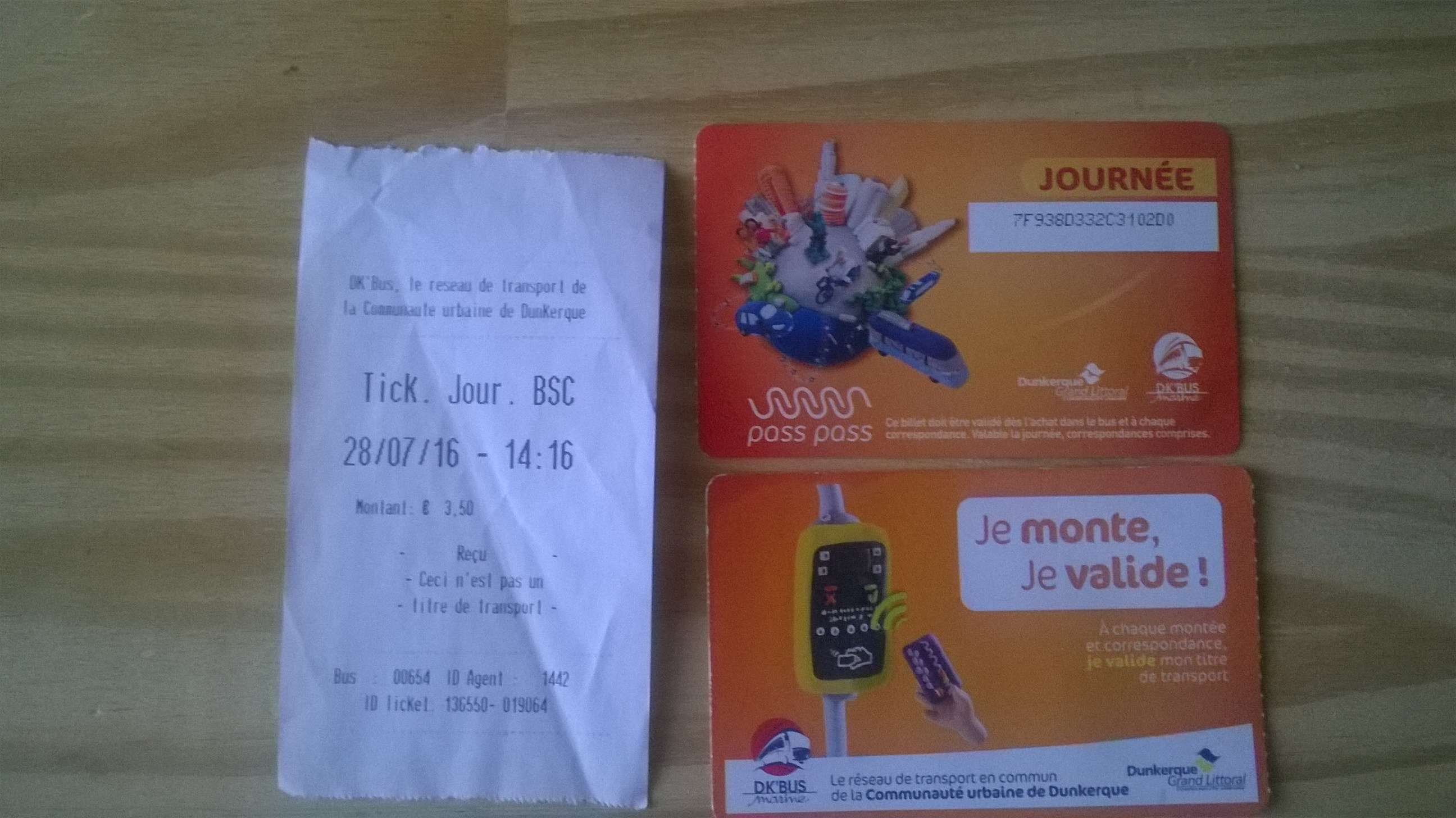
Ticket Journée Dk'Bus recto-verso avec son reçu
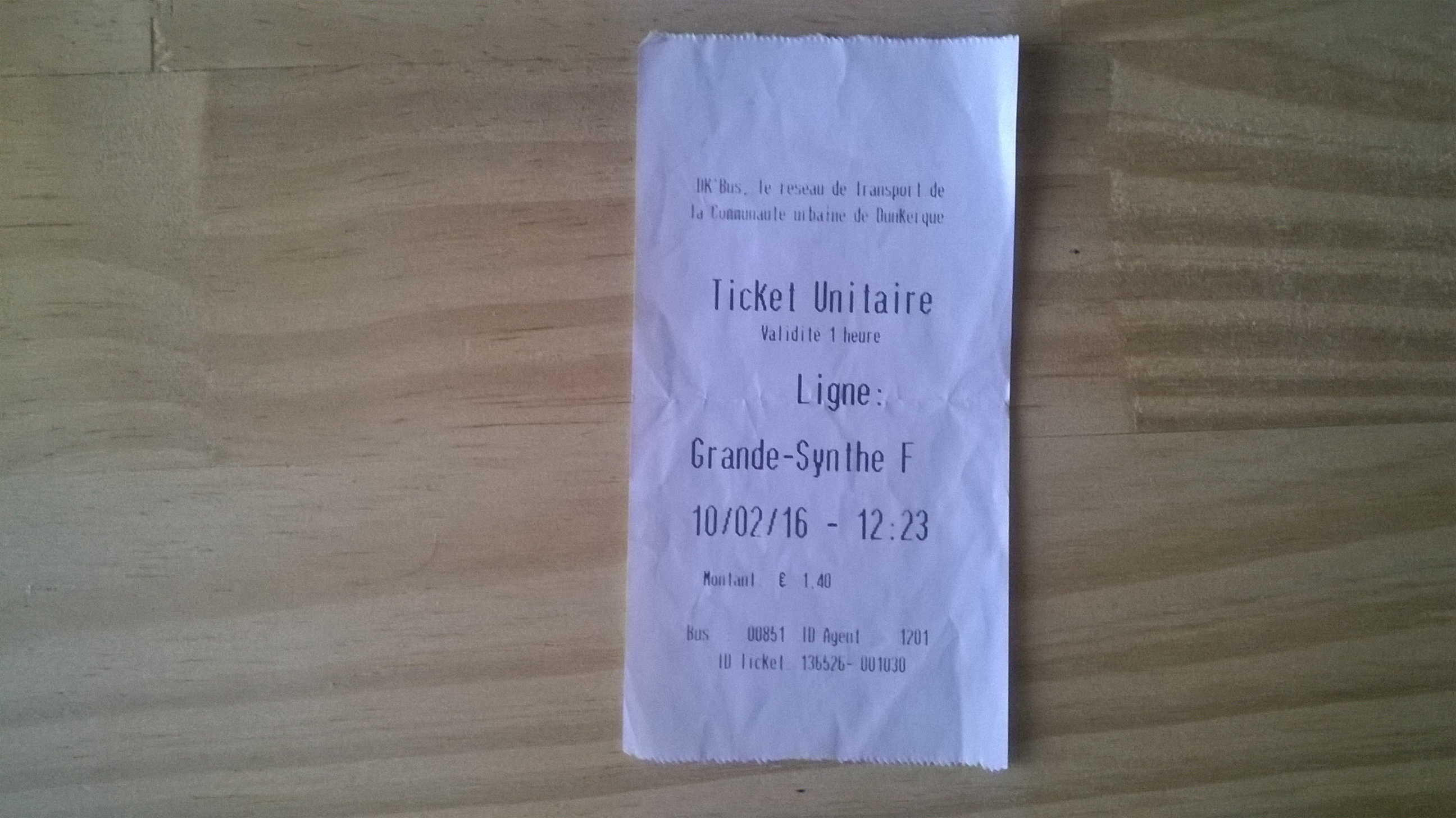
Ticket unitaire Dk'bus

#### Abonnements
Les abonnements étaient chargés sur la carte Pass Pass.
| Abonnements           | Description                                                                              | Mensuel                  | Annuel                   | Tarification sociale |
| --------------------- | ---------------------------------------------------------------------------------------- | ------------------------ | ------------------------ | -------------------- |
| Scolaire aller/retour | Collégien et lycéen domiciliés à plus de 3 km de leur établissement scolaire.            | 12 € de frais de dossier | 12 € de frais de dossier | Non                  |
| Abonnement 4-18 ans   | Circulation illimité sur tout le réseau.                                                 | 13,50 €                  | 121,50 €                 | Oui                  |
| Abonnement 19-25 ans  | Circulation illimité sur tout le réseau.                                                 | 27 €                     | 243 €                    | Oui                  |
| Abonnement 26-64 ans  | Circulation illimité sur tout le réseau.                                                 | 36 €                     | 324 €                    | Oui                  |
| Abonnement 65 et plus | Circulation illimité sur tout le réseau. Gratuit pour les non-imposables.                |                          | 36 €                     | Non                  |
| Abonnement Handibus   | Pour les utilisateurs du service Handibus. Valable pour 20 trajets aller/retour par mois | 56 €                     |                          | Non                  |

#### Tarification sociale
La tarification sociale s'applique suivant le quotient familial individuel/mois, pour pouvoir bénéficier, il faut une pièce d'identité, le justificatif du quotient familial et le justificatif de domicile.

## ProjetDk'Plus de mobilité
Le projet Dk'Plus de Mobilité est le projet d'amélioration des transports en commun de la Communauté urbaine de Dunkerque. Il prévoit la création de 5 lignes fortes de type BHNS, la création de 3 grands pôles de correspondances ainsi que de nombreux aménagements sur les différentes communes de la Communauté Urbaine de Dunkerque. Ce nouveau réseau s'appuie sur 5 lignes fortes dites Chrono (C1 à C5), de 5 lignes dites directes (14, 16 à 19) ainsi que de 7 lignes de connexion (20 à 26).
Ce réseau s'organisera autour de 3 grands pôles de correspondances : Gare, Puythouck et Fort des Dunes.
L'aménagement majeur de ce projet est la transformation de la RD 601 dite « pénétrante », qui est une 2 x 2 voies limitée à 90 km/h qui sépare Saint-Pol-sur-Mer et Petite-Synthe.
Les bus bénéficieront de la priorité aux carrefours grâce à des aménagements sur la voirie (voie d'approche réservée) mais aussi à la priorité aux feux grâce à une télécommande. Certains ronds-points seront "percés" afin que les bus puissent les traverser sans subir les aléas de la circulation.
Les travaux se sont déroulés entre 2016 et 2018. Le nouveau réseau de transport a été mis en service le 1er septembre 2018.

### Les principaux aménagements

#### La "pénétrante"
La "pénétrante" ou RD 601 est une 2 x 2 voies limitée à 90 km/h qui sépare la commune de Saint-Pol-sur-Mer et le quartier de Petite-Synthe. Cette voie rapide représente l'aménagement "tout voiture" caractéristique des années 1970. Au centre de la RD 601 se trouve l'ancien canal de Mardyck.
Le projet prévoit de démonter les 4 voies de circulation actuelles pour les remplacer par, dans l'ordre du nord au sud : 2 voies de circulation limitée à 50 km/h, une voie verte aménagée le long de l'ancien canal de Mardyck renaturalisé, 2 voies réservées aux bus. Les 2 côtés de la pénétrante seront reliés, en plus des 3 ponts existants (Trystram, Berteaux et Ghesquière) par des passerelles réservées aux piétons implantées à intervalle régulier. Quatre stations de bus seront construites (Concorde, Pont Ghesquière, Pont Berteaux et Pont Trystram) toutes desservies par la ligne C4 ainsi que par la ligne C1 qui desservira la station Pont Trystram à l'aide d'une rampe reliant l'avenue de Petite-Synthe à la voie bus. Sous le pont Trystram, les voies bus et voitures se croiseront afin que le bus puissent rejoindre la gare.
À l'ouest de la "pénétrante" se trouve le rond-point du Kruysbellaert. Ce rond-point sera percé en son centre afin que les bus puissent le traverser. Le rond-point sera équipé de feux au niveau de la traversée afin de laisser la priorité aux bus.
À l'est, côté gare, la pénétrante est séparée en deux par le croisement du canal de Bourbourg et du canal de Furnes: le sens est-ouest au nord et le sens ouest-est au sud. Les voies nord seront réservées aux bus et les voies sud aux voitures.
À l'issue des travaux, la "pénétrante" prend le nom de boulevard Simone Veil.

#### La rue de la République à Saint-Pol-sur-Mer
La rue de la République se situe à Saint-Pol-sur-Mer. Cette rue traverse la commune d'est en ouest. Certaines portions de cette rue sont très étroites. Cela concerne la chaussée, dont la largeur ne permet pas aux bus de se croiser, mais aussi les trottoirs, dont la largeur est insuffisante pour le confort et la sécurité des piétons. Les aménagements d’alternats de circulation permettront de redonner de la place aux piétons tout en assurant la circulation des voitures de et vers Saint-Pol-sur-Mer et d’une ligne structurante de transport pour cette zone urbaine dense, dans laquelle les habitants sont très utilisateurs des bus. Des voies bus seront aménagées dans le secteur Trystram et dans le secteur Mairie pour compléter l’aménagement déjà existant.

#### Le centre-ville de Dunkerque
Le centre-ville de Dunkerque sera lui aussi aménagé. La rue Clemenceau qui relie la mairie de Dunkerque à la place Jean Bart sera piétonnisée.

#### La gare de Dunkerque
La gare routière sera déplacée à l'emplacement actuel du parking qui sera lui-même déplacé au nord. La place de la Gare sera piétonnisée.

### Les pôles de correspondances
Il y aura 3 pôles de correspondances importants : Gare à Dunkerque, C.Cial. Puythouck à Grande-Synthe et Fort des Dunes à Leffrinckoucke.

#### Le pôleGare
Le pôle Gare est situé à l'ancien emplacement du parking de la gare de Dunkerque. Il est composé de 3 longs quais dont un central. Ces quais permettent d'accueillir simultanément 3 bus. La place de la gare, elle sera rénovée et piétonnisée afin qu'elle joue son rôle d'accueil, alors qu'elle accueillait une gare routière.
Le pôle Gare a été ouvert aux bus le 16 février 2018 afin de pouvoir commencer les travaux de rénovation de la place de la Gare.
Il sera desservi par les lignes : C1, C2, C3, C4, 14, 16, 17, 18, 19.

#### Le pôlePuythouck
Le pôle Puythouck sera situé à Grande-Synthe, à l'emplacement de l'arrêt C.Cial. Puythouck. Il sera accolé au parking du centre commercial. Il sera constitué d'un long quai central comprenant 5 positions d'arrêts de chaque côté.
Il sera desservi par les lignes : C1, C2, C4, 17, 18, 19, 22, 23, 25.

#### Le pôleFort des Dunes
Le pôle Fort des Dunes sera situé à Leffrinckoucke, à proximité de l'arrêt Premier Mai. Il sera composé d'un quai comportant 3 positions d'arrêt en redents. Un parking d'environ 75 places sera créé derrière le pôle.
Il sera desservi par les lignes : C1, C2, 20, 21, 24.

## Galerie

Bus n°425 sur la ligne 1A à l'arrêt Avenue du Large.
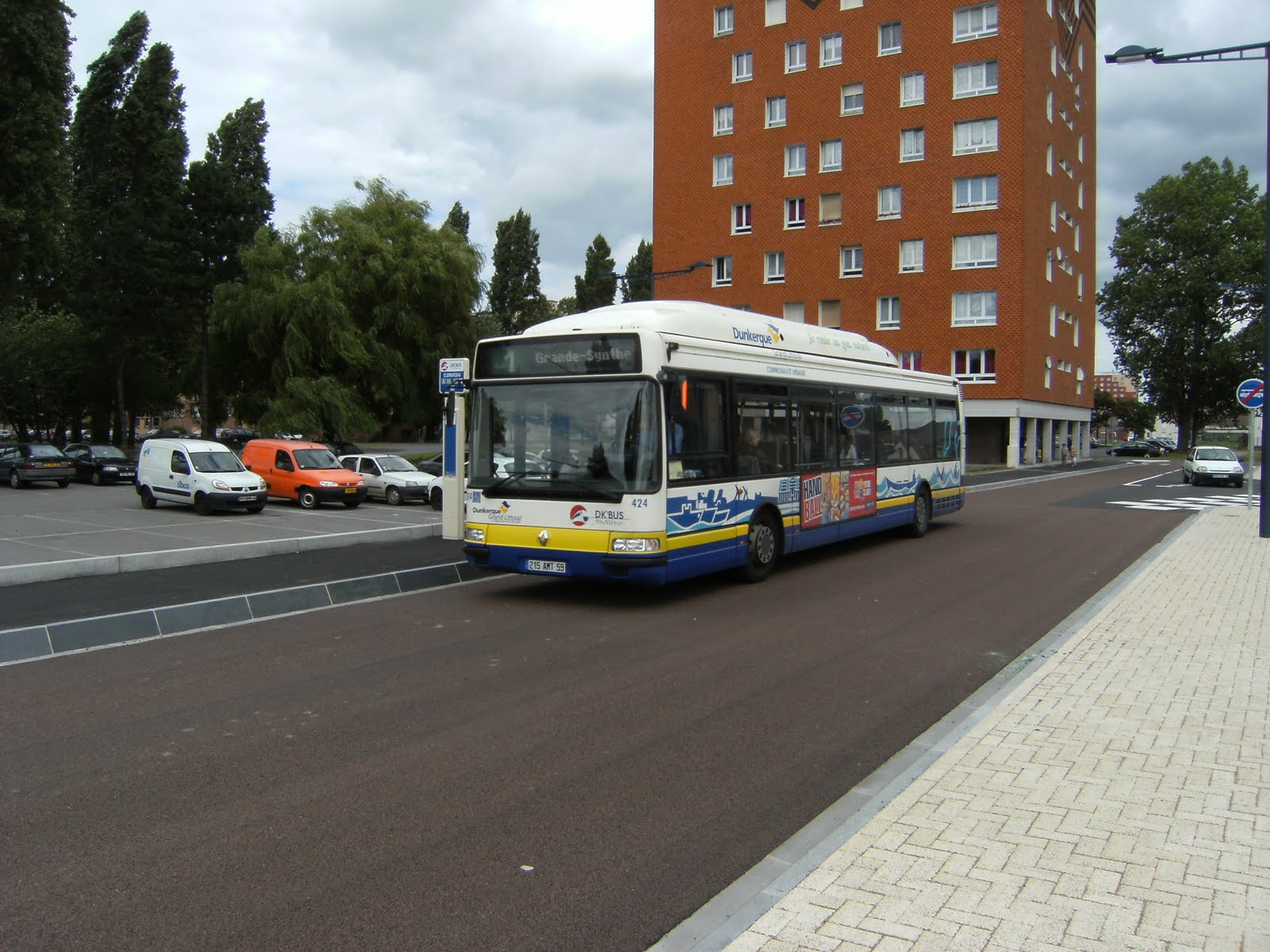
Bus n°424 sur la ligne 1 à l'arrêt Clemenceau à Grande-Synthe.
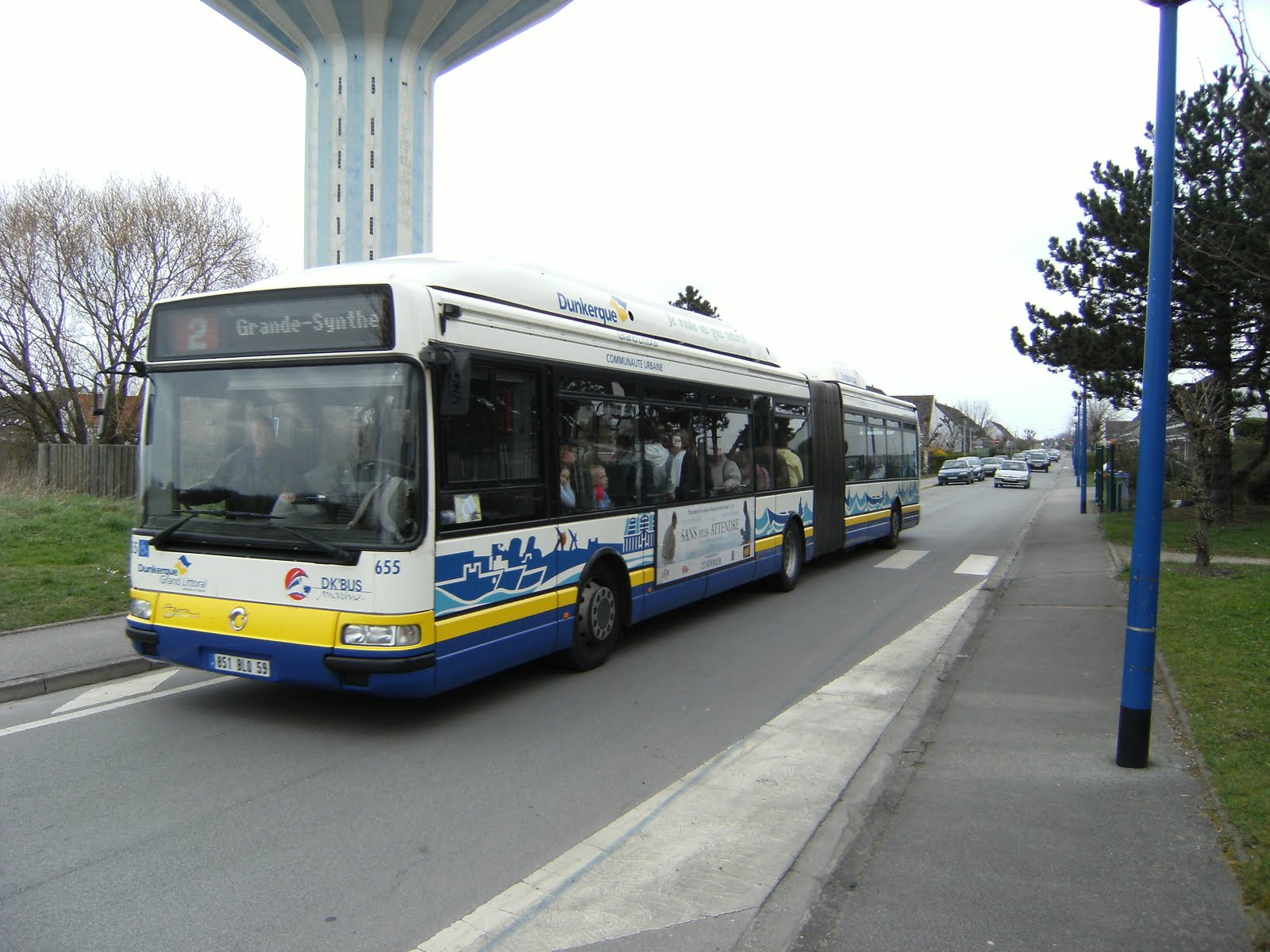
Bus n°655 sur la ligne 2 à l'arrêt 12e D.I.M. à Leffrinckoucke.
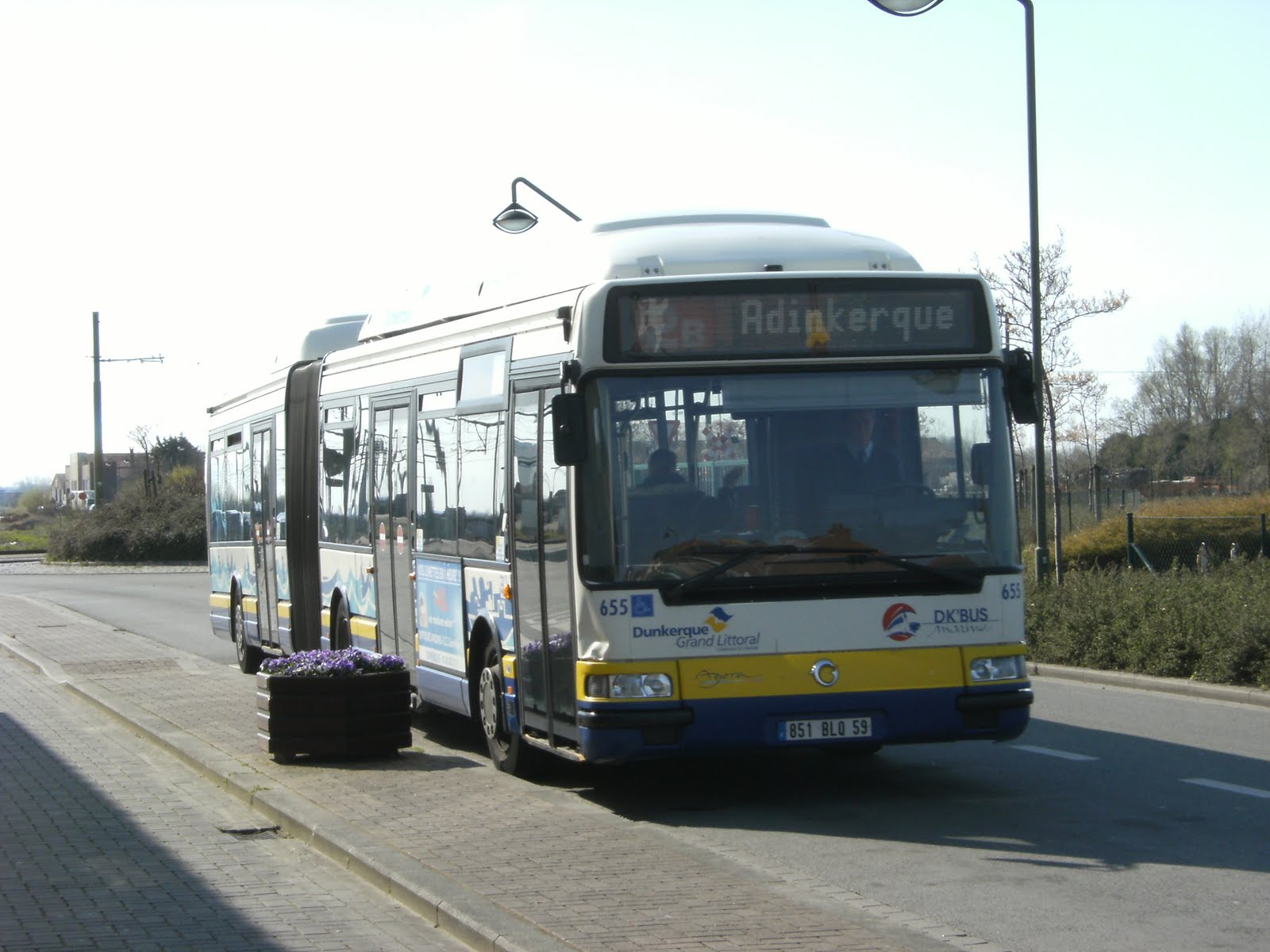
Bus n°655 sur la ligne 2B à l'arrêt Gare d'Adinkerque à La Panne en Belgique.
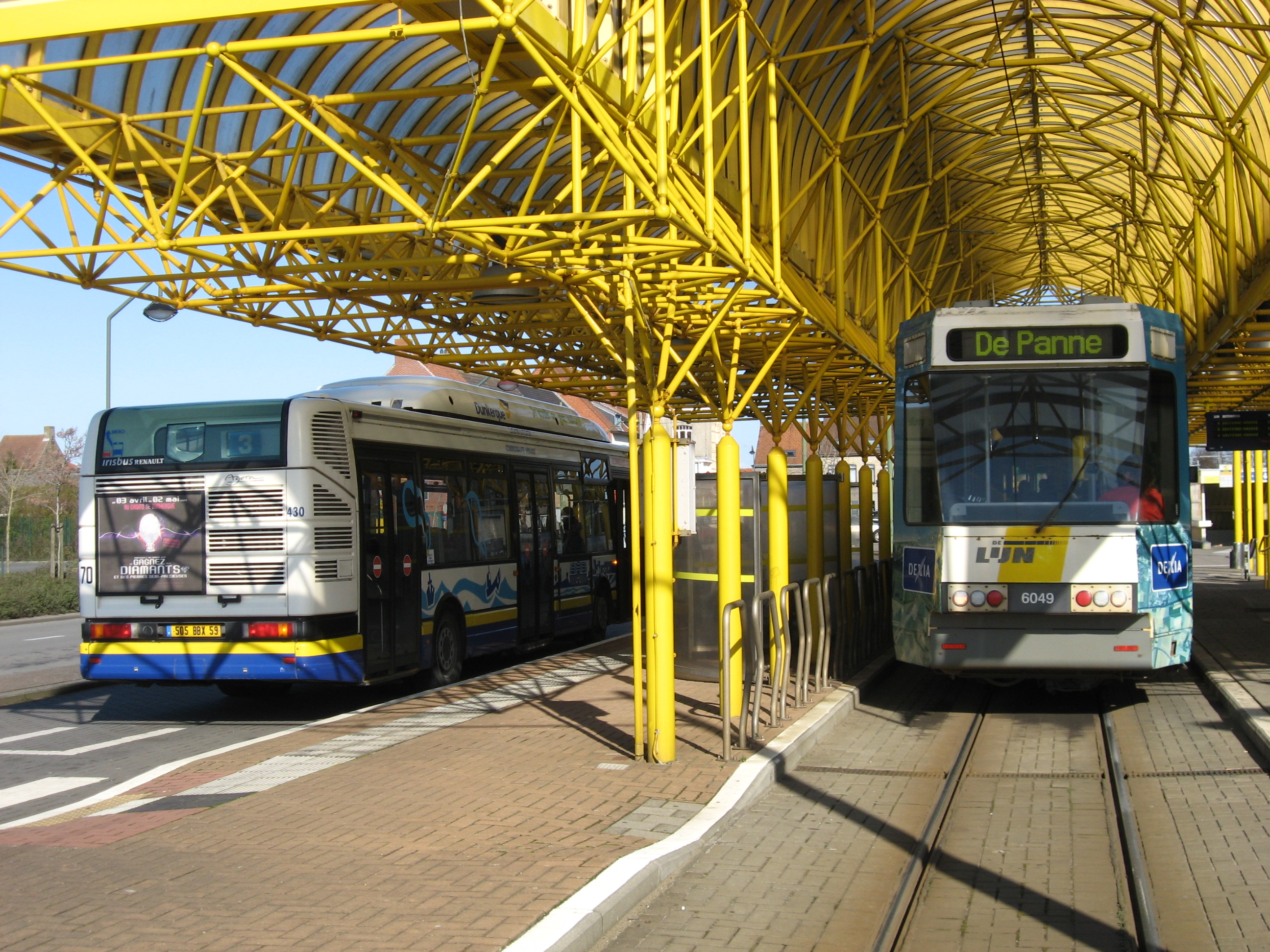
Correspondance en gare de La Panne avec le tramway de la côte belge (Photo prise en 2009 : à l'époque, une ligne 3B allait jusqu'à La Panne le dimanche).
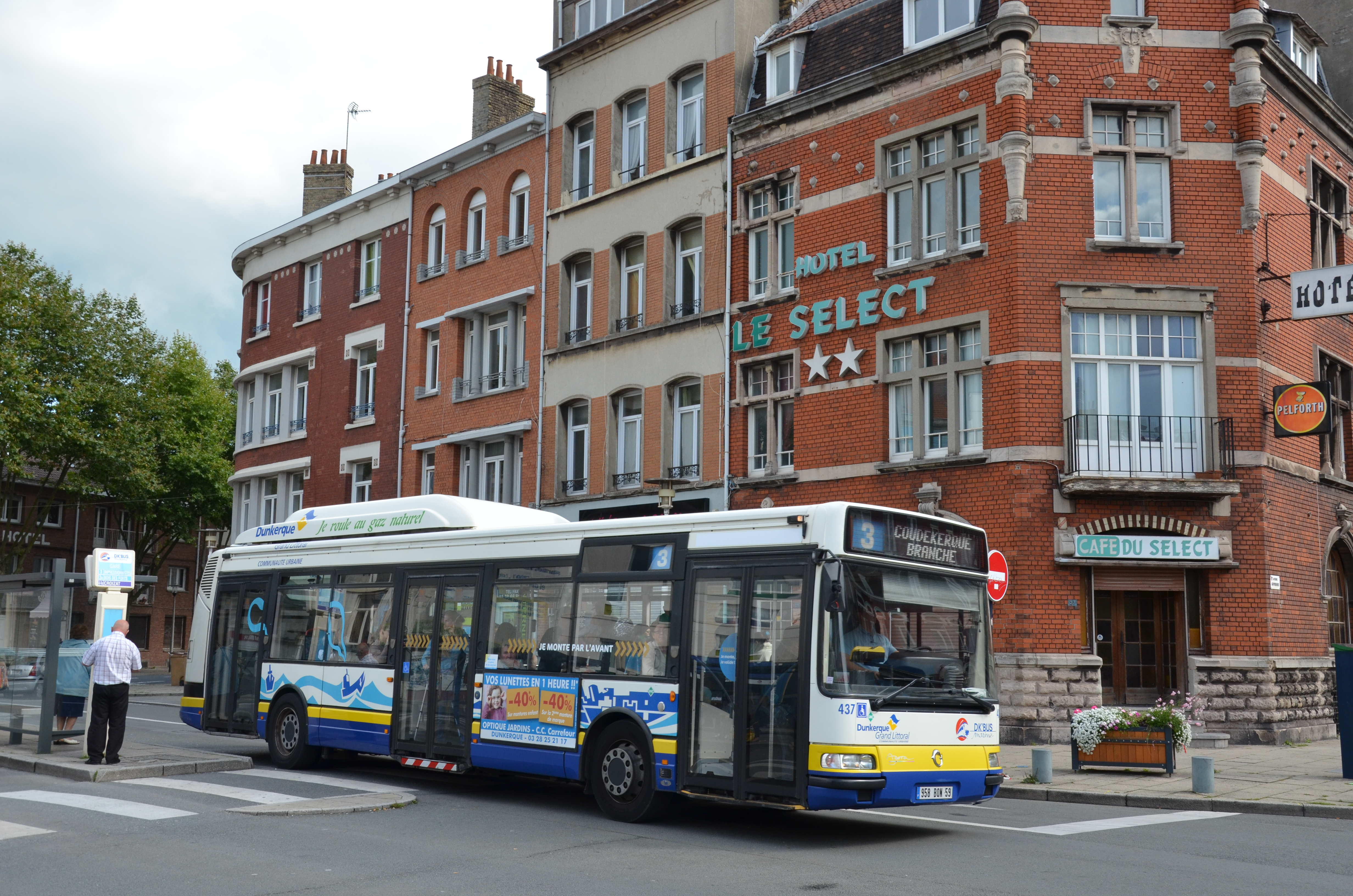
Bus n°437 sur la ligne 3 à l'arrêt Gare.
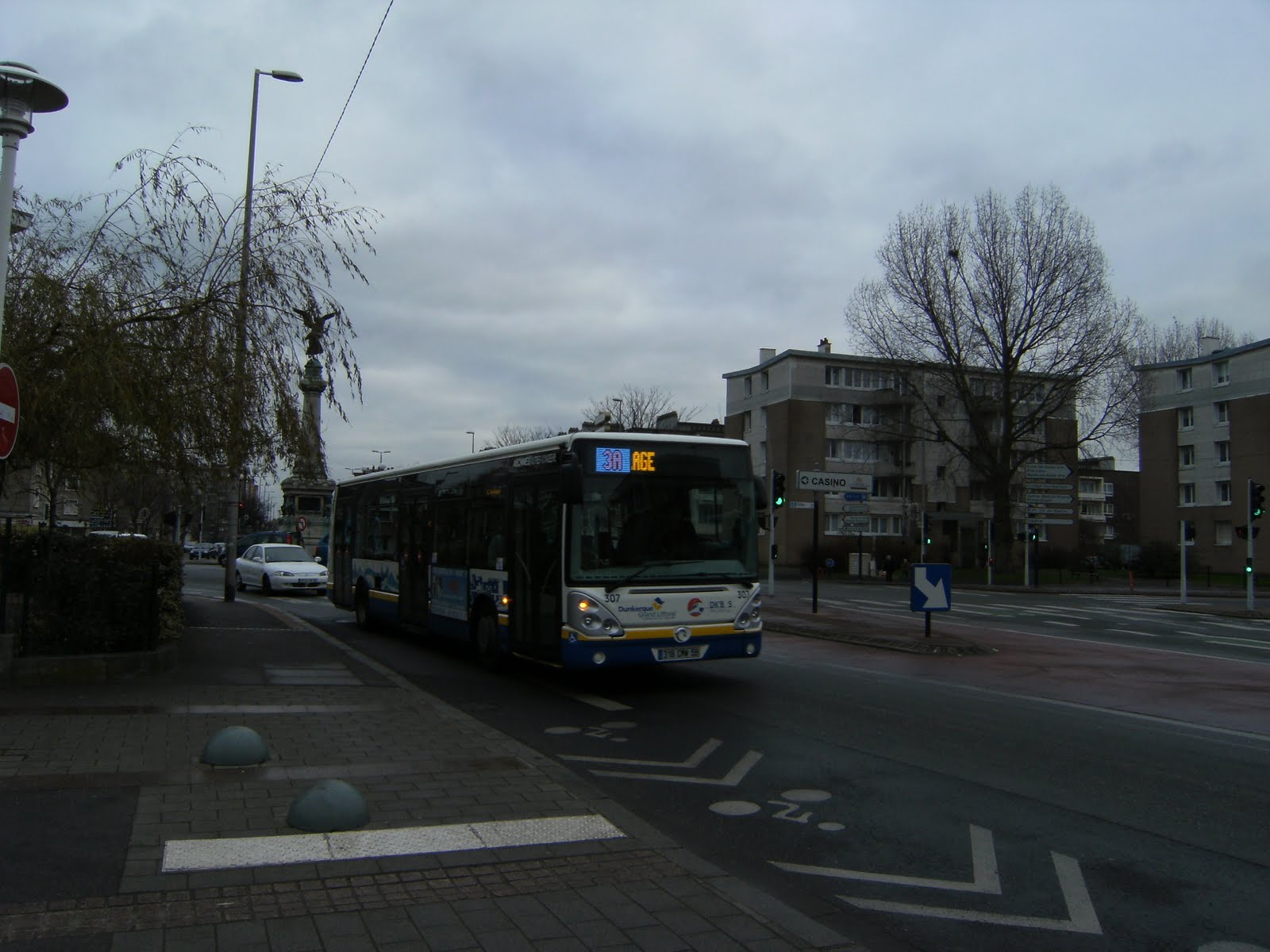
Bus n°307 sur la ligne 3A à l'arrêt Victoire.
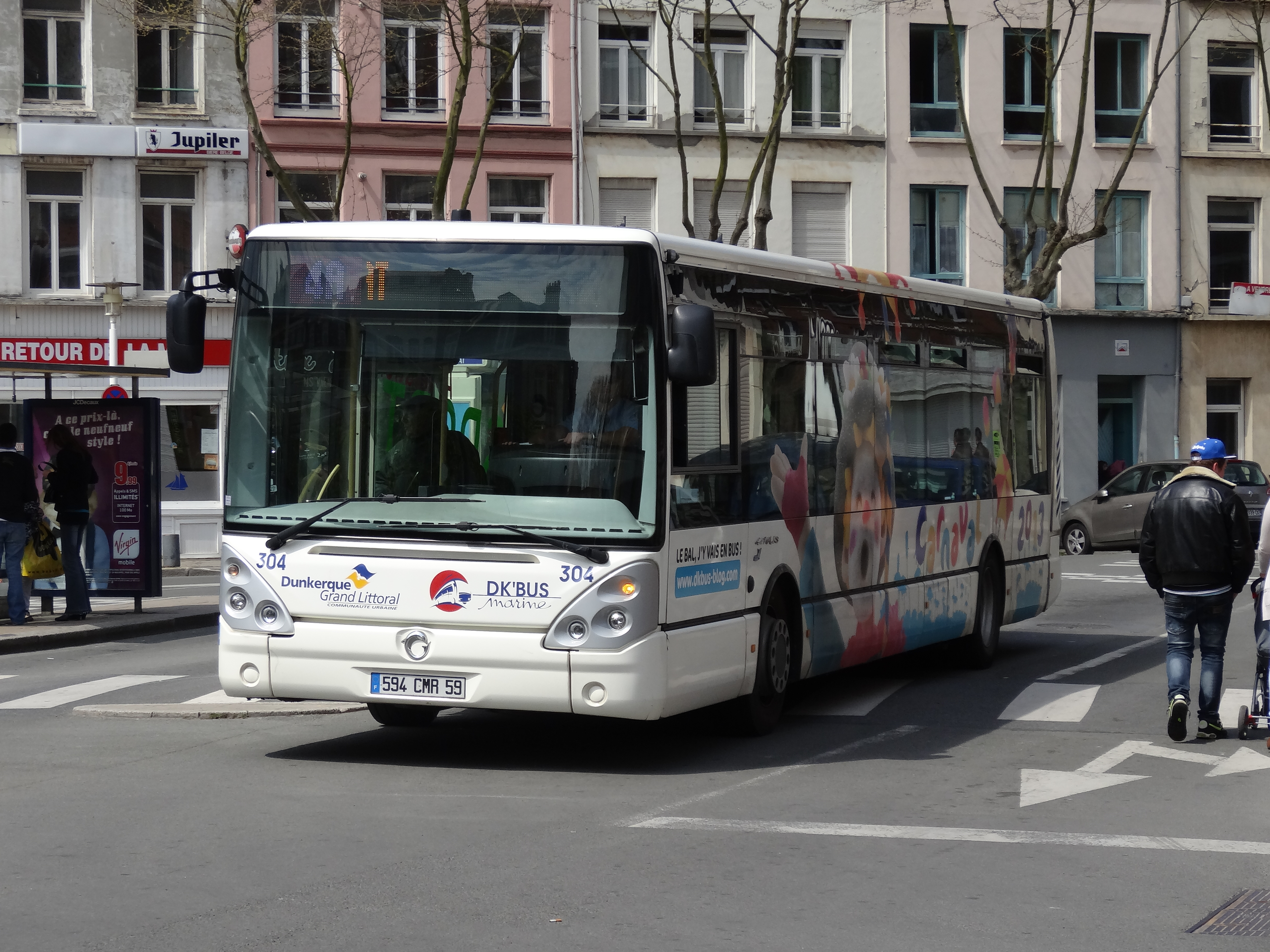
Bus n°304 sur la ligne 4A à l'arrêt Gare.
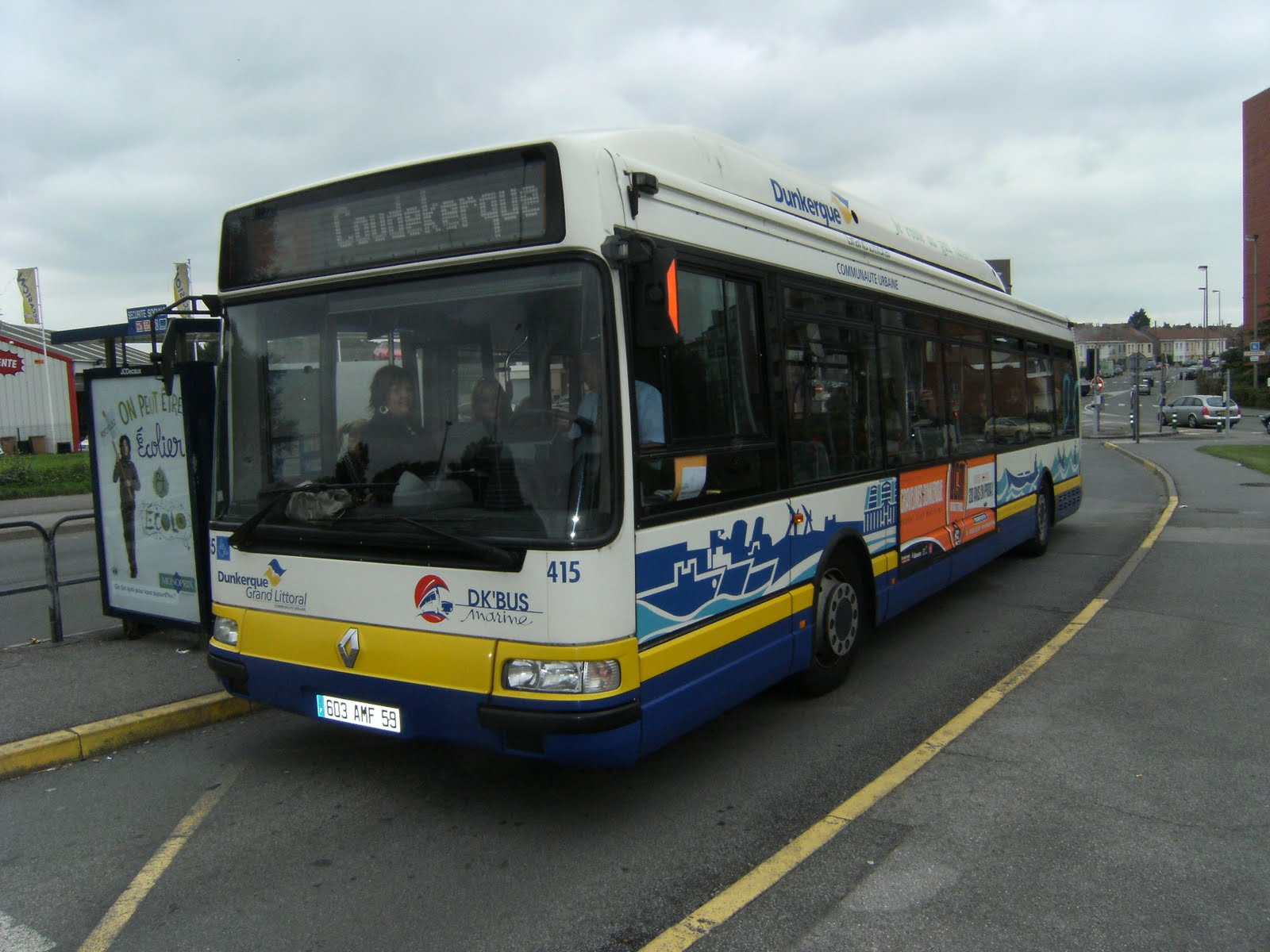
Bus n°415 sur la ligne 5 à l'arrêt Sécurité Sociale.
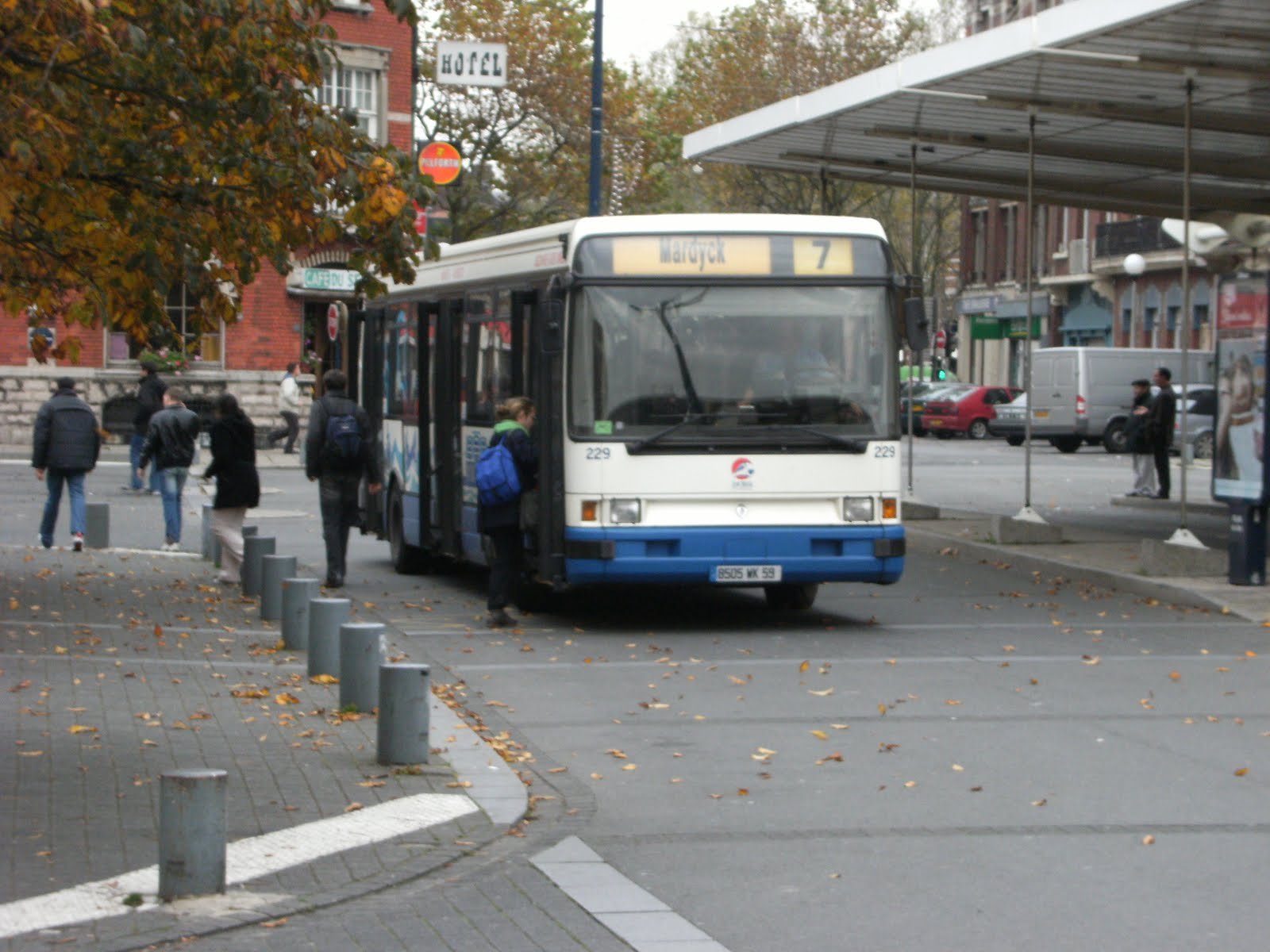
Bus n°229 sur la ligne 7 à l'arrêt Gare.
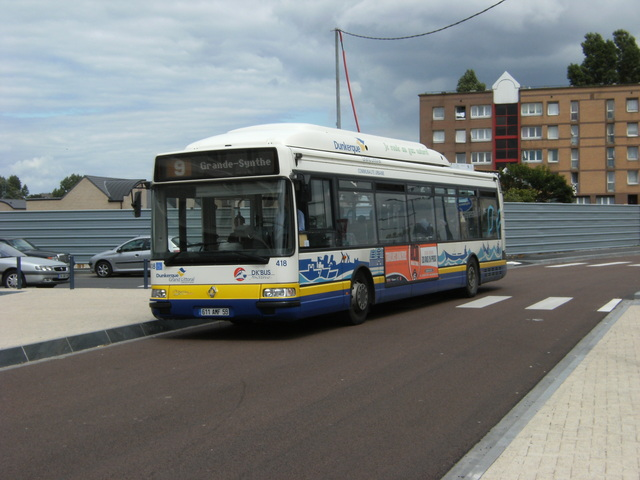
Bus n°428 sur la ligne 9 entre les arrêts Clemenceau et Maison Communale à Grande-Synthe.
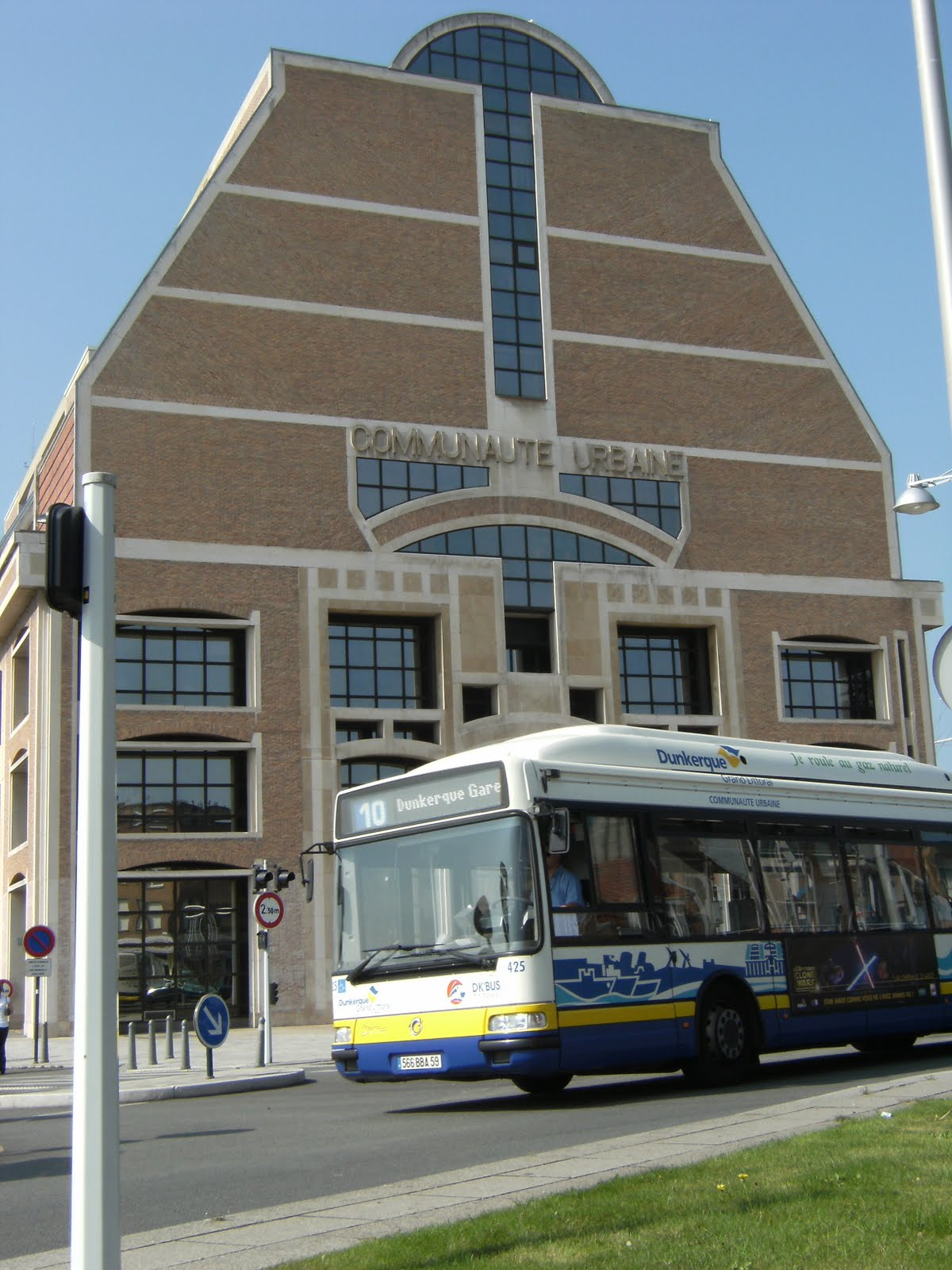
Bus n°425 sur la ligne 10 près de la CUD.

## Identité visuelle

Logotype du réseau DK'Bus Marine (vertical) de juin 1998 à janvier 2018.
Logotype du réseau DK'Bus Marine (horizontal) de juin 1998 à janvier 2018.
Logotype du réseau DK'BUS depuis janvier 2018.